# مسجد ابن طولون
مسجد ابن طولون أو مسجد أحمد بن طولون أو المسجد الطولوني هو أحد المساجد الأثريّة الشهيرة بالقاهرة. أمر ببناؤه أحمد بن طولون مؤسس الدولة الطولونية سنة 263هـ/877م بمدينته الجديدة القطائع ليصبح ثالث مسجد جامع بني في عاصمة مصر الإسلامية بعد جامع عمرو بن العاص الذي بني في الفسطاط، وجامع العسكر الذي بني في مدينة العسكر ورغم أن مسجد عمرو بن العاص لا يزال موجودًا إلا أن المسجد الطولوني يعد أقدم مساجد مصر القائمة حتى الآن لاحتفاظه بحالته الأصلية بالمقارنة مع مسجد عمرو بن العاص الذي توالت عليه الإصلاحات التي غيرت معالمه.
شُيد المسجد فوق ربوة صخرية كانت تعرف بجبل يشكر، ويُعتبر من المساجد المعلقة، وهو أحد أكبر مساجد مصر حيث تبلغ مساحته مع الزيادات الخارجية حوالي ستة أفدنة ونصف الفدان، وقد بُني على شكل مربع مستلهمًا من طرز المساجد العباسية وخاصة مسجد سامراء بالعراق الذي استلهم منه المنارة الملوية. يقع المسجد حاليًا بميدان أحمد بن طولون بحي السيدة زينب التابع للمنطقة الجنوبية بالقاهرة، ويجاور سوره الغربي مسجد صرغتمش الناصري فيما يجاور سوره الشرقي متحف جاير أندرسون.:88:89:15

## المنشئ

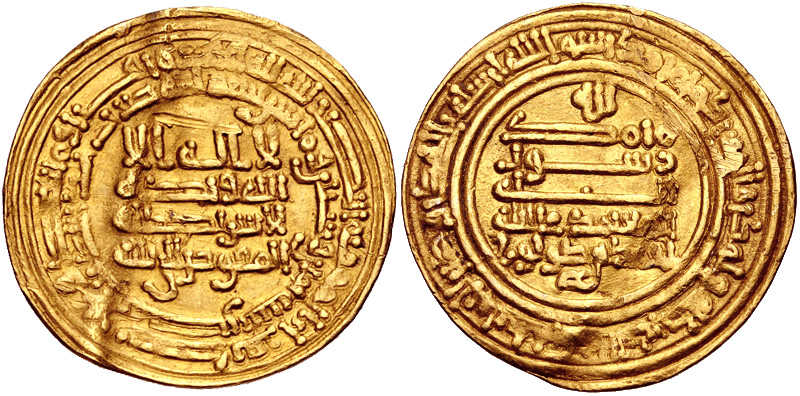
الدينار الأحمدي "دينار أحمد بن طولون".

منشئ المسجد هو أحمد بن طولون مؤسس الدولة الطولونية في مصر والشام، تعود أصوله إلى قبيلة التغزغز التركية، وكانت أُسرته تقيم في بخاري. كان والده «طولون» مملوكًا لنوح بن أسد الساماني عامل بخارى وخراسان، فأرسله هدية إلى الخليفة المأمون مع من أُرسل من المماليك الترك سنة 200هـ/816م. واسم طولون مشتق من كلمة تركية (بالتركية: Tolun)‏ معناها البدر الكامل. أنجب طولون عددًا من الأبناء من بينهم أحمد الذي يكنى بأبي العباس سنة 220هـ/835م وولد في بغداد بالعراق من جارية تدعى قاسم، فنشأ مختلفًا عن أقرانه من أولاد العجم، حريصًا على الابتعاد عن جو العبث واللهو والمنكرات، واشتهر بالتقوى والصلاح والشدة والقوة والبأس. أرسله الوزير عبيد الله بن يحيى بن خاقان إلى ثغر طرسوس فقضى فيه عدة سنوات أخذ خلالها العلم والحديث والآداب عن كبار العلماء. بدأ بزوغ نجم أحمد بن طولون عندما كان في العشرين من عمره بعد وفاة والده سنة 240هـ/854م، حيث فوض إليه الخليفة العباسي المتوكل ما كان لأبيه من الأعمال العسكرية.

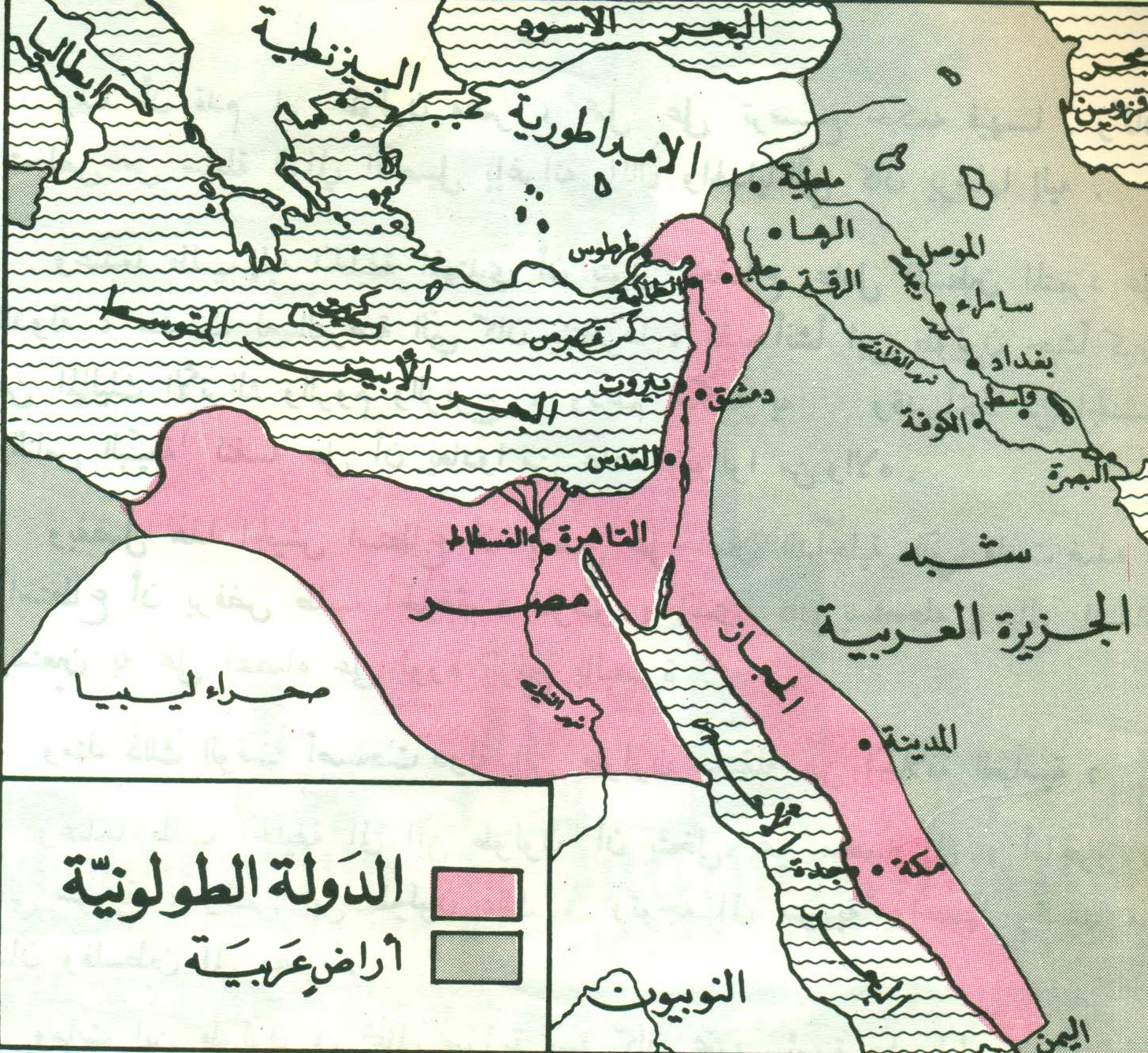
الدولة الطولونية تظهر حدوها باللون الوردي وما جاورها من أراض الدولة العباسية تظهر باللون الرمادي.

بعد مقتل الخليفة المستعين وتولية المعتز، وُلي بايكباك التركي على مصر ولكن لرغبته في البقاء قريبًا من عاصمة الخلافة أناب أحمد بن طولون عنه في أمور الحكم لما عرف عنه من رجاحة العقل وحسن السيرة ولقرابته منه، فدخل ابن طولون مصر سنة 254هـ/868م. ورغم وشاة مراكز القوى في مصر التي كانت توزع عليها سلطة الحكم بأحمد بن طولون عند الخليفة، إلا أنه ظل في سدة الحكم باستخدام سياسة بذل المال لأولي الأمر في بغداد، كما كان يدعمه حلفاؤه من القادة الترك المُهيمنين على مقدرات الخلافة مثل بايكباك ويارجوخ. بدأ أحمد بن طولون في تدعيم أواصل حكمه في مصر، فتخلص من بعض أعدائه وأضعف البعض الآخر وكان على رأسهم ابن المدبر وشقير الحاجب، وساعدته الظروف السياسية في بغداد على الوصول إلى مراده حيث قتل بايكباك سنة 256هـ/870م وخلفه يارجوخ واليًا على مصر، الذي أناب بدوره ابن طولون على الحكم، ولما توفي يارجوخ سنة 259هـ/873م، ولى الخليفة المعتمد ابن طولون حكم مصر، وفي سنة 263هـ/877م قلده المعتمد أمر خراج مصر وإمرة الثغور الشَامية، فأضحى السيد الأوحد للديار المصرية والمشرف على جميع أمورها، وقام بِضرب الدينار الأحمدي رمزًا لهذا الاستقلال، وامتدت حدود دولته من ليبيا إلى حدود الدولة البيزنطية في آسيا الصغرى، ومن نهر الفرات إلى شلال النيل الأول. كان ابن طولون رجل دولة من الطراز الأول ذو كفاءة إدارية وعسكرية، فعني بشئون دولته ووضع أسس تحويلها إلى دولة قوية، وشملت إصلاحاته سائر شئون الدولة المختلفة، فبنى مدينة القطائع وشيد القصور والمستشفيات والملاجئ وقناطر المياه، وشجع الزراعة وأصلح السدود والترع والقنوات، وحفر الجديد منها، وحمى الفلاحين من ظلم جباة الضرائب وأصلح مقياس النيل بالروضة. كما ازدهرت في عهده الصناعة، فاشتهرت مصر بصناعة النسيج. وأنشأ كذلك مسجده المعروف الذي لا يزال شاهدًا على ازدهار عصر بانيه. أدى نجاحه في إدارة شئون البلاد إلى انتشار الرخاء والعمار والعدل بين الرعية. وتوفي أحمد بن طولون سنة 270هـ/884م وخلفه على الحكم ابنه خمارويه ودفن بمدافن الطولونيين بالقرافة الصغرى بالقرب من بابها بسفح المقطم.:18:30:ج1ص32:34:ج1ص135:140:101

## المهندس

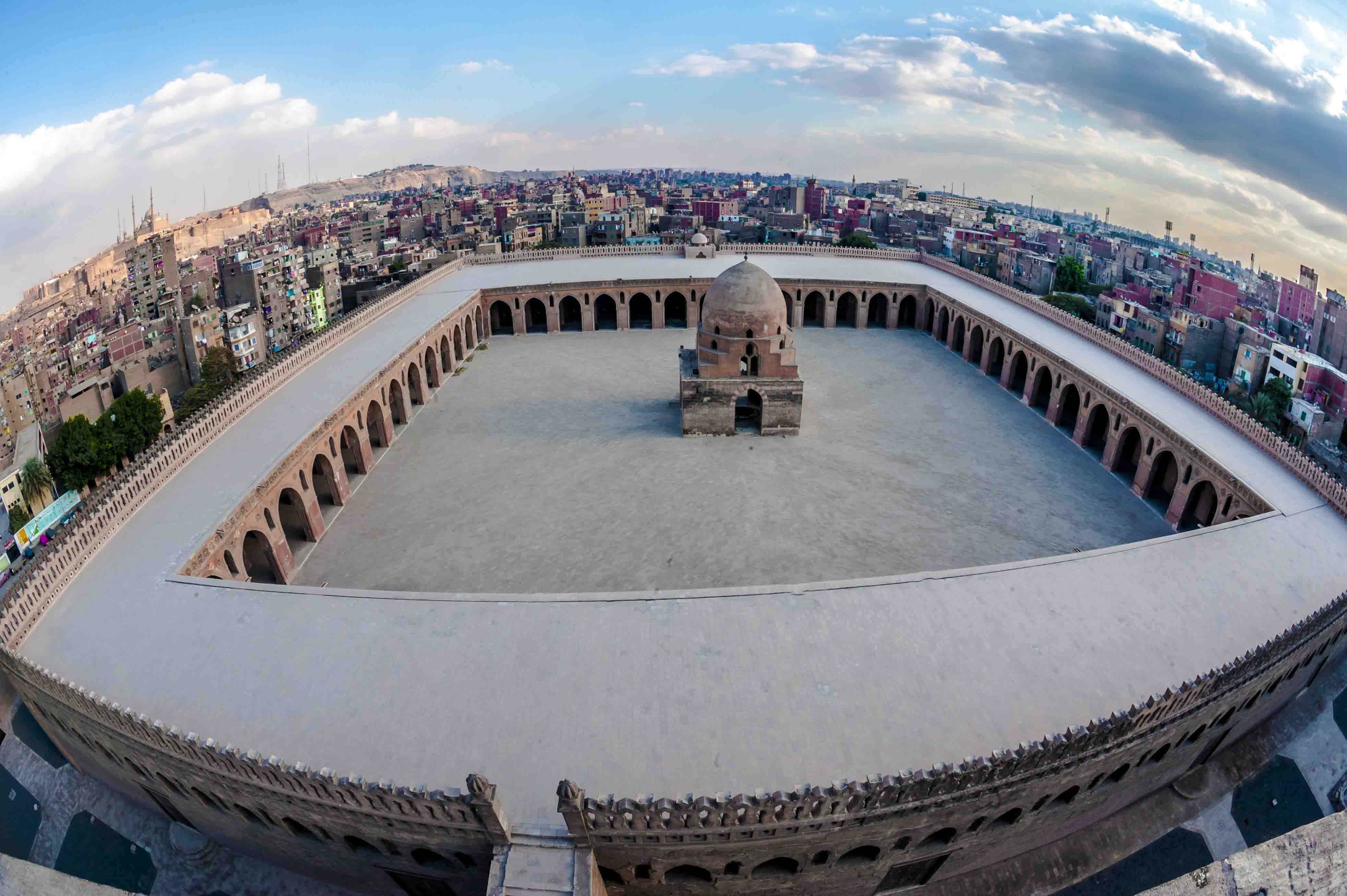
صحن مسجد ابن طولون

اختلف المؤرخون حول شخصية مهندس المسجد، فرجح بعضهم أنه كان نصرانيًا يدعى سعيد بن كاتب الفرغاني، وأنه كان مهندس عينًا للماء طلب بنائها ابن طولون فلما أتمها دعا ابن طولون لزيارتها ولسوء حظه كان بموضع البناء جيرًا لا زال رطبًا غاصت به قدم فرس ابن طولون فكبا به فظن أنه أراد به سوءًا، فأمر بجلده وسجنه، وظل بمحبسه حتى أراد ابن طولون بناء الجامع فقُدر له ثلاثمائة عمود صعب تدبيرها إلا عبر استخدام أعمدة الكنائس والأديرة المتخربة، فتورع ابن طولون عن ذلك، ولما بلغ النصراني في محبسه الخبر كتب لابن طولون أنه يبنيه له كما يحب ويختار بلا أعمدة إلا عمودي القبلة، فأخرجه ابن طولون وأحضر له جلودًا للرسم، فصور له النصراني المسجد فأُعجب به واستحسنه، وأطلق سراحه وخلع عليه ورصد له مائة ألف دينار لنفقة البناء وكل ما يحتاج بعد ذلك، فوضع النصراني يده في البناء في موضع جبل يشكر، فلما أتم البناء وراح ابن طولون لزيارة المسجد، صعد النصراني إلى المنارة صائحًا بابن طولون بطلب الجائزة والأمان خوفًا من أن يجري له ما جرى في المرة الأولى، فأمنه ابن طولون وكافأه بعشرة آلاف دينار وخلع عليه وأجرى له رزقاً واسعاً.:181:183:104:105 أما المجموعة الأخرى من المؤرخين فيرجحون أن المهندس لم يكن نصرانياً بل كان عراقيًا بسبب تأثر مصمم المسجد بتصميم مسجد سامراء بالعراق، وعدم استخدام الأساطين أو الأعمدة الرخامية في البناء بل استُخدم بدلًا من ذلك العقود القائمة على دعائم من الآجر. ورجح بعضهم أن المهندس هو أحمد بن محمد الحاسب الذي قدم من العراق لبناء مقياس النيل الجديد بالروضة.:ج1ص43:44:ج1ص142:145:7

## التاريخ

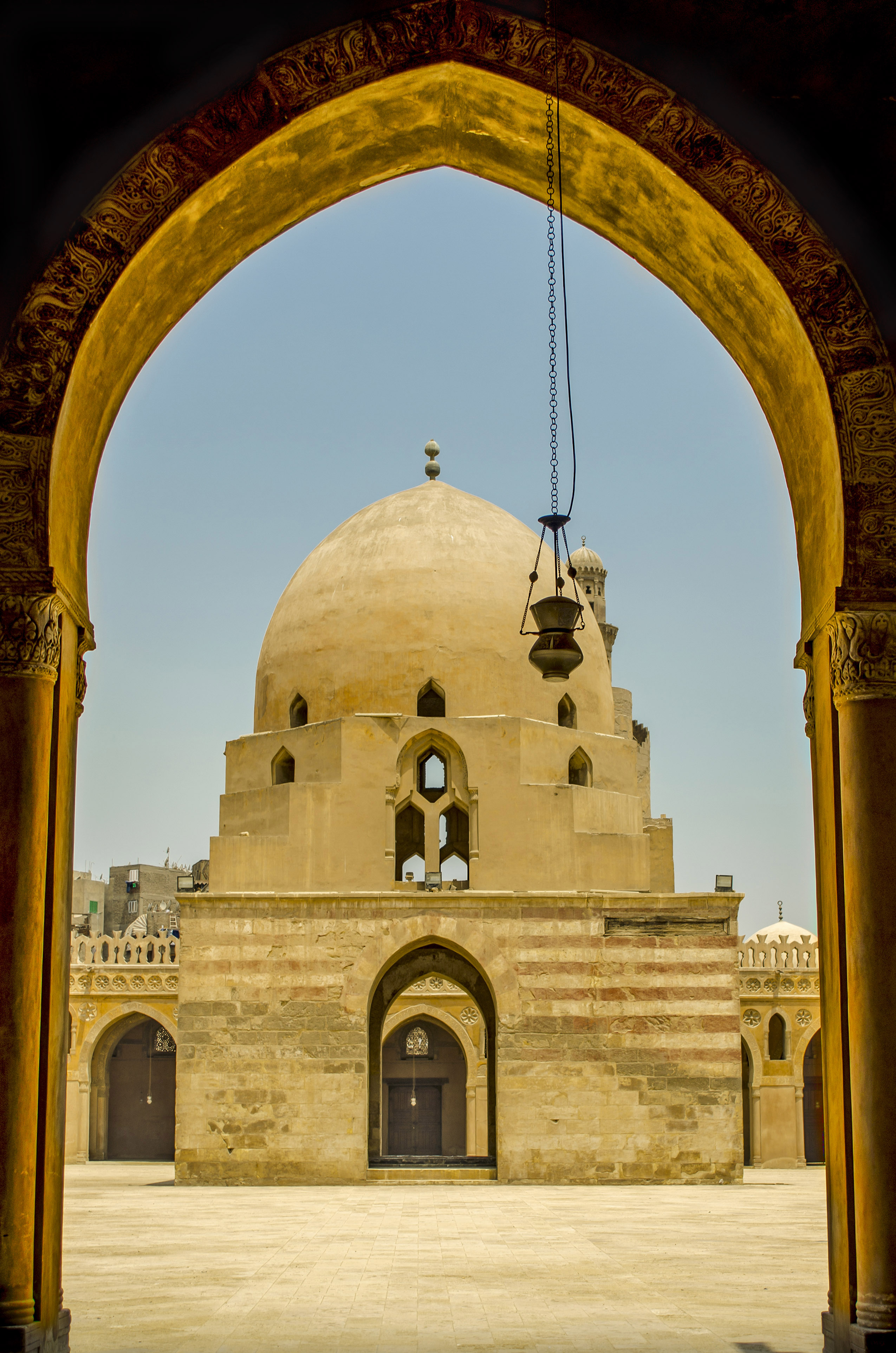
قبة الصحن

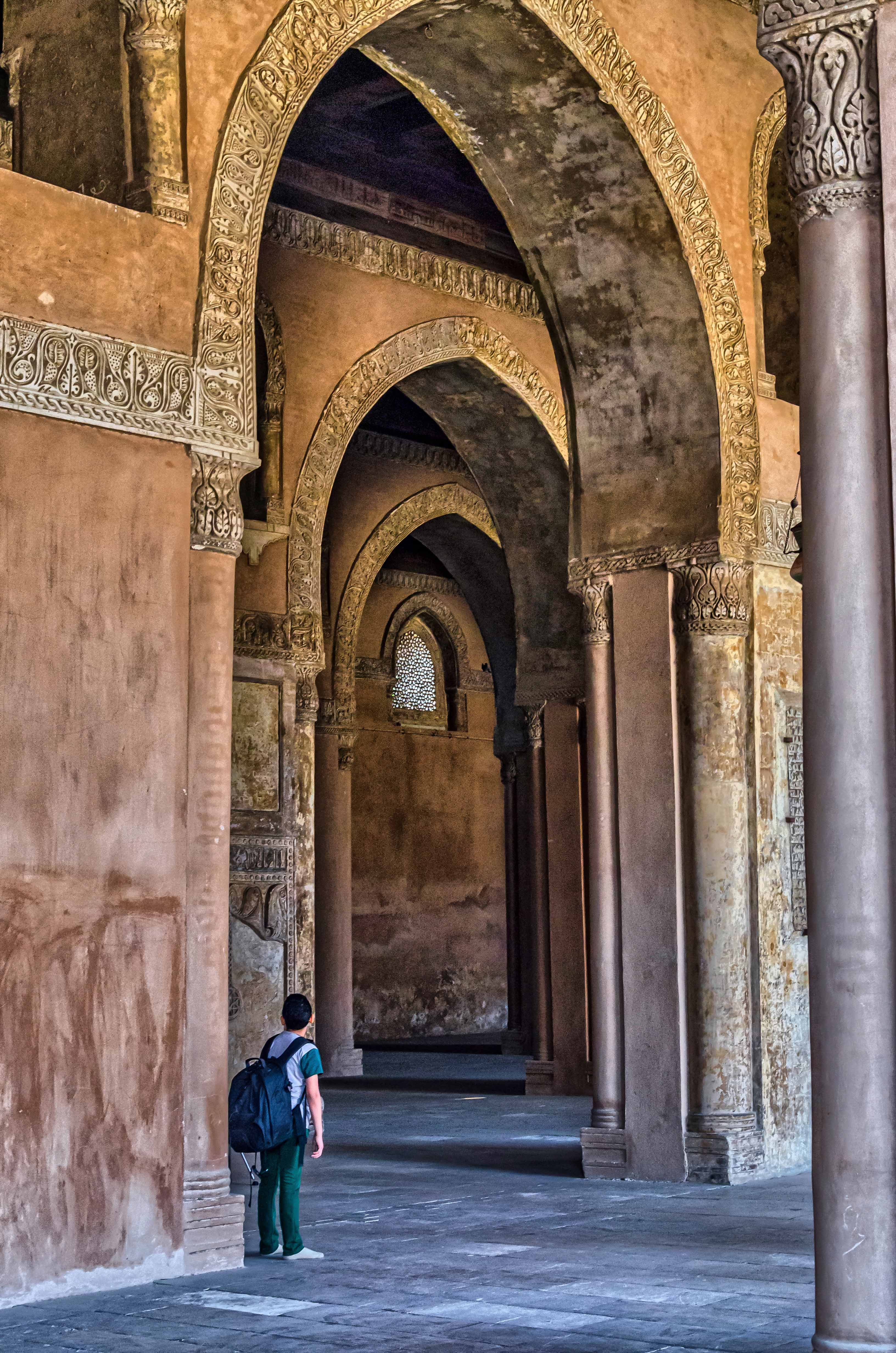
أروقة المسجد

لما أسس أحمد بن طولون مدينته القطائع سنة 256هـ/870م كي تكون مدينة خاصة به وبحاشيته وجنده، بعد أن ضاقت عليهم الفسطاط والعسكر، وكرمز لاستقلاله عن الدولة العباسية، وكما كان معهودًا في ذلك الوقت بأن المسجد الجامع هو مركز العواصم الإسلامية، فقد شيد بن طولون مسجده الضخم بالقطائع، وذُكر أن من أسباب بناء الجامع هو ضيق جامع مدينة العسكر بالمصلين، فبدئ في بناء المسجد سنة 263هـ/877م وانتهى البناء في سنة 265هـ/879م، ورصد لبناء المسجد مائة ألف دينار ولكن بلغت تكلفته عند الانتهاء منه مائة وعشرون ألف دينار كان مصدرها كنز عثر عليه بن طولون في الجبل.:9:10
لما أُتمت عمارة المسجد نُقل إليه القراء والفقهاء وصلى فيه القاضي بكار بن قتيبة، ودرس فيه الربيع بن سليمان حديث «من بنى لله مسجدً ولو كمفحص قطاة بنى الله له بيتًا في الجنة»، وتصدق بن طولون بصدقات عظيمة وأطعم الفقراء والمساكين، وقد تقرب الناس بالصلاة فيه وألزم أولادهم صلاة الجمعة في فوارة الجامع ثم يخرجون بعد الصلاة إلى مجلس الربيع بن سليمان ليكتبوا العلم ومع كل واحد وراق وعدة غلمان.:49:50 وعرف الجامع في القرن الرابع الهجري/العاشر الميلادي بـ«الجامع الفوقاني»، تمييزًا له عن «الجامع السفلاني» وهو جامع عمرو بن العاص في الفسطاط.:47
لما فشلت مؤامرة قتل السلطان الأشرف خليل بن قلاوون، التي شارك الأمير حسام الدين لاجين في تدبيرها، هرب لاجين ولوحق فتخفى بالمسجد، ونذر إلى الله إن نجا من هذه المحنة أن يعمرن المسجد، فتحقق مراده وجلس على عرش مصر، فأبر بنذره وأكمل إصلاح المسجد من كل وجه سنة 696هـ/1296م، ورتب فيه دروسًا للفقه على المذاهب الأربعة، ودرسًا في تفسير القرآن الكريم، ودرسًا في الحديث النبوي، ودرسًا في الطب، ورتب للمسجد خطيبًا ومؤذنين وفراشين وقرر لهم رواتب، وعمل بجواره مكتبًا لإقراء أيتام المسلمين القرآن الكريم، ومنذ إجراء تلك التجديدات أصبح يلي نظارة المسجد قاضي القضاة، وكان أول من ولي نظارته قاضي القضاة بدر الدين بن جماعة. وفي سنة 767هـ جدد الأمير يلبغا الخاصكي العمري درسًا بالمسجد فيه سبعة مدرسين للحنفية، وقرر لكل فقيه من الطلبة في الشهر أربعين درهماً وأردب قمح.:ج1ص45:ج1ص147

### قصص حول المسجد
لما أمعن أحمد بن طولون في الصحراء غاصت قدم فرس أحمد غلمانه في الرمال فسقط الغلام فوقف بن طولون ونظر فوجد فتق مكان قدم الفرس ففتح فأصاب فيه من المال ما بلغ مقداره ألف ألف دينار وهو ما سمي «المطلب» الذي شاع خبره، وكتب به إلى الخليفة المعتمد في بغداد يستأذنه فيما يصرفه فيه من وجوه البر، فبنى منه «البيمارستان»، ثم أًصاب بعده في الجبل مالًا عظيمًا «الكنز» فبنى منه الجامع، وأوقف جميع ما بقي من المال في الصدقات.:76
لما مر أحمد بن طولون على المسجد أثناء بنائه في رمضان، فرأي العمال يشتغلون إلى وقت الغروب، فسأل متى يشتري هؤلاء الضعفاء إفطار لأولادهم، وأمر بصرفهم وقت العصر، فاتخذ هذا سنة من وقتها.:ج1ص44
لما أتم بناء المسجد رأى أحمد بن طولون في منامه كأن الله تعالى قد تجلى للقصور التي حول المسجد ولم يتجلى للمسجد، فسأل المعبرين، فقالوا: يخرب ما حوله ويبقى قائمًا وحده، فقال: من أين لكم هذا، قالوا: من قوله تعالى: ﴿فَلَمَّا تَجَلَّى رَبُّهُ لِلْجَبَلِ جَعَلَهُ دَكًَّا﴾ [الأعراف:143]، وقوله ﷺ: إذا تجلى الله لشئ خضع له.:ج1ص145
لما فرغ أحمد بن طولون من بناء المسجد أمر حاشيته بسماع ما يقول الناس فيه من الأقوال والعيوب، فقال رجل: محرابه صغير، وقال آخر: ما فيه عمود، وقال آخر: ليست له ميضأة، فبلغه ذلك فجمع الناس وقال: أما المحراب فأني رأيت النبي صلى الله عليه وسلم وقد خطه لي في منامي، وأصبحت فرأيت النمل قد طافت بذلك المكان الذي خطه لي رسول الله صلى الله عليه وسلم، وأما العمد فأني بنيت هذا الجامع من مال حلال وهو الكنز، وما كنت لأشوبه بغيره، وهذه العمد إما أن تكون في مسجد أو كنيسه فنزهته عنها، وأما الميضأة فإني نظرت فوجدت ما يكون بها من النجاسات فطهرته عنها، وها أنا ابنيها خلفه وأمر ببنائها.:ج1ص145:146
لما فرغ أحمد بن طولون من بناء الجامع رأى في منامه كأن ناراً نزلت من السماء فأخذت الجامع دون ما حوله من العمران، فلما أصبح قص رؤياه فقيل له: أبشر بقبول الجامع المبارك لأن النار كانت في الزمن الماضي، إذا قبل الله قرباناً نزلت نار من السماء أخذته.:ج1ص146
لما رقي الخطيب أبو يعقوب البلخي المنبر وخطب، دعا للمعتمد ولولده ونسي أن يدعو لابن طولون ونزل عن المنبر، فأشار الأمير إلى غلامه نسيم بضرب الخطيب خمسمائة سوط، فتذكر الخطيب سهوه وهو على مراقي المنبر فعاد وقال: الحمد لله وصلى الله على سيدنا محمد ولقد عهدنا إلى بني آدم من قبل فنسى ولم نجد له عزما، اللهم وأصلح الأمير أبا العباس أحمد بن طولون مولى أمير المؤمنين، وزاد في الشكر والدعاء له بقدر الخطبة ثم نزل، فنظر الأمير إلى الغلام باستبدال الأسواط بالدنانير، ووقف الخطيب على ما كان منه فحمد الله تعالى على سلامته وهنأه الناس.:22:23
لما انتهى الجامع وفتح للصلاة لم يحضر أحد من المصلين لاعتقادهم أنه بني بمال لا يعرفون أصله وكان الناس في ذلك الوقت محترزين على دينهم، فعز ذلك على ابن طولون وجمعهم في يوم جمعة وخطب فيهم وأقسم بالله العظيم الذي لا إله إلا هو أنه ما بنى هذا الجامع «ويده تشير إليه» بشيء من ماله وأنه بناه بكنز ظفر به في الجبل الثالث، وأن العشارى الذي نصبه على مئذنته وجده في الكنز، وأكمل الخطبة، فلما سمع الناس ذلك اجتمع خلق كثير وصلوا فيه الجمعة ولما سمع الناس حكاية المحراب الذي خطه النمل عظم ذلك عندهم حتى ضاق بالمصلين فقالوا لابن طولون نريد أن تزيد لنا فيه زيادة، فزاد فيه ما يعرف حالياً بالزيادات.:42:43

## التصميم
يعتبر المسجد من المساجد المعلقة إذ يصعد إلى أبوابه الداخلية بدرجات دائرية، وهو من أكبر مساجد مصر حيث تبلغ مساحته مع الزيادات ستة أفدنة ونصف الفدان، استخدم في بنائه الطوب الأحمر، وأقيم على جبل يشكر، فكان أساسه في حدوده القبلية على صخر الجبل مباشرة، أما في حدوده البحرية فكانت أساساته على عمق خمسة أمتار. وضع تصميمه على مثال المساجد الجامعة التي لها صحن كبير مكشوف تحيط به أروقة ذات عقود. وبني المسجد على شكل مربع تقريباً طول ضلعه 162.25 متر × 161.50 متر، يشغل منها المسجد مع جدرانه مستطيلاً طول ضلعه 137.80 متر × 118.10 متر، ويتوسطه صحن مكشوف مربع تقريباً طول ضلعه 92.35 متر × 91.80 متر، ويحيط بالجامع من جوانبه القبلية والبحرية والغربية أروقة غير مسقوفة تعرف بالزيادات وهي من المسجد، وأسوار هذه الزيادات عاليه بسيطة، فتحت بها أبواب تقابل أبواب الجامع، تتوجها من أعلى شرفة مفرغة، كما فتحت بأسوار الجامع أبواب وشبابيك علوية، بينها حنايا وطاقات مخوصة تتوجها من أعلى شرفات. وللمسجد 21 باب يقابلها نفس العدد في الزيادات، ويوجد في بعض الأبواب معابر خشبية قديمة بها زخارف مورقة، وسبب تعدد الأبواب كان لتسهيل الوصول إلى المساكن والأسواق التي كانت حول الجامع.:ج1ص34:44:ج1ص148
بعد تجاوز سور الزيادة وأبواب المسجد يُوصل إلى الإيوانات التي يتوسطها صحن كبير، يمثل الإيوان الشرقي إيوان القبلة وهو أكبر الإيوانات وأكثرها أروقة وزخرفة، حيث يشتمل على خمسة أروقة، فيما تشتمل باقي الإيوانات على رواقين، وبه اللوحة التأسيسية للمسجد التي تتضمن تاريخ إنشاؤه، ويتوسط جداره الشرقي المحراب الرئيسي، وهيكله طولوني، أما الفسيفساء والطاقية الخشب ومقرنص القبة أعلاه فهي من أعمال السلطان لاجين، الذي تنضم إلى أعماله أيضاً المنبر الخشبي الذي اتُخذت حشواته من خشب الساج الهندي والأبنوس المدقوق بنقوش مورقة في منتهى الدقة، ونقل لاجين المنبر القديم إلى الجامع الظاهري الذي تلاشى حالياً ولم يبق له أثر. وبالإضافة إلى المحراب الرئيسي بهذا الإيوان توجد خمس محاريب جصية غير مجوفة أخرى استجدت بعد ذلك، اثنان صغيران أحدهما على يمين دكة المبلغ والأخر على يسارها، والمحراب المستنصري الموجود في منتصف البائكة الثانية بالرواق الشرقي من جهة الصحن، وعلى يساره محراب السلطان لاجين، ومحراب يعود إلى عصر المماليك البحرية على يسار المحراب الرئيسي. والأروقة مكونة من دعائم مبنية بالطوب مخلق في نواصيها الأربع عمد وتيجان تحمل عقوداً ستينية حليت حافاتها بزخارف جصية نباتية وفتح فيها شبابيك حليت بزخارف متنوعة، ويعلو العقود إفريز زخرفي من الجص يعلوه إزار خشبي يحيط بأروقة المسجد مكتوب فيه بالخط الكوفي البارز سورتا البقرة وآل عمران. وكان لاختيار الدعائم بدلاً من العمد دليلاً على حسن ذوق المصمم لتماثلها في الطول والسمك وهو ما لا ينطبق على العمد الرخامية التي كانت تختلس عادة من من الكنائس والأديرة المتخربة. استعمل الأسمنت المسلح بالسقوف الأثرية لأول مرة في هذا المسجد، وكان ذلك على يد محمود باشا أحمد مدير إدارة حفظ الآثار العربية فبنى السقف بتقاسيمه القديمة من الأسمنت المسلح ثم غلفه بالأخشاب القديمة والجديدة المطابقة للقديم. ويحيط بجدران المسجد الأربعة من أعلى مائة وتسعة وعشرون شباكاً من الجص المفرغ بأشكال هندسية ونباتية.:ج1ص34:41:ج1ص148:10:13:39
والقبة وسط الصحن هي ثالث قبة أقيمت للمسجد، حيث احترقت القبة الأولى الطولونية للصحن سنة 376هـ/986م، وتهدمت الثانية التي أنشئها العزيز بالله وقيل أمه تغريد سنة 385هـ/995م، وحلت محلها القبة الموجودة حالياً وهي من ضمن أعمال السلطان لاجين بالمسجد وأنشئها سنة 696هـ/1296م، وهي قبة كبيرة يقاس كل من ضلعيها القبلي والبحري 12.75 متر وضلعيها الشرقي والغربي 14.10 متر، وهي محمولة على أربعة عقود كانت شبابيكها محلاة بزخارف وكتابات كوفية، وبرقبتها من الداخل كتبت آية الوضوء، ويتوسطها فسقية، وفي جدارها سلم يوصل إلى سطح قاعدتها المربعة.:ج1ص41:42:ج1ص151 أقيمت المنارة على مسافة 0.40 سم من حائط الزيادة الغربية وهي مبنية بالحجر مقاس قاعدتها 12.78 متر × 13.65 متر، وهي مكونة من أربع طبقات الأولى مربعة والثانية مستديرة وهي التي بها السلم الحلزوني والثالثة مثمنة أما الرابعة فتعلوها طاقية تكون معها شكل مبخرة. وهي المنارة الوحيدة في مصر التي لها سلم خارجي يشبه منارة مسجد سامراء. وتاريخ إنشاء المنارة محل خلاف بين الأثريين حيث يرى بعضهم أن السلطان لاجين جددها كاملة سنة 696هـ/1296م على مثالها القديم ضمن أعماله بالمسجد، ويرى البعض الآخر أنها طولونية عدا قمتها التي جددها السلطان لاجين.:ج1ص42:ج1ص151
أما القبة فوق المحراب فهي مكونة من قاعدة مربعة من الخارج تحتوي على مجموعة من المقرنصات مكسوة بالخشب لتحويل المربع إلى شكل مثمن ثم إلى الدائرة التي ترتكز عليها القبة، وتلك القبة من أعمال السلطان لاجين بالمسجد.:40:41 ألحق بالمسجد سبيل يقع بالناحية الشرقية من الزيادة الجنوبية له واجهة رئيسة هي الغربية يبلغ طولها 19.80 متر وتنقسم إلى جزأين الأول يضم باب الدخول والثاني يضم شباك السبيل، وحجرة التسبيل مستطيلة المسقط طولها من الشرق إلى الغرب 11.75 متر وعرضها 5.35 متر، ويغطي حجرة السبيل سقف من براطيم خشبية عليه آثار زخارف نباتية ملونة وبأركانه أربع مقرنصات يتكون كل منها من سبع حطات متتالية.:16:17 وبجوار المحراب الرئيسي باب في الجهة الجنوبية الشرقية كان يخرج ويدخل منه ابن طولون إلى دار الإمارة الملاصقة للمسجد ليغير ثيابه أو يجدد وضوئه أو لأخذ قسط من الراحة ثم يعود فيدخل إلى الصف الأول دون أن يتخطى جموع المصلين، ودمرت هذه الدار مع الدمار الذي حل بمدينة القطائع بعد زوال الدولة الطولونية، والدار القائمة اليوم مكانها هي من أعمال السلطان لاجين.:39:40

## نص التأسيس
نص التأسيس على واجهة مدخل الباب
| مسجد ابن طولون | بسم الله الرحمن الرحيم إنما يعمر مساجد الله من آمن بالله واليوم الآخر وأقام الصلاه وأتى الزكاه ولم يخش الا الله فعسى أولئك أن يكونوا من المهتدين نصر من الله وفتح قريب، لعبد الله ووليه معد أبي تميم الإمام المستنصر بالله أمير المؤمنين صلوات الله عليه، وعلى آبائه الطاهرين، وأبنائه الأكرمين ، أمر بتجديد هذا الباب، وما يليه عند عدوان النار على أيدي المارقين، السيد الأجل أمير الجيوش سيف الإسلام، ناصر الامام أبو النجم بدر المستنصري أدام الله قدرته، وأعلى كلمته، ابتغاء ثواب الله، وطلب مرضاته وذلك في صفر سنة سبعين وأربعمائة والحمدلله وصلى الله على سيدنا محمد البشير وآله الطاهرين وسلم تسليما | مسجد ابن طولون |

## الترميم

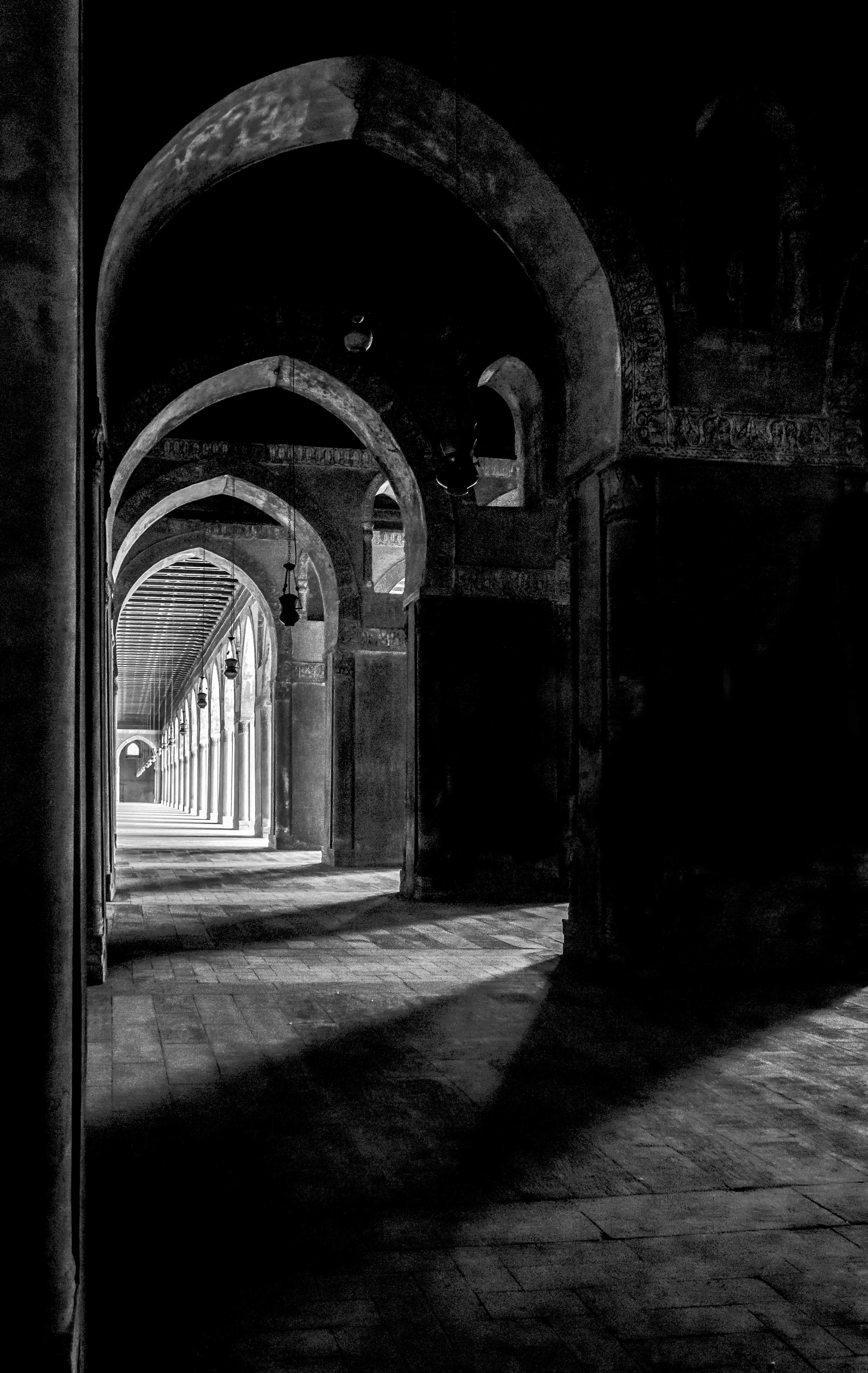
أروقة المسجد حالياً

توالت يد الإصلاح والترميم على المسجد في أكثر من مناسبة كان منها في عهد الخليفة الحاكم بأمر الله الذي أنزل إلى المسجد ثمانمائة وأربعة عشر مصحفاُ. وكان في وسط صحن المسجد فسقية من الرخام تعلوها قبة مثمنة الشكل مذهبة ومحمولة على أعمدة من رخام، تعرضت سنة 376هـ/986م في عهد الخليفة الفاطمي العزيز بالله لحريق، فأقام بدلاً منها قبة أخرى سنة 385هـ/995م، ولكن هذا التجديد لم يقو أيضاً على مواجهة عوامل الزمن. وخلال خلافة المستنصر بالله سنة 470هـ/1077م اجتاح مصر الوباء والقحط، فنشعت جدران المسجد وألم به الخراب، فلحقه الوزير بدر الدين الجمالي سنة 470هـ/1077م وأصلح أركانه وقوم بنيانه. وفي سنة 526هـ/1131م أمر الخليفة الحافظ لدين الله ببعض إصلاحات بالمسجد. وفي عهد صلاح الدين الأيوبي اختص المسجد بفريق من المغاربة استعمره أكثر من جيل، إلى أن تولى حكم مصر السلطان الظاهر بيبرس فاتخذ ملحقات المسجد شونة للغلال سنة 662هـ/1263م. ثم كانت إصلاحات السلطان حسام الدين لاجين سنة 696هـ/1296م التي شملت بناؤه للسبيل الموجود بالنصف الشرقي من الزيادة القبلية والذي جدده السلطان قايتباي فيما بعد، وإنشاؤه القبة القائمة اليوم على فسقية بوسط الصحن والتي لها سلم يؤدي إلى ظهرها عمل في جدار قاعدتها البحري بدلاً من بناؤه منفصلاً، وتجديده كذلك الجزء العلوي المضلع من المئذنة الكبرى الذي يعلو دورتها المستديرة، وتشييده للمنبر الحالي. وفي عهد الناصر محمد بن قلاوون أنشأ بالمسجد منارتين أسطوانيتين على طرفي جداره الشرقي بناهما بالطوب، هدمت الأولى في القرن الثالث عشر الهجري، والثانية البحرية الشرقية في سنة 1933 لخلل بهما. وفي عهد الظاهر برقوق أنشأ الحاج عبيد بن محمد البازدار سنة 792هـ/1390م رواقاً بجوار المئذنة الكبرى، وجدد ميضأة بجانب الميضأة القديمة، ثم تلاه الشيخ شرف الدين المدني فأنشأ مصلى وتربة سنة 930هـ/1534م، وقد زالت إنشاءات البازدار والمدني في عمارة سور الزيادة الغربية سنة 1943. وفي أيام محمد بك أبى الذهب أنشأ بالمسجد مصنعاً لعمل الأحرمة الصوفية. وفي سنة 1263هـ/1847م حول كلوت بك المسجد إلى ملجأ للعجزة، وظل كذلك حتى سنة 1882 حين أدركت لجنة حفظ الآثار العربية المسجد فوجهت إليه عنايتها وقامت خلال الفترة من 1890 وحتى 1918 بإزالة الأبنية المستحدثة التي كانت بداخل الإيوانات، وهدمت بعض الدور التي كانت تحجب الوجهة الشرقية للمسجد، وأزالت الأتربة والأنقاض، وأصلحت القبة التي فوق المحراب والمنارة الكبيرة والمنارة البحرية الشرقية والمنبر والشبابيك الجصية وجزء من السقف، وحافظت على الزخارف الجصية.:ج1ص44:46:ج1ص146:148:41:44
وفي عهد الملك فؤاد الأول سنة 1918 رغب في إعادة إقامة الشعائر الدينية بالمسجد فصلى فيه فريضة الجمعة وأمر بتخلية جوانبه وتتميم إصلاحه، فقامت اللجنة بتخلية الوجهة البحرية وفتح أبوابها، وإصلاح أسوارها وأزالت الأبنية المحدثة بالزيادة القبلية، وأخلت قسم كبير من الوجهتين الشرقية والغربية، وبلطت أروقة الإيوانات الغربية والبحرية والقبلية، وأصلحت الزخارف الجصية بباطن العقود، والسبيل الموجود بالزيادة القبلية، وأزالت الأتربة من الزيادات ومهدتها ومعها والصحن، وأعادت بناء الرواق المشرف على الصحن من الإيوان الشرقي، كما عملت لجميع الأروقة سقف من الأسمنت المسلح برسم السقف القديم وغلفته بأخشاب أدخلت فيها الأجزاء القديمة، وأعادت تركيب الإزار الكوفي فيها، وبلغت تكلفة تلك الإصلاحات 40 ألف جنيه، كما بلغت تكلفة نزع الملكية 45 ألف جنيه. وفي عهد الملك فاروق الأول أُصلح كثير من الشبابيك الجصية كما أصلح المحراب المستنصري ونزعت ملكية بعض الدور التي تلاصق الزيادة الغربية بجوار المنارة الكبيرة وكذلك بقية الدور التي تحجب الوجهتين الشرقية والقبلية.:ج1ص44:46 أما آخر محاولات ترميم المسجد فكانت في عام 2005 حين قامت وزارة الثقافة المصرية بترميم زخارفه وافتتاحه كواحد من بين 38 مسجداً تم ترميمها ضمن مشروع القاهرة التاريخي، وقد أعلنت وزارة الثقافة أن إعادة ترميم الجامع تجاوزت تكلفتها 12 مليون جنيه.

## سرقة المحتويات
في يونيو 2014 سُرقت مفصلات نحاسية من باب المقدم «باب المنبر» عليها نقوش إسلامية تعود للعصر المملوكي، وفي يوليو 2014 تمكنت الشرطة من ضبط المسروقات والقبض على اللصوص.

## التكريم
بما أن المسجد الطولوني من الآثار المصرية التي لها رونق خاص، وكنوع من تسليط الدولة المصرية الضوء على أحد أبرز معالمها السياحية والأثرية، فقد تم تزيين وجه العملة الورقية المصرية فئة خمسة جنيهات برسم صورة مسجد ابن طولون في أكثر من إصدار، فيما يحمل ظهر الورقة الحالية صورة للوحة فرعونية.

عملة مصرية ورقية "حالية" فئة خمسة جنيهات
عملة مصرية ورقية "سابقة" فئة خمسة جنيهات
عملة مصرية ورقية "سابقة" فئة خمسة جنيهات
عملة مصرية ورقية "سابقة" فئة خمسة جنيهات

## معرض صور

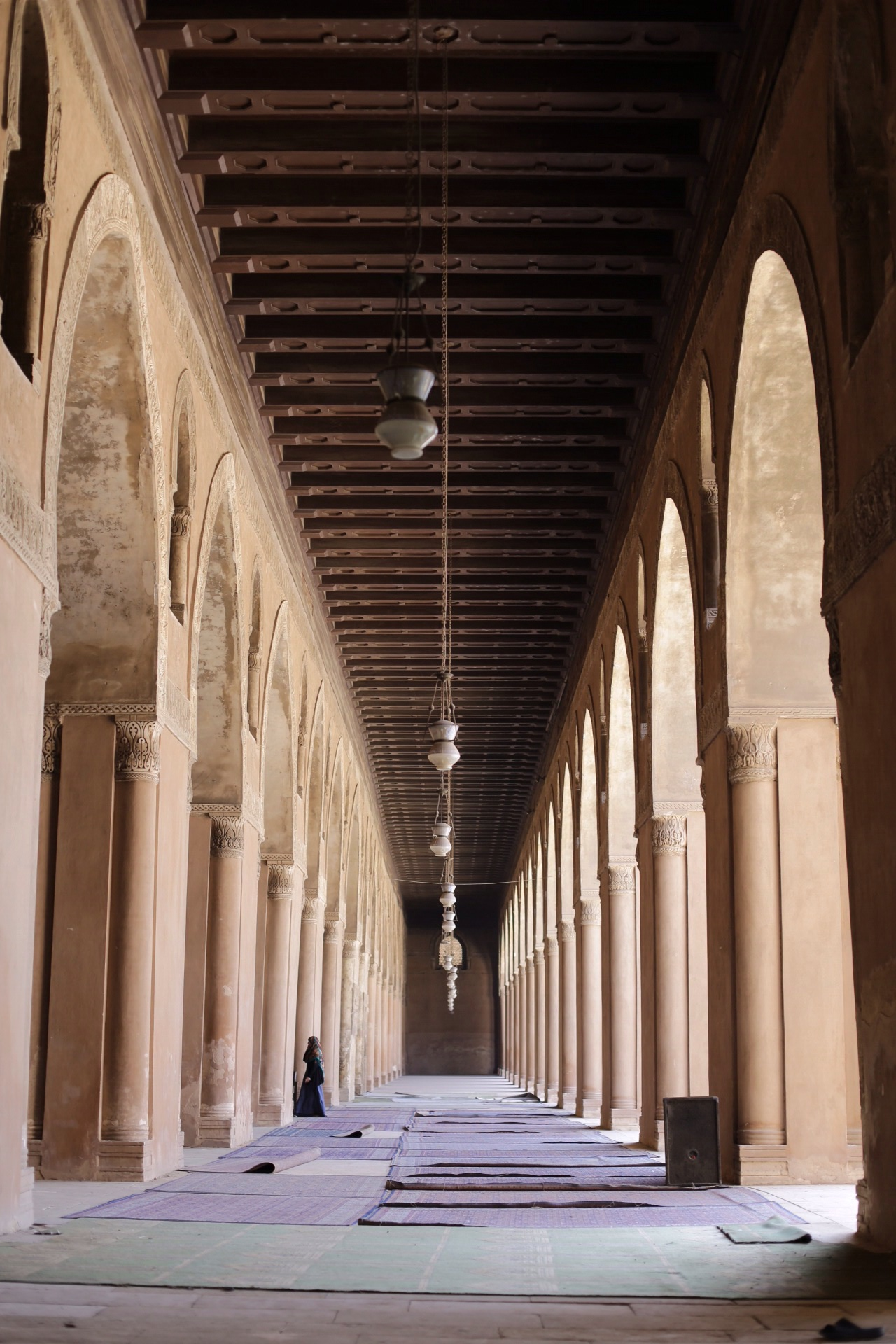
أروقة المسجد
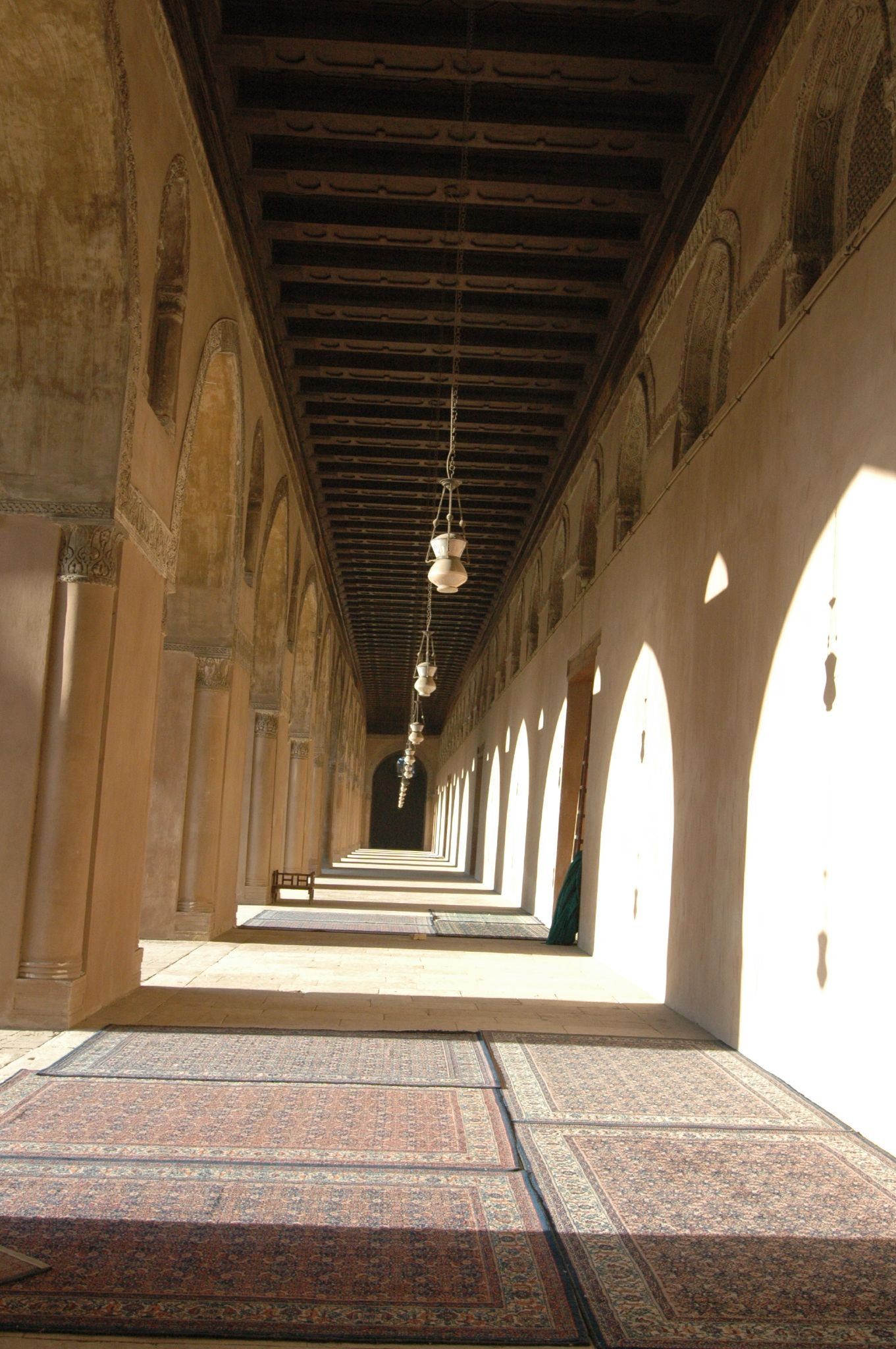
أروقة المسجد
أروقة المسجدأروقة المسجد
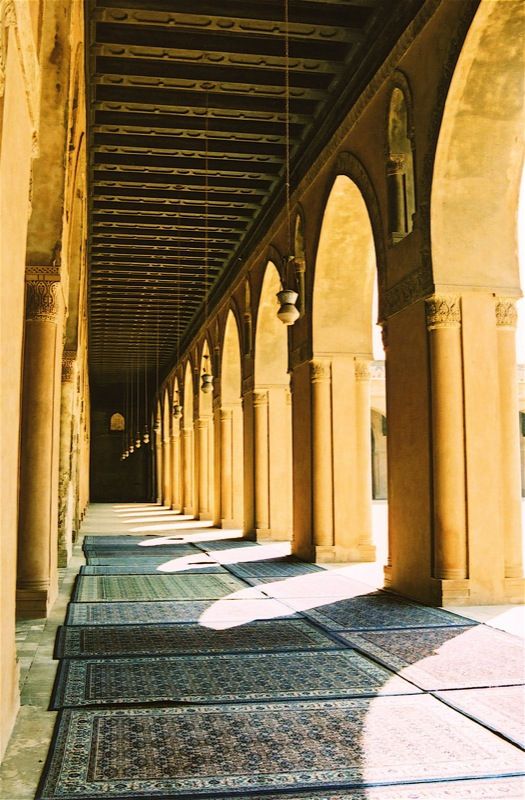
أروقة المسجد
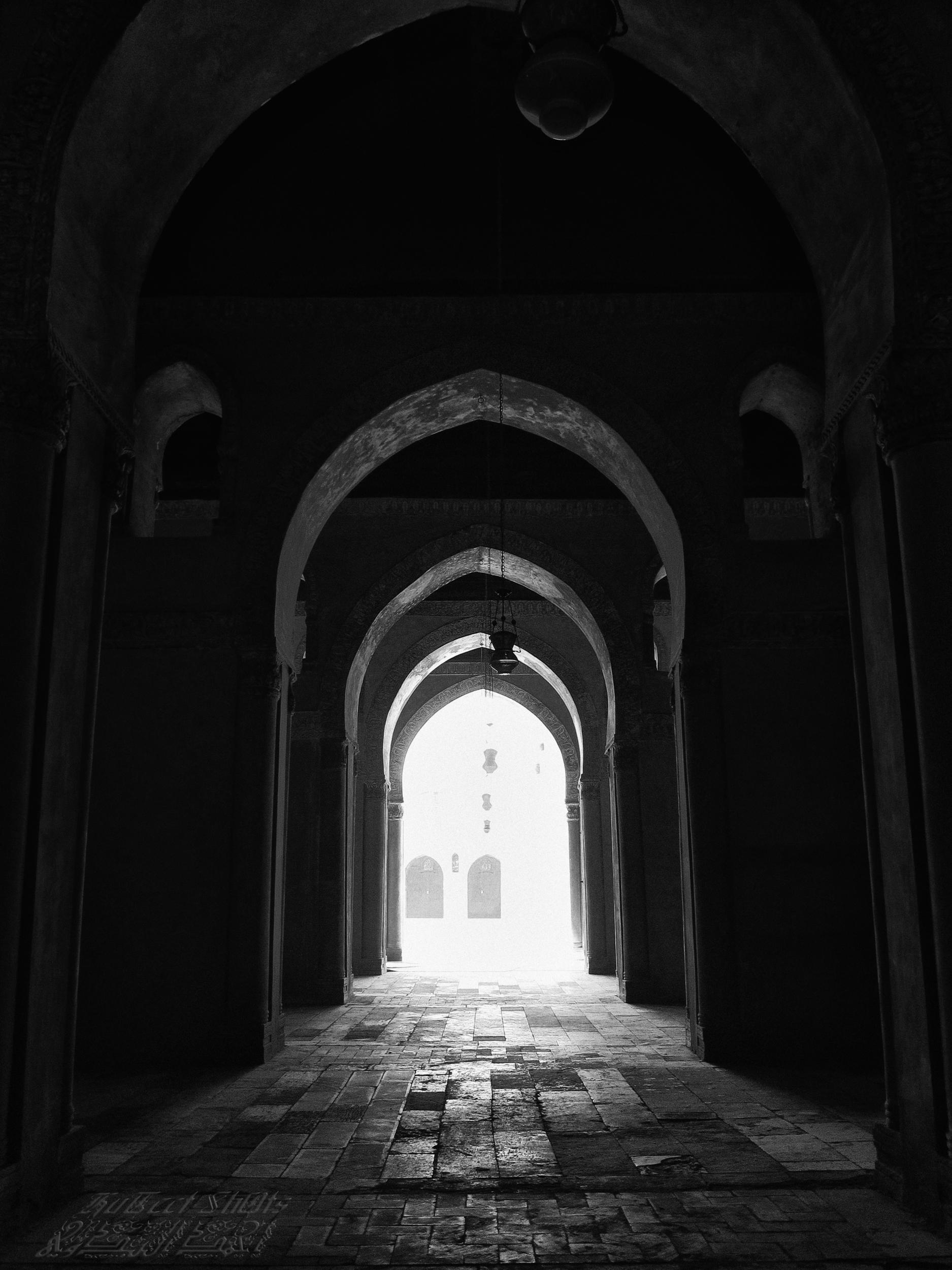
أروقة المسجد
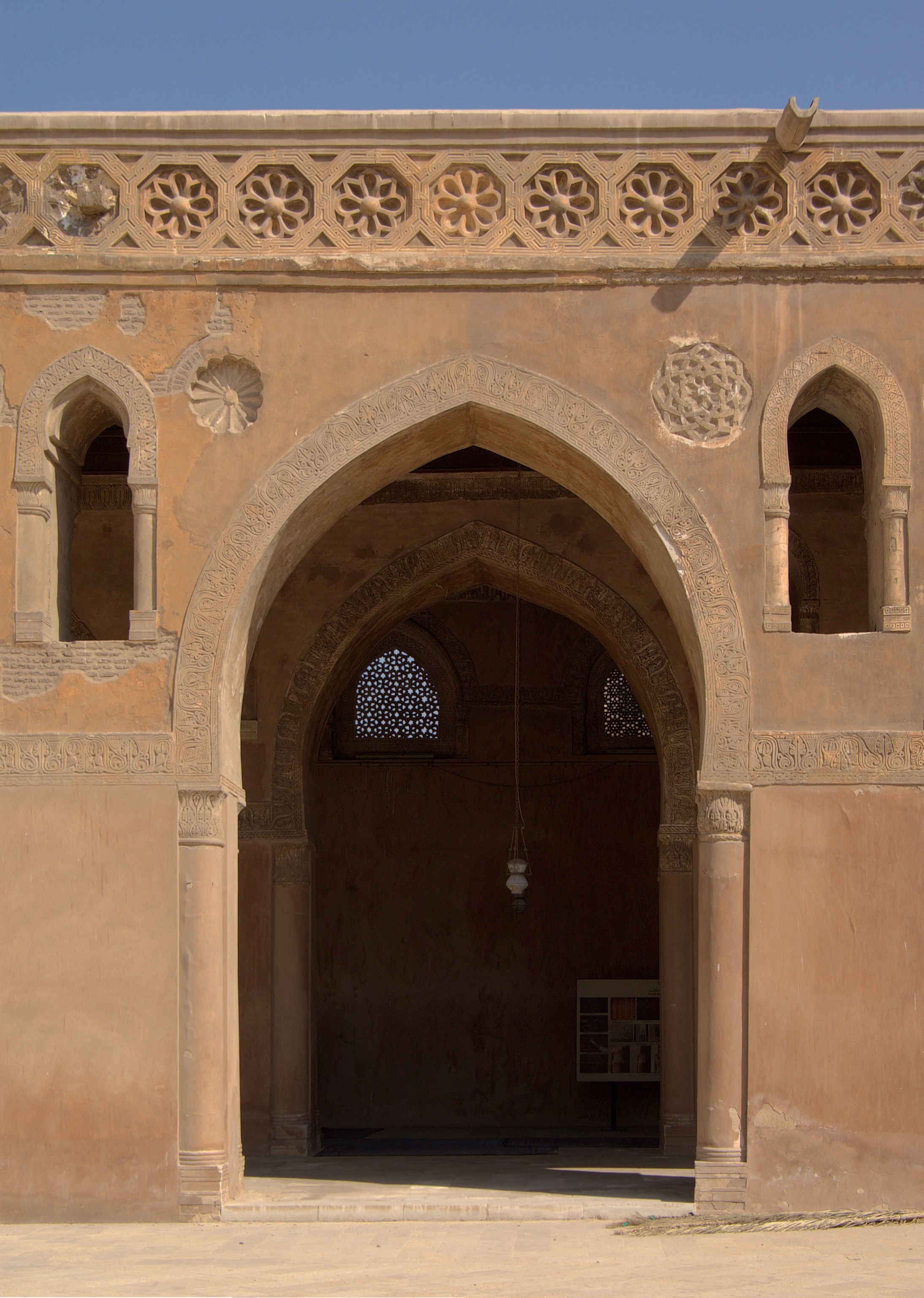
أروقة المسجد
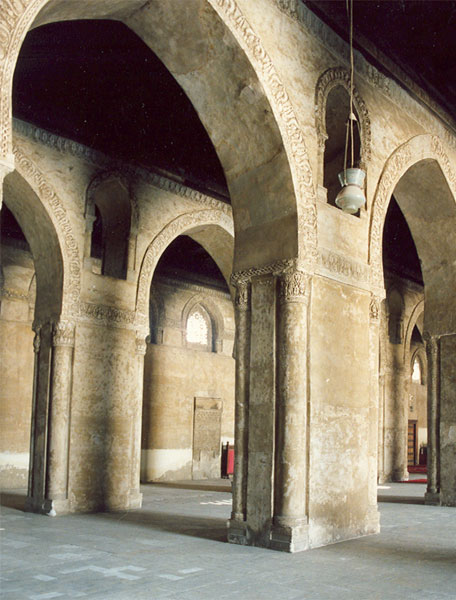
أروقة المسجد
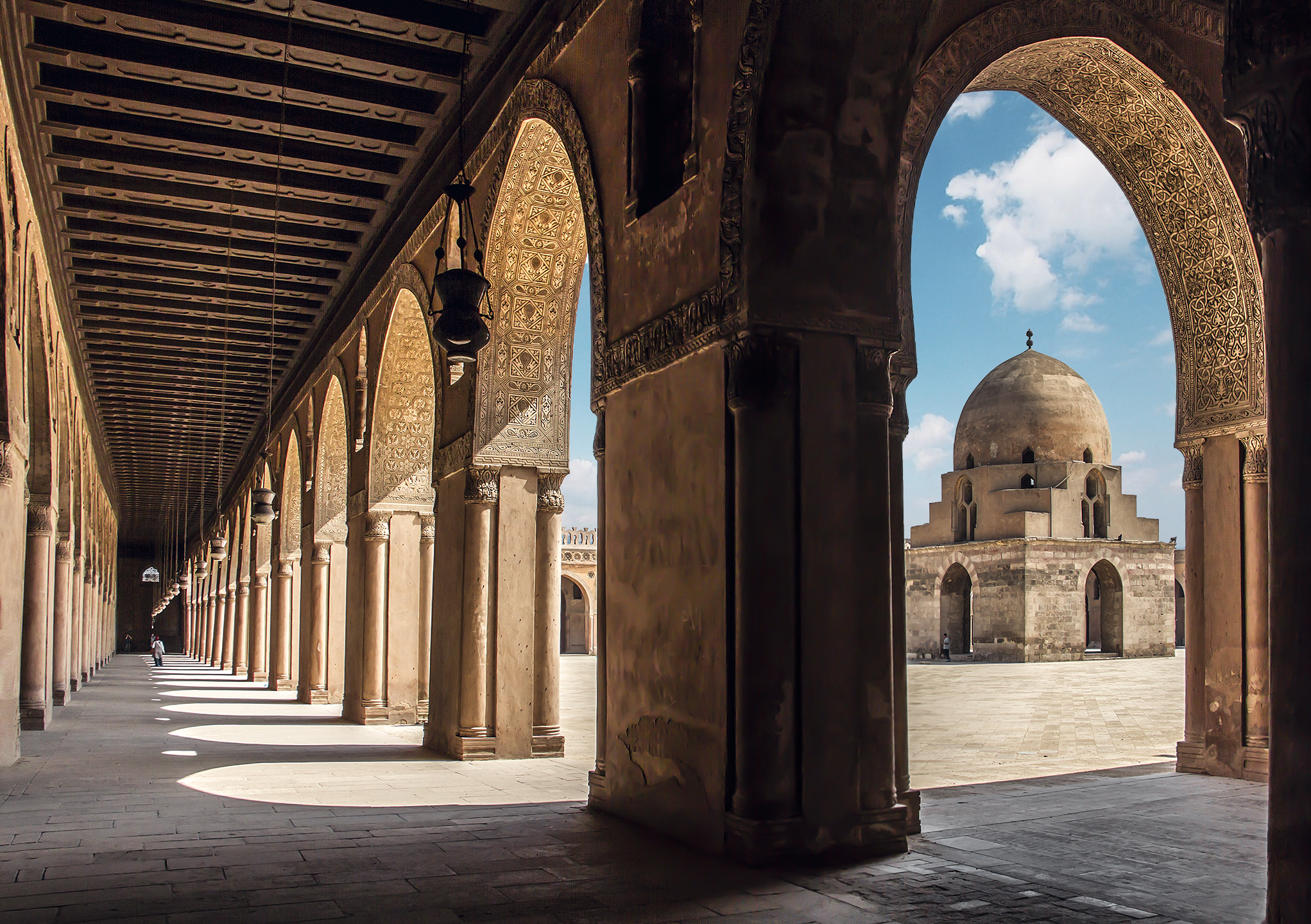
أروقة المسجد
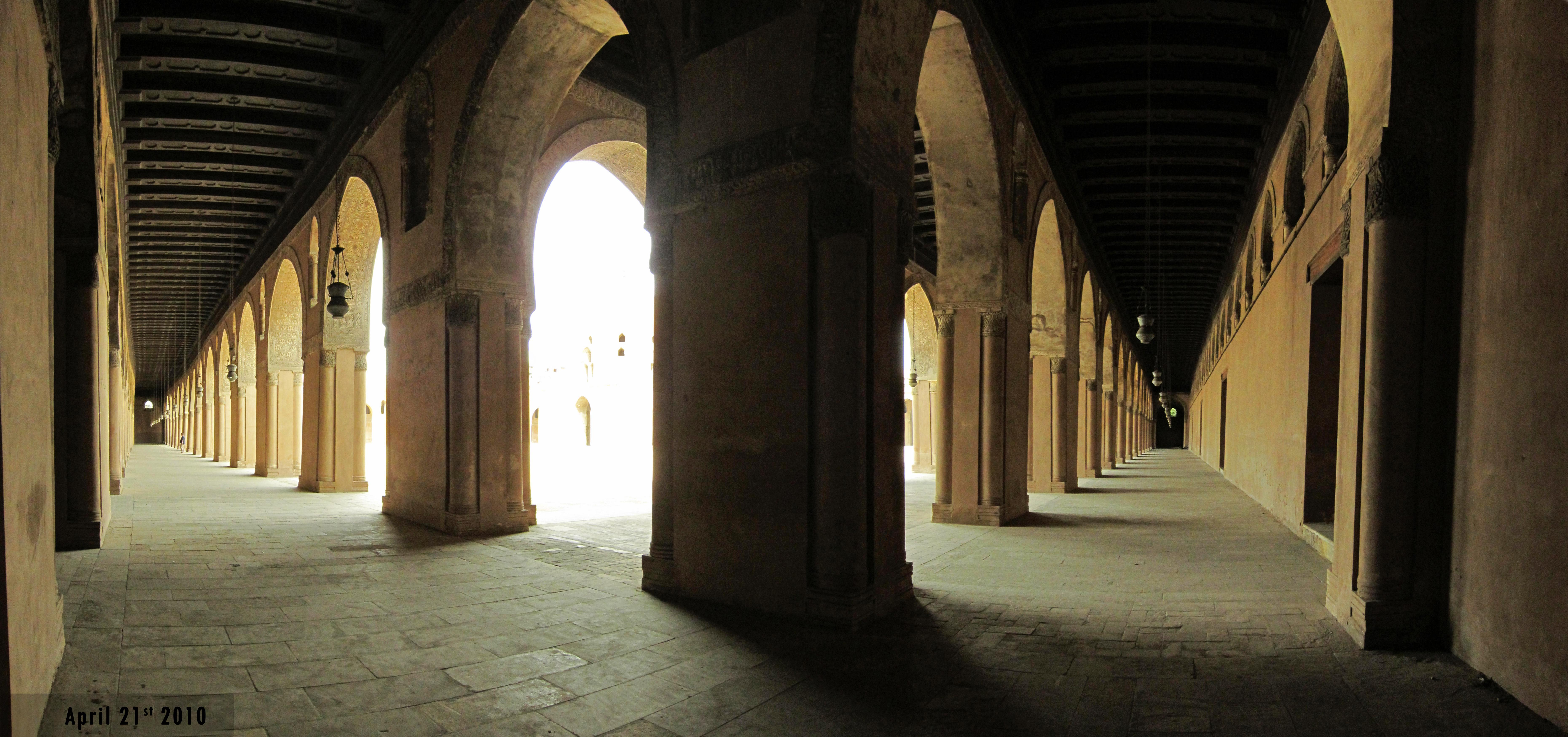
أروقة المسجد
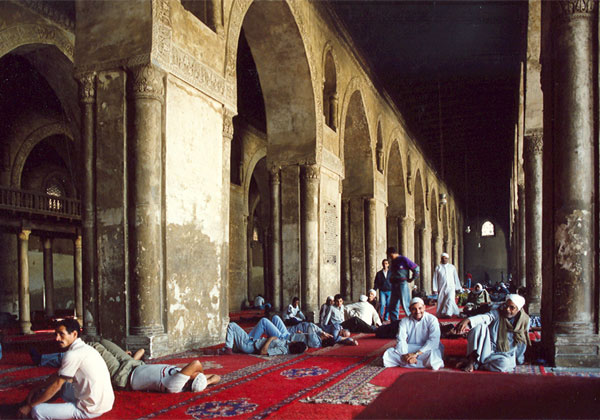
أروقة المسجد
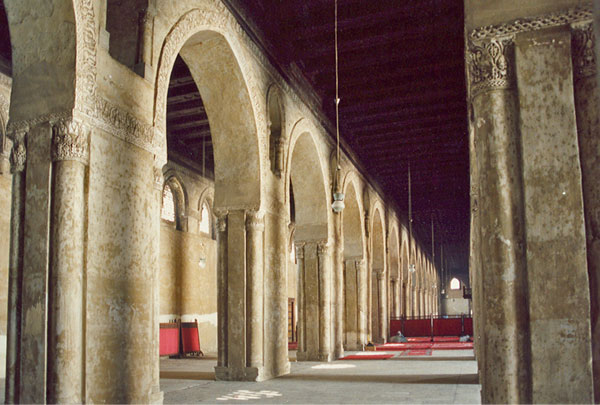
أروقة المسجد
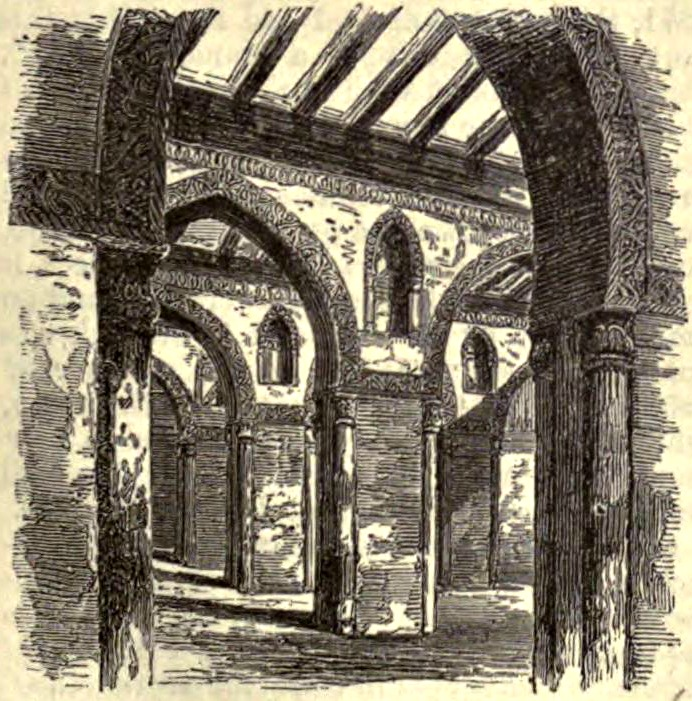
أروقة المسجد قديماً
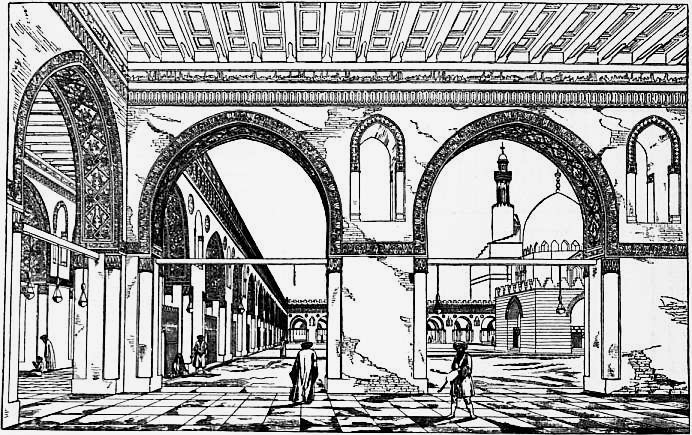
أروقة المسجد قديماً
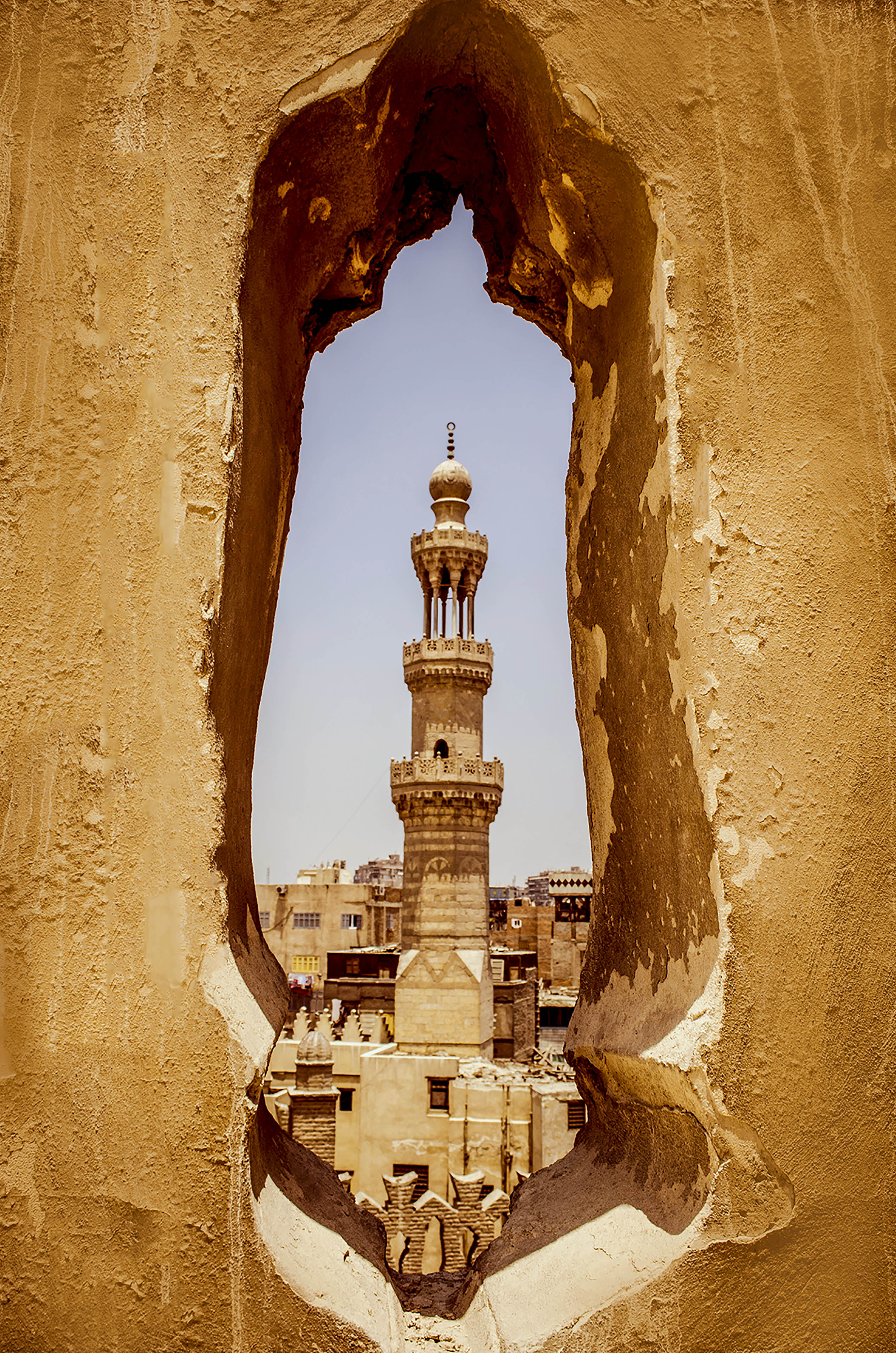
صورة من داخل مسجد ابن طولون لمئذنة مسجد صرغتمش
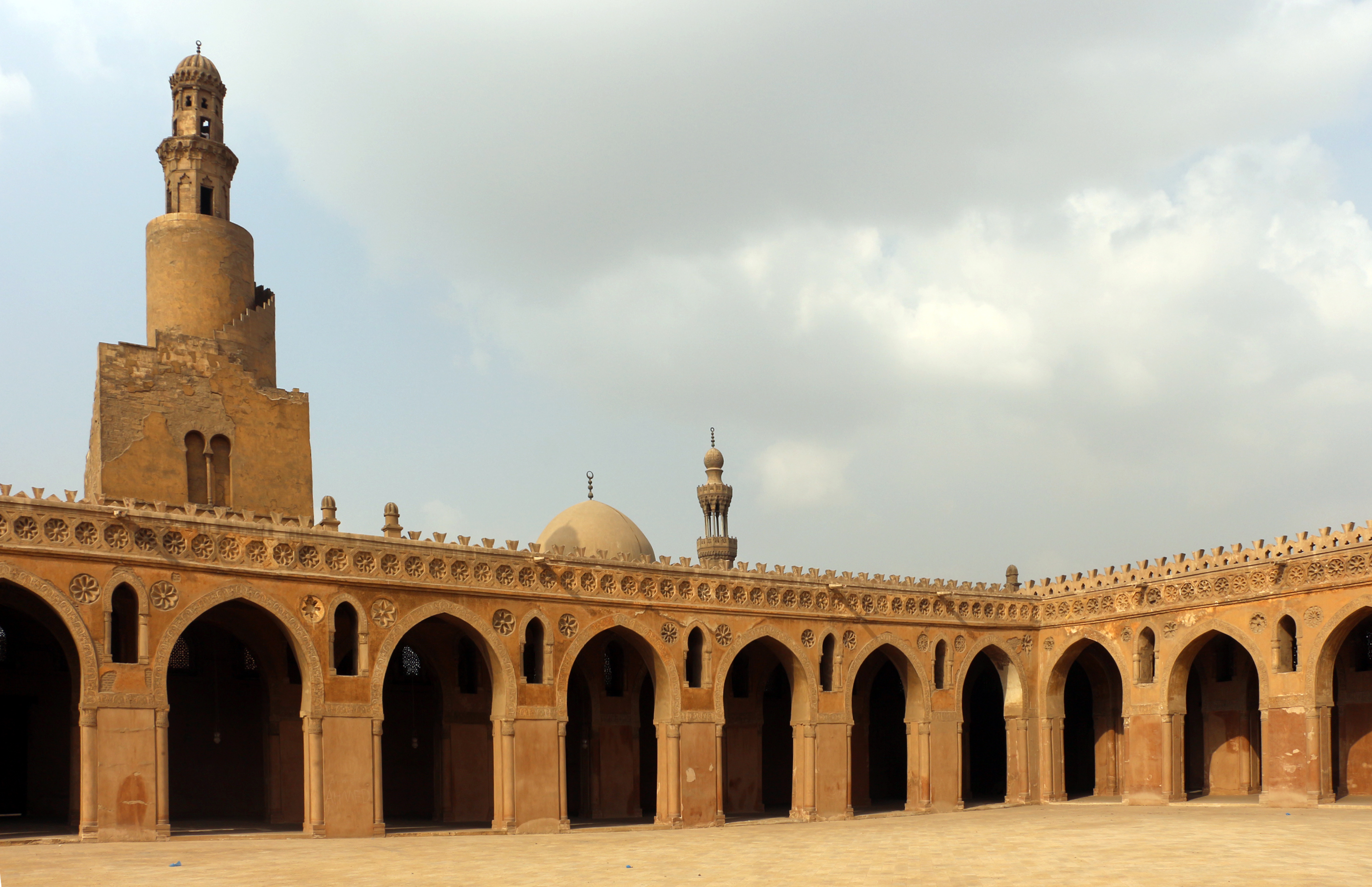
الصحن المكشوف والمئذنة
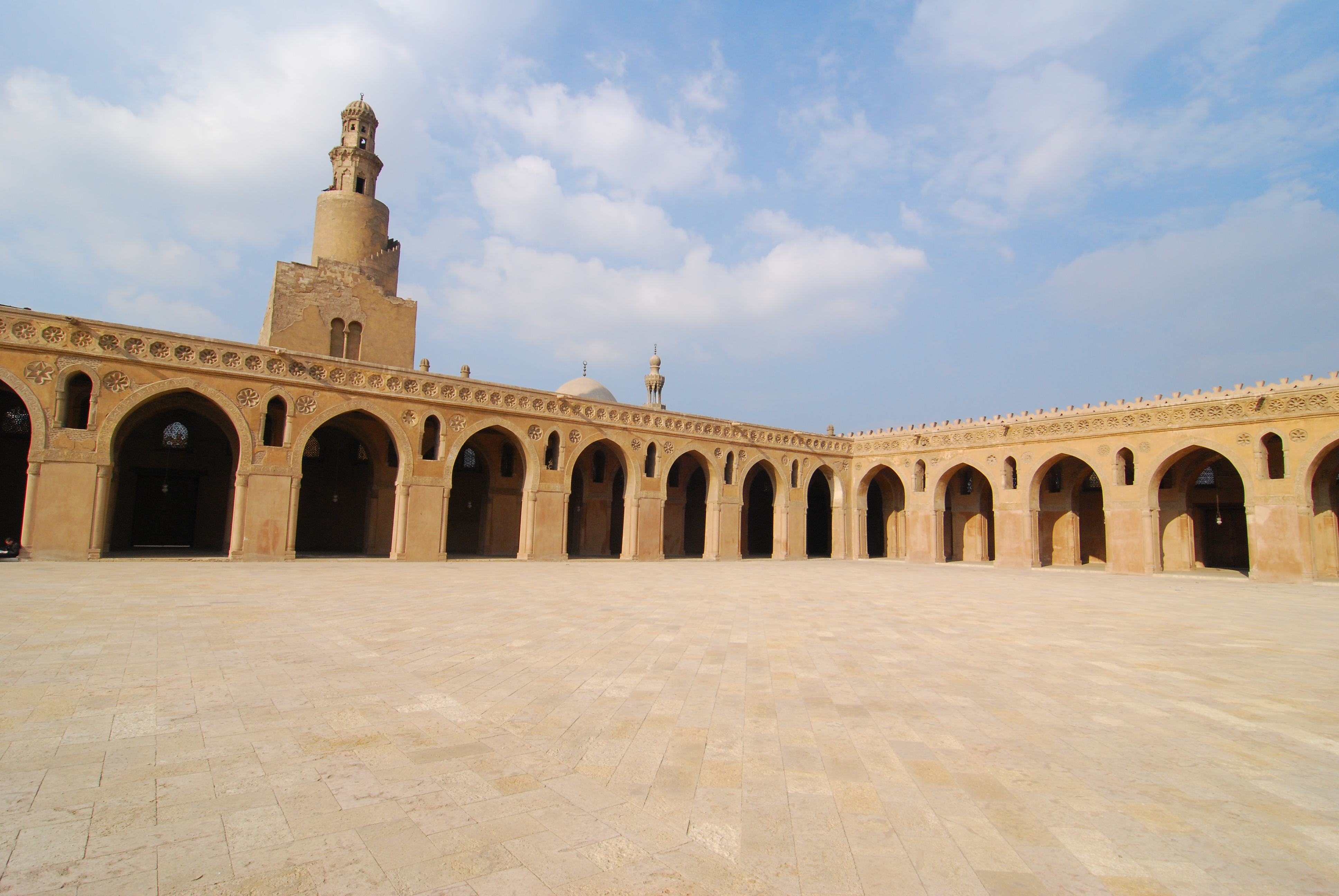
الصحن المكشوف والمئذنة
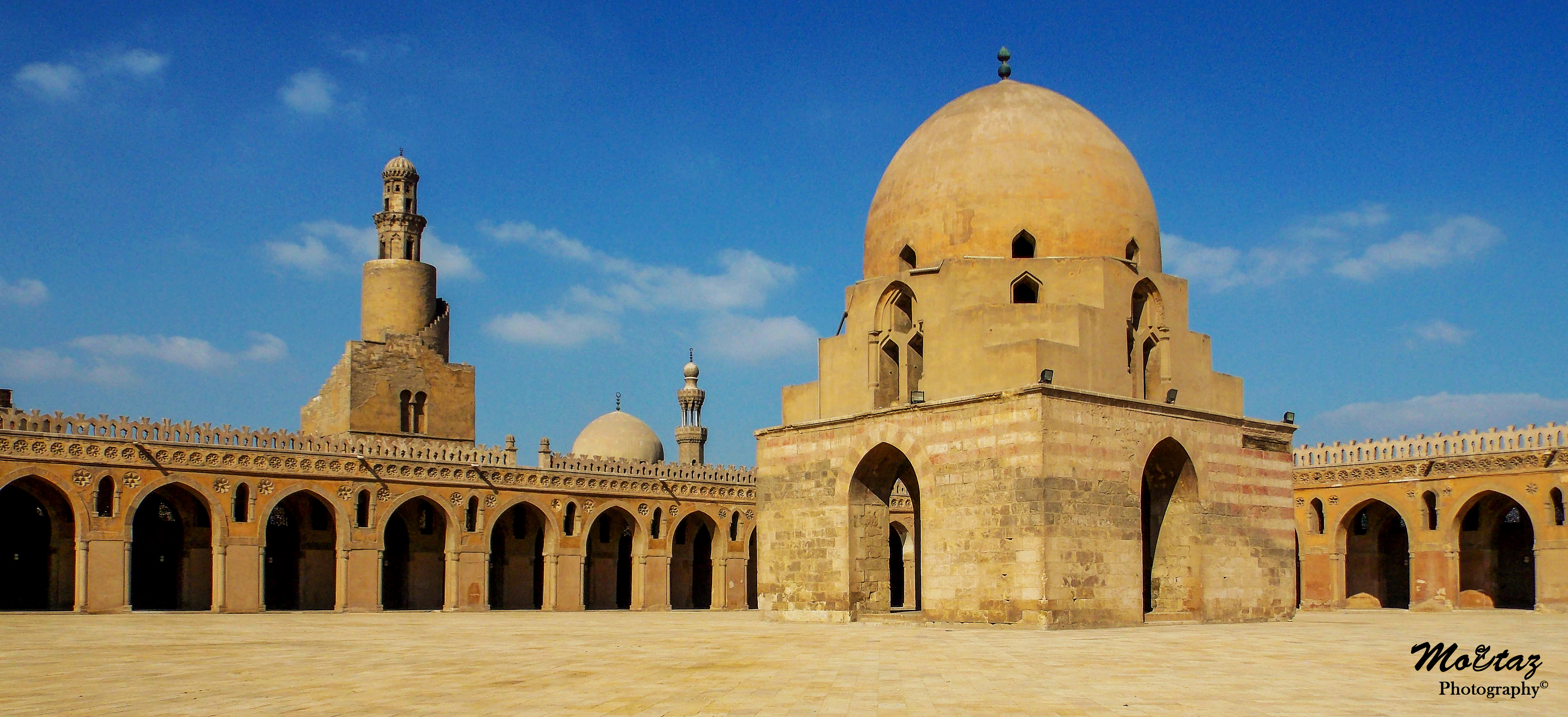
الصحن المكشوف وبه القبة
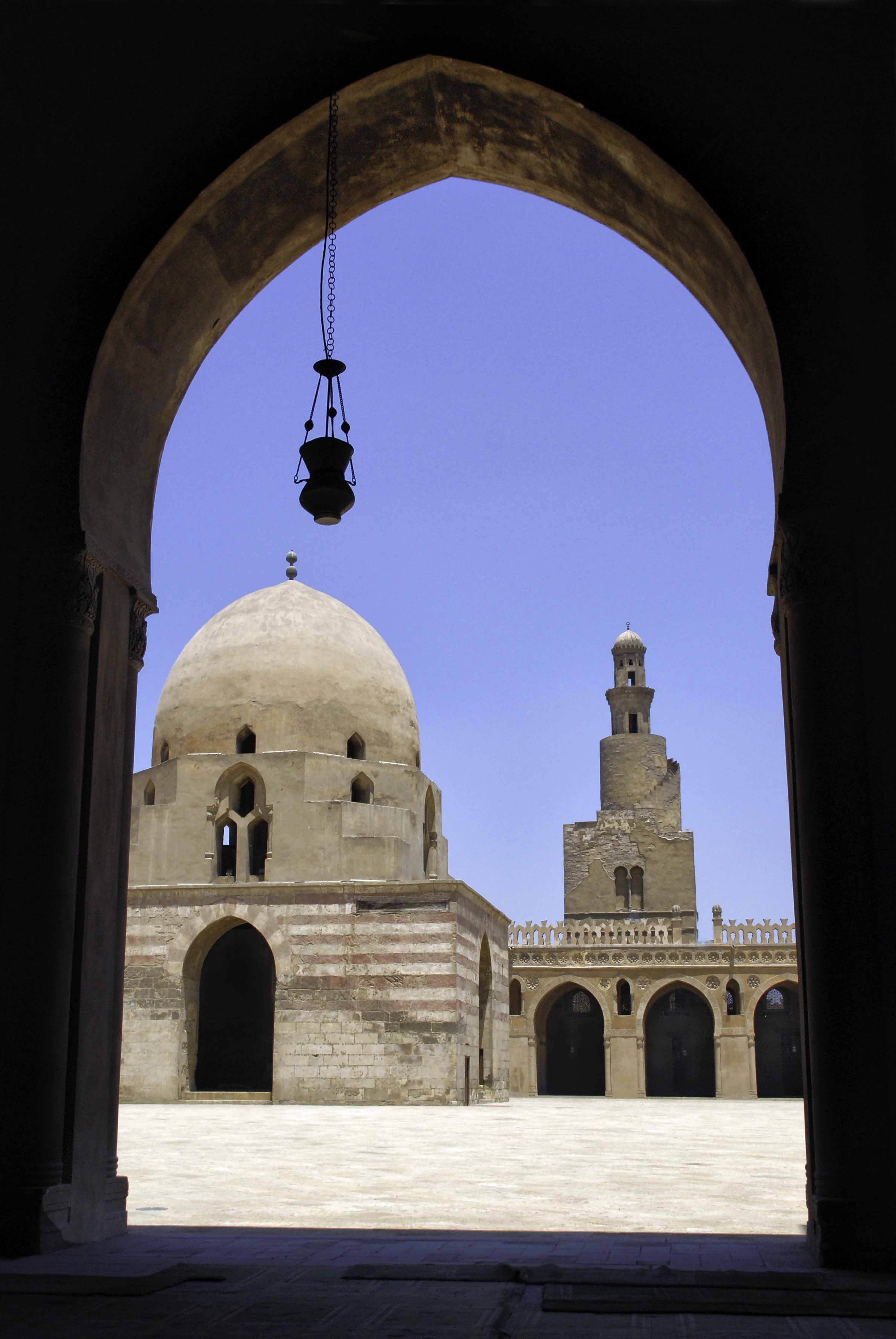
الصحن المكشوف وبه القبة
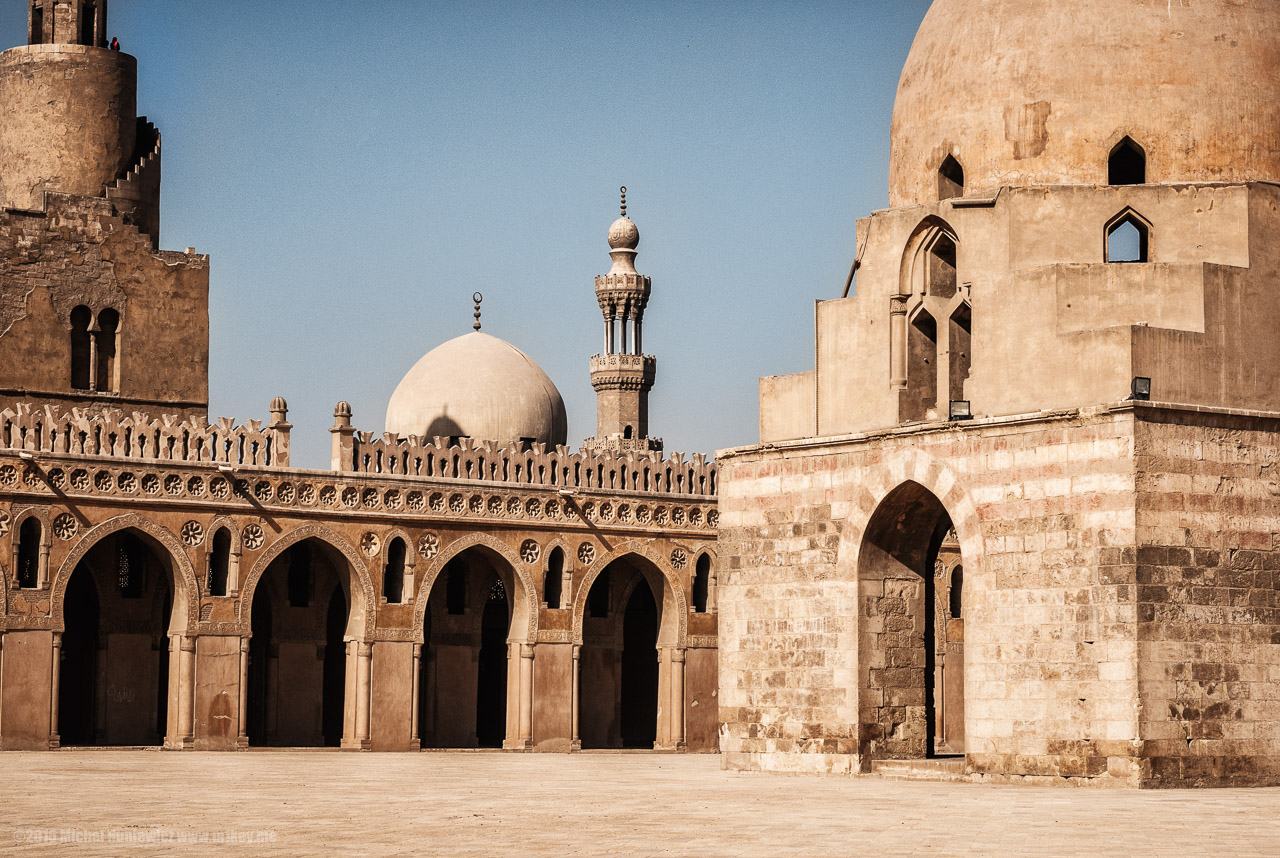
الصحن المكشوف وبه القبة
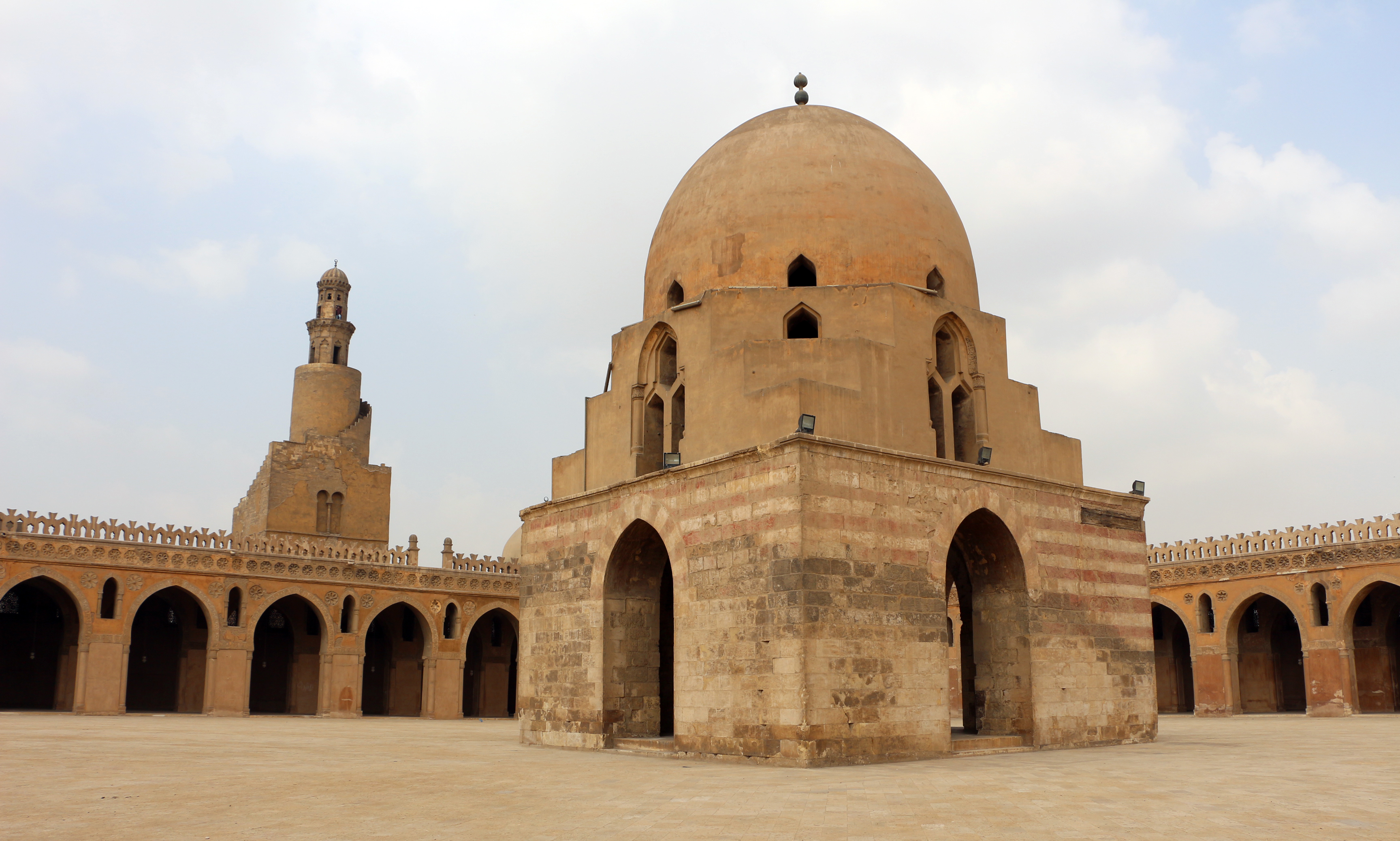
الصحن المكشوف وبه القبة
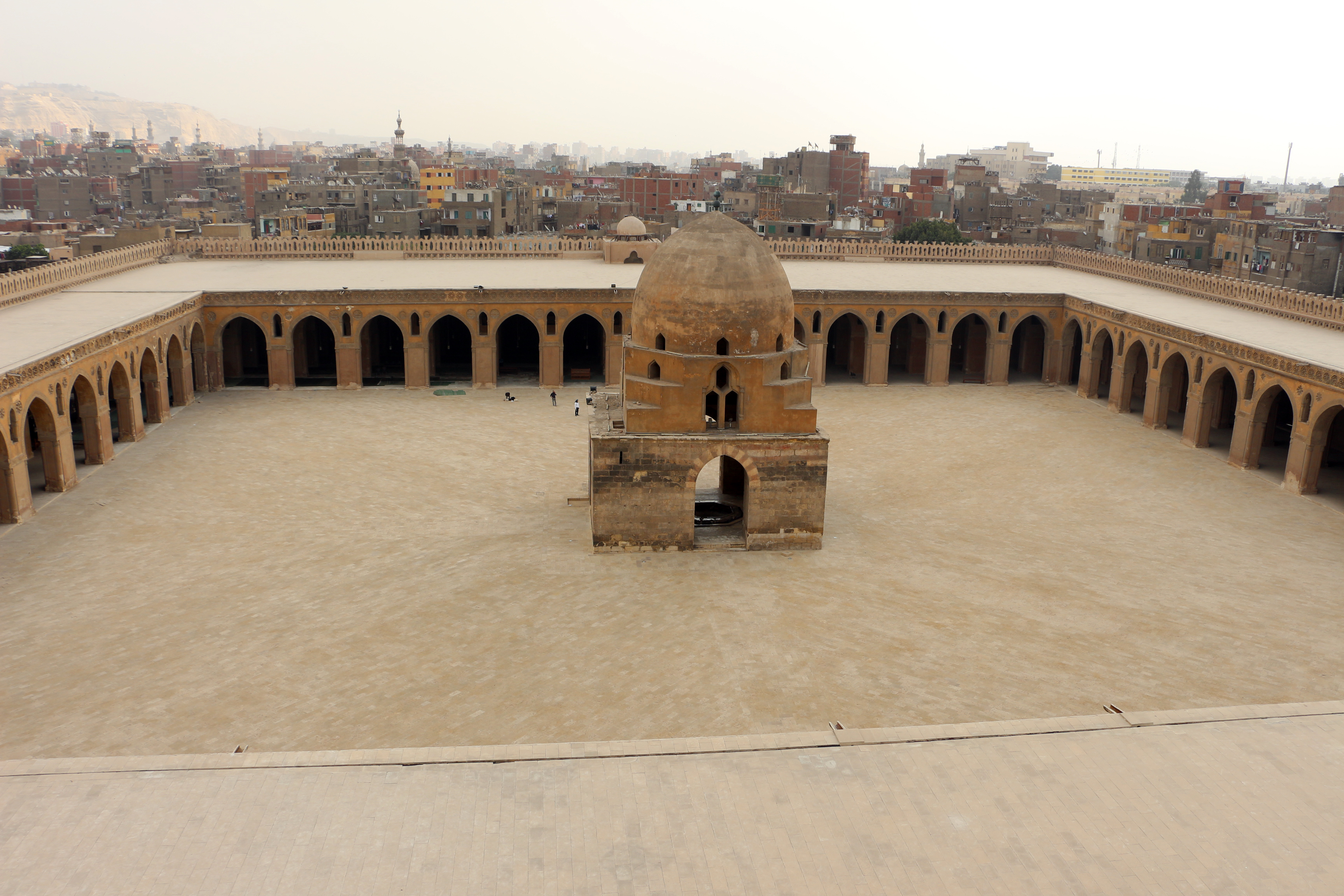
الصحن المكشوف وبه القبة
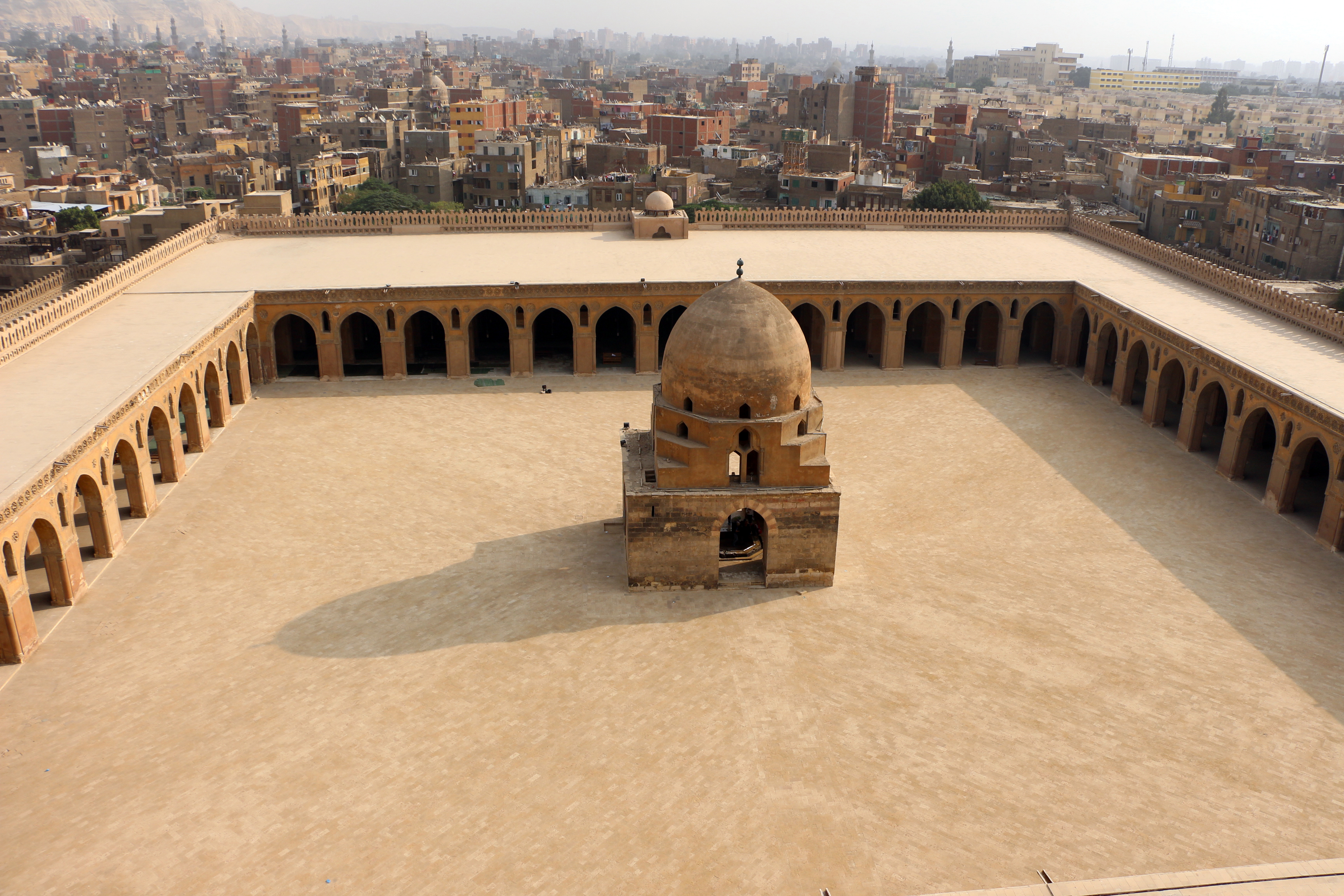
الصحن المكشوف وبه القبة
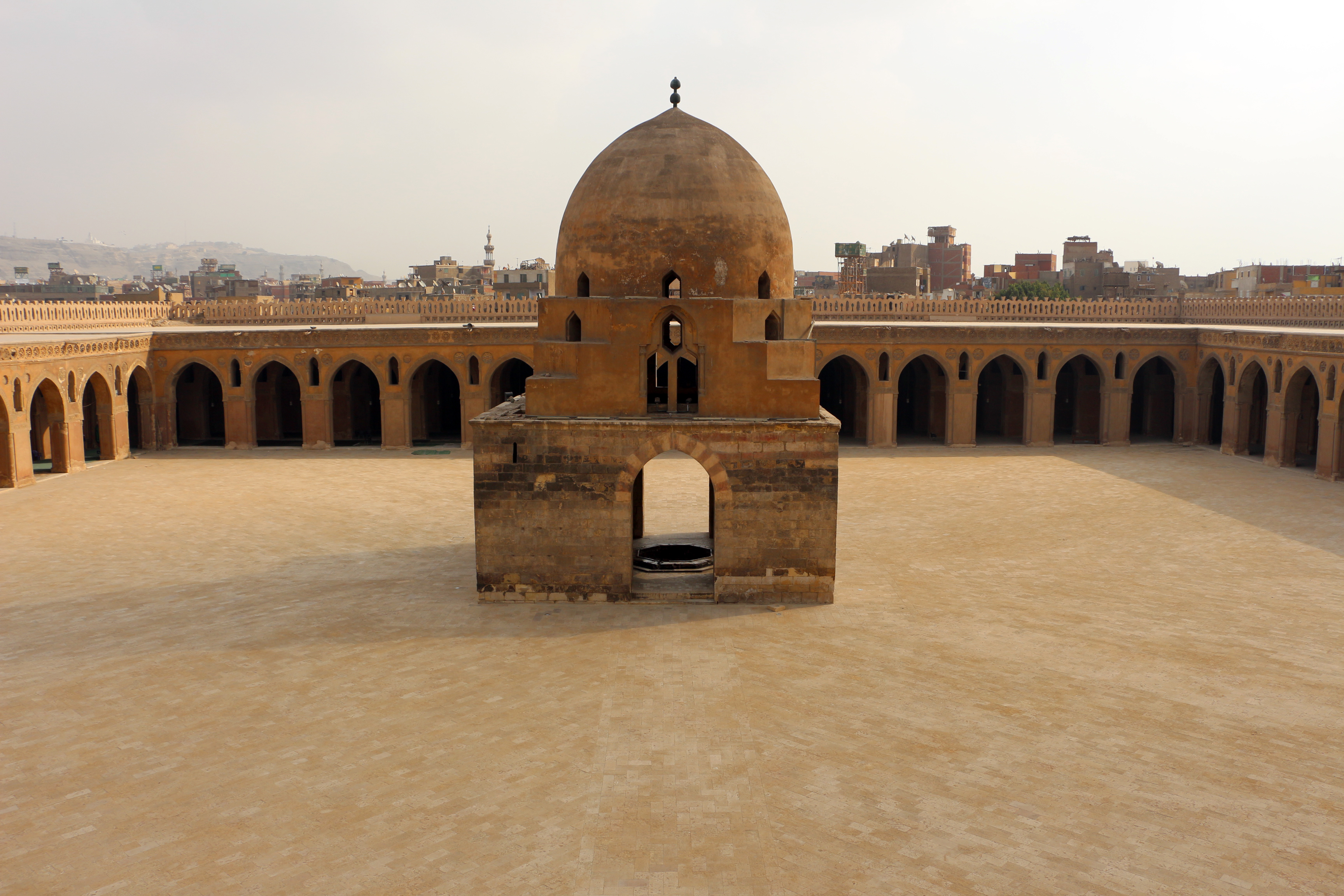
الصحن المكشوف وبه القبة
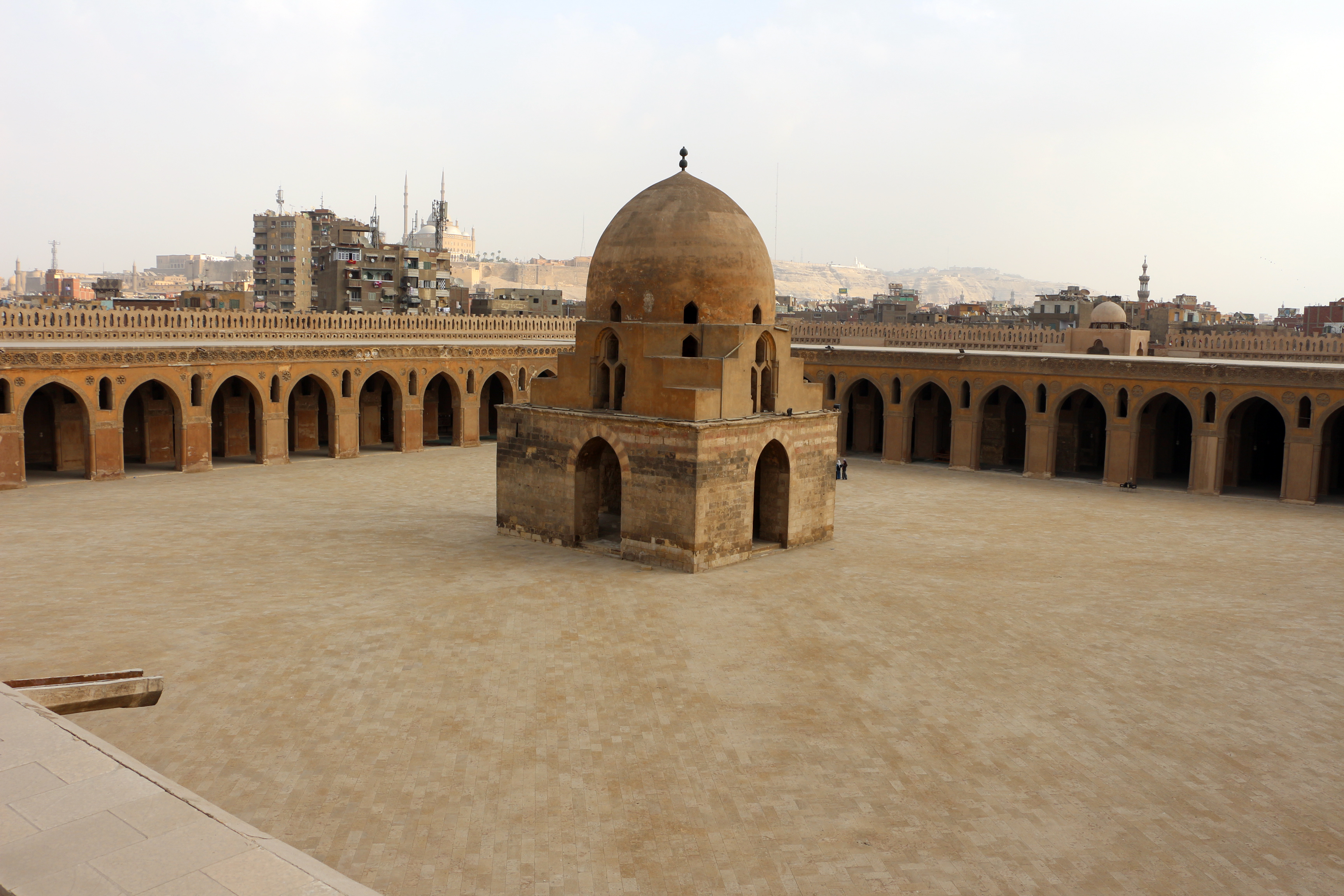
الصحن المكشوف وبه القبة
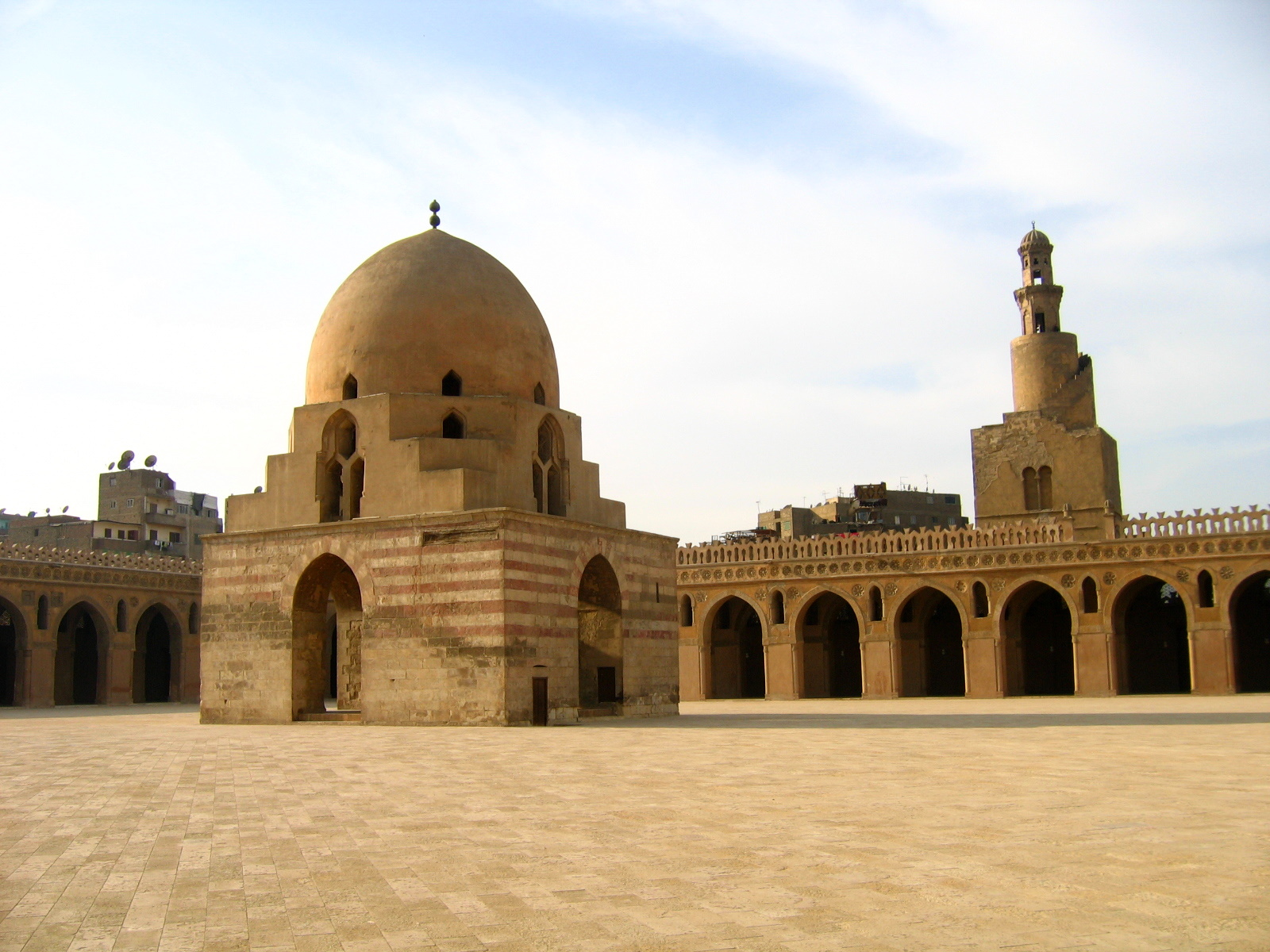
الصحن المكشوف وبه القبة
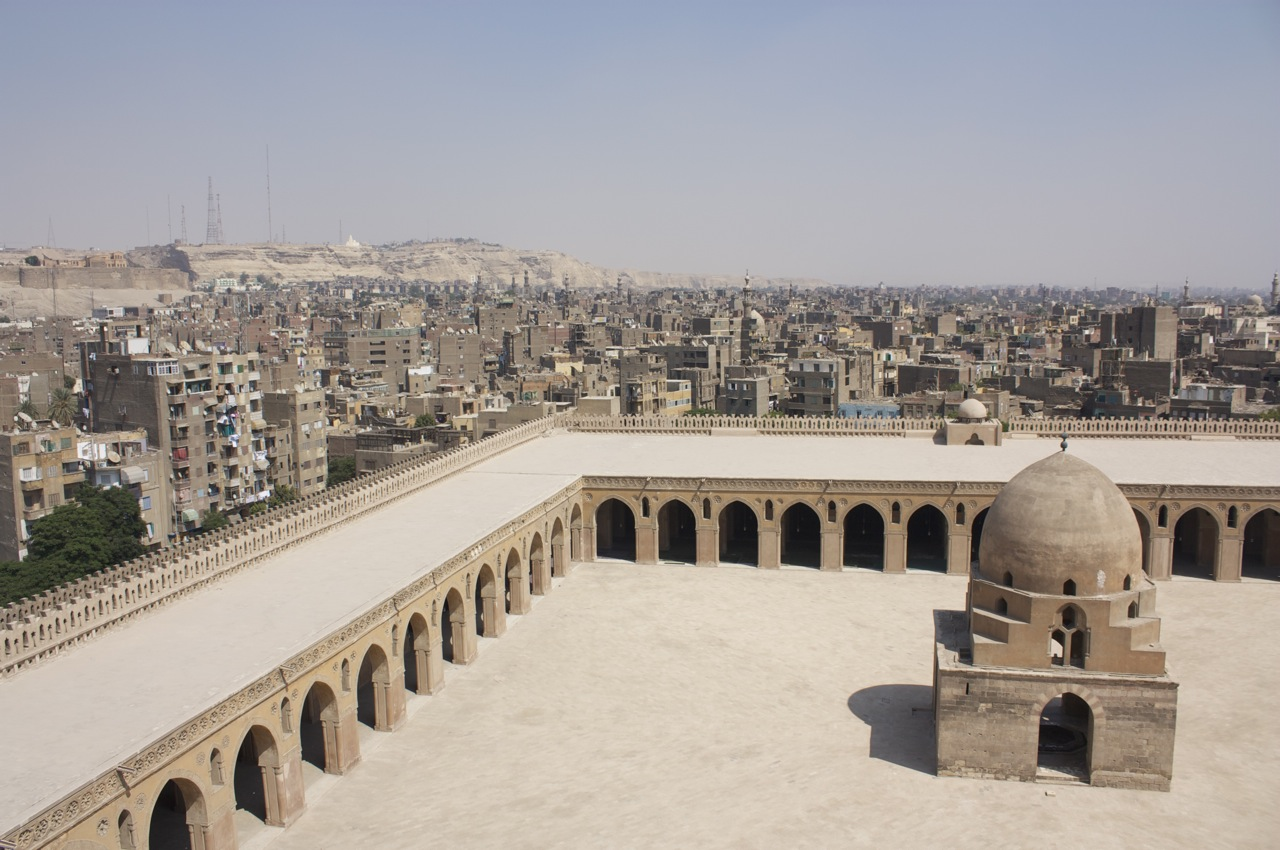
الصحن المكشوف وبه القبة
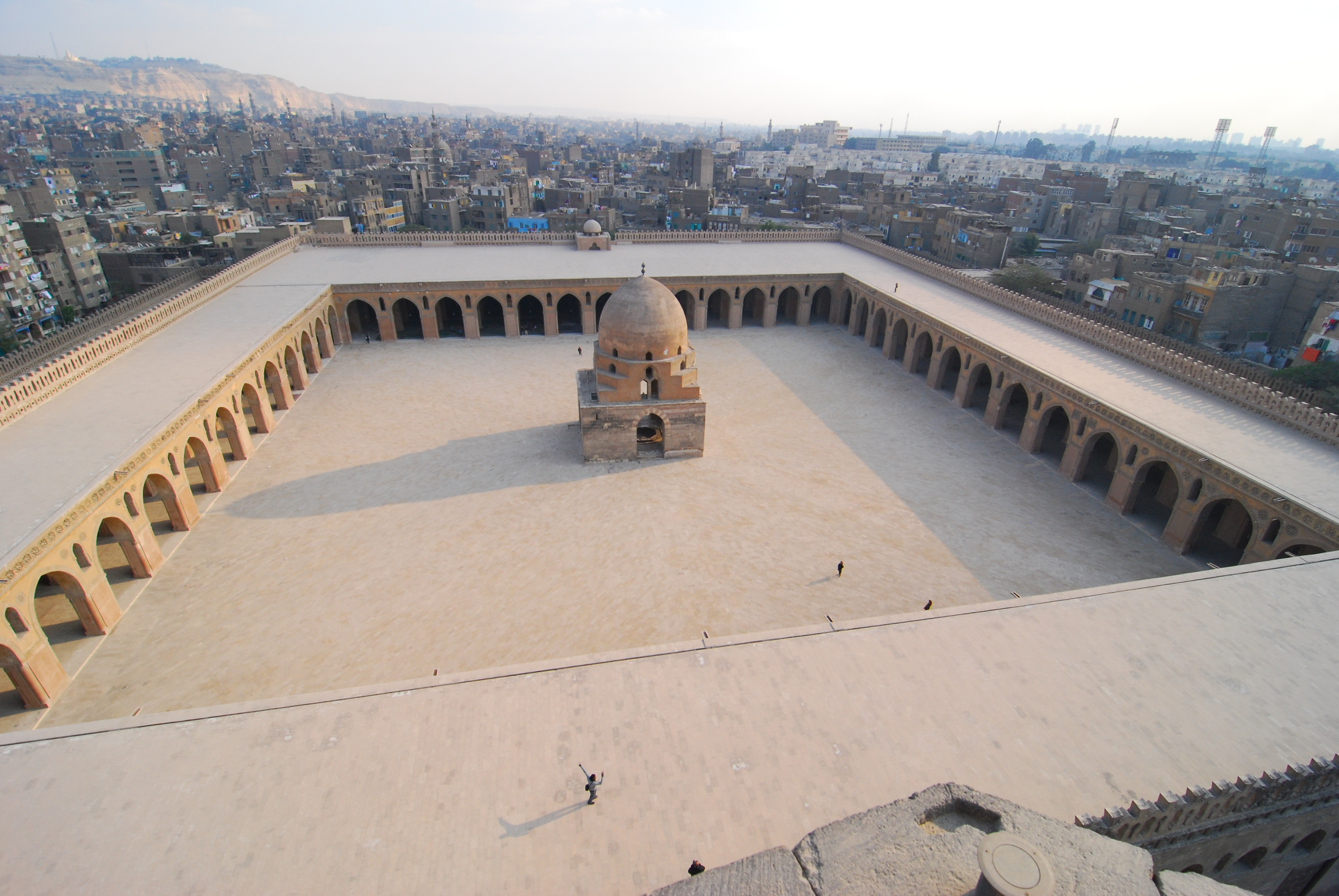
الصحن المكشوف وبه القبة
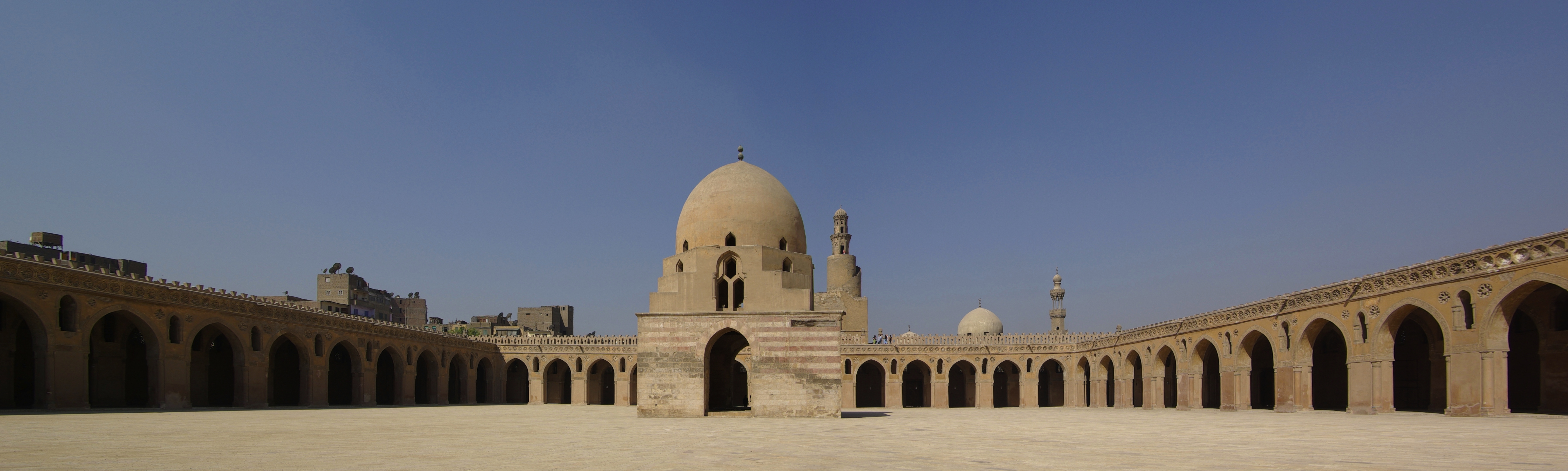
الصحن المكشوف وبه القبة
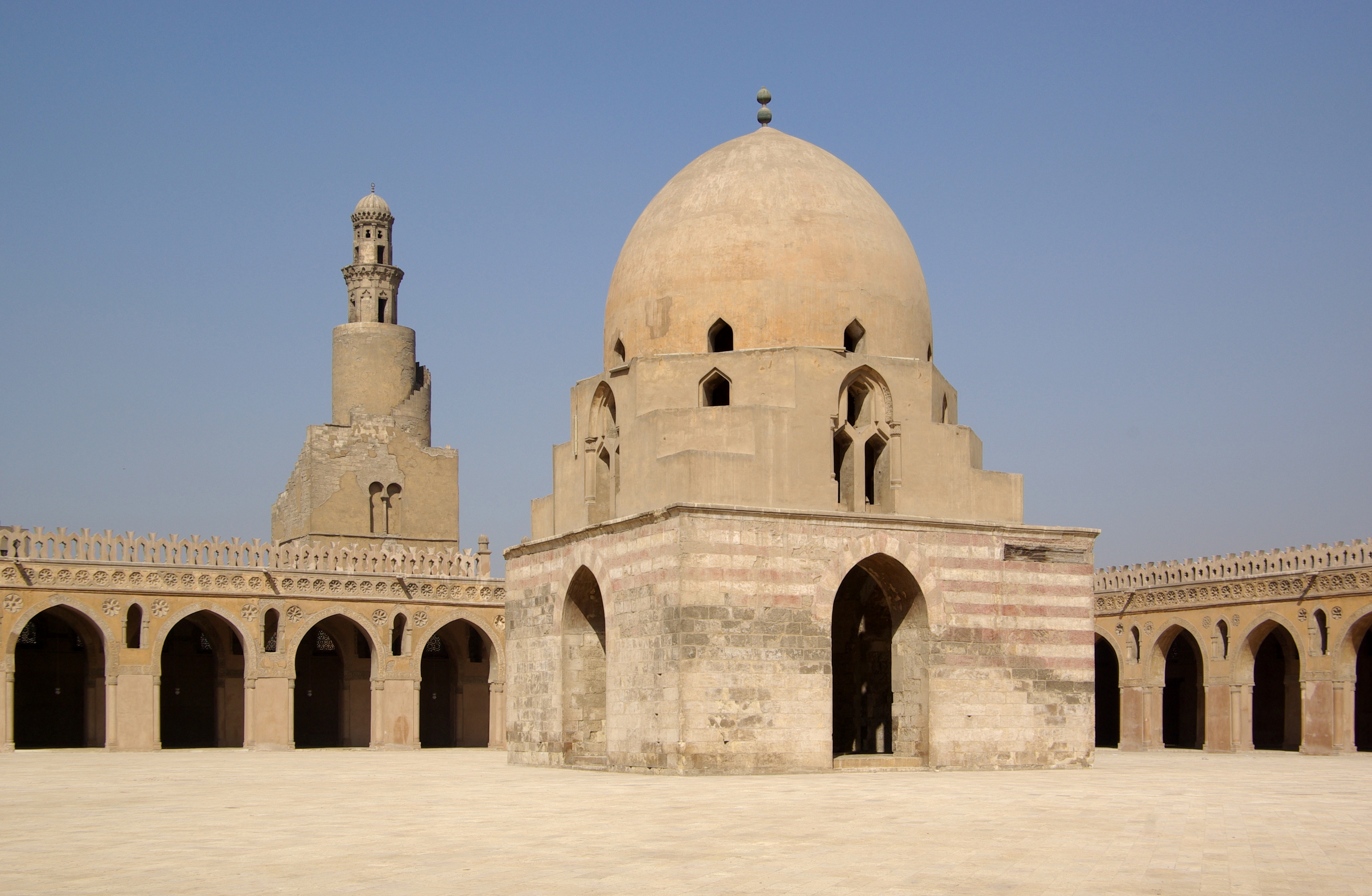
الصحن المكشوف وبه القبة
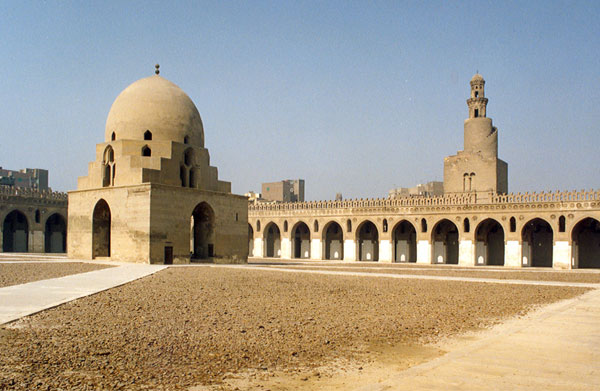
الصحن المكشوف وبه القبة
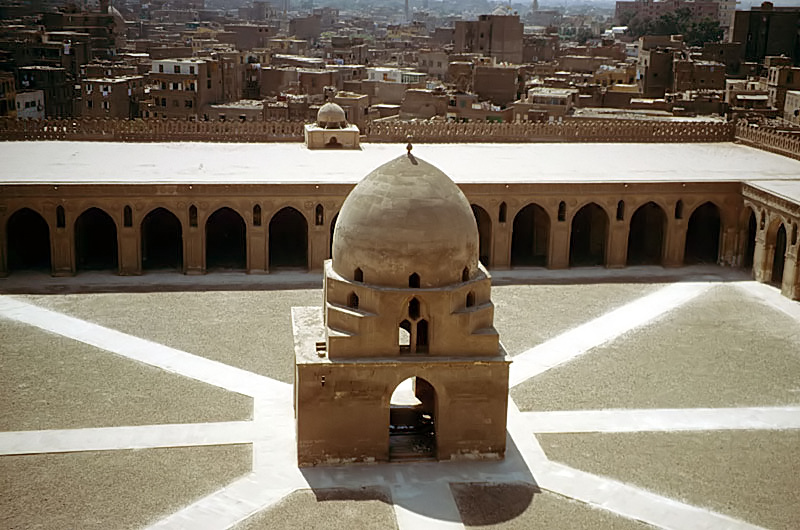
الصحن المكشوف وبه القبة
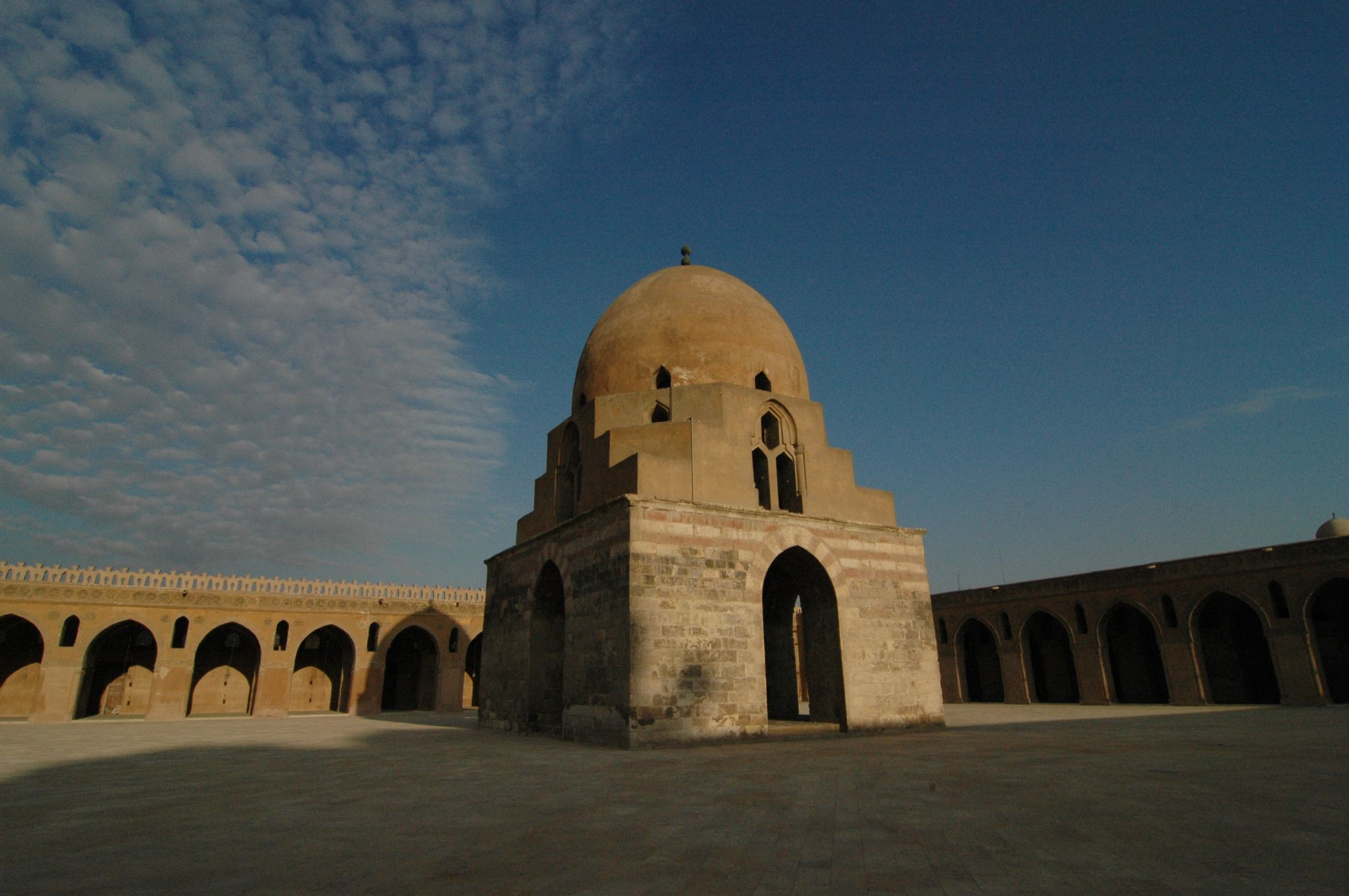
الصحن المكشوف وبه القبة
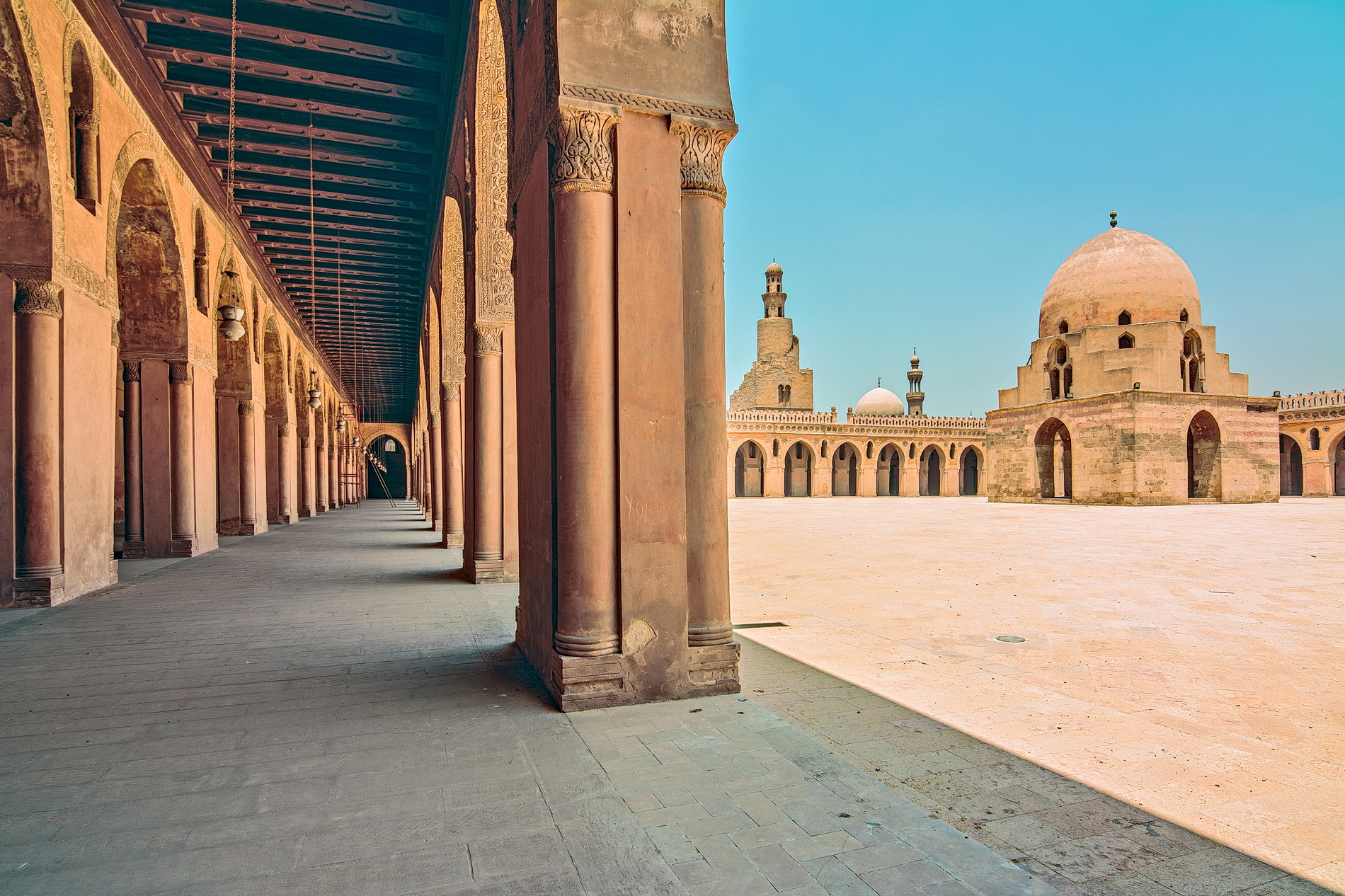
الصحن المكشوف وبه القبة
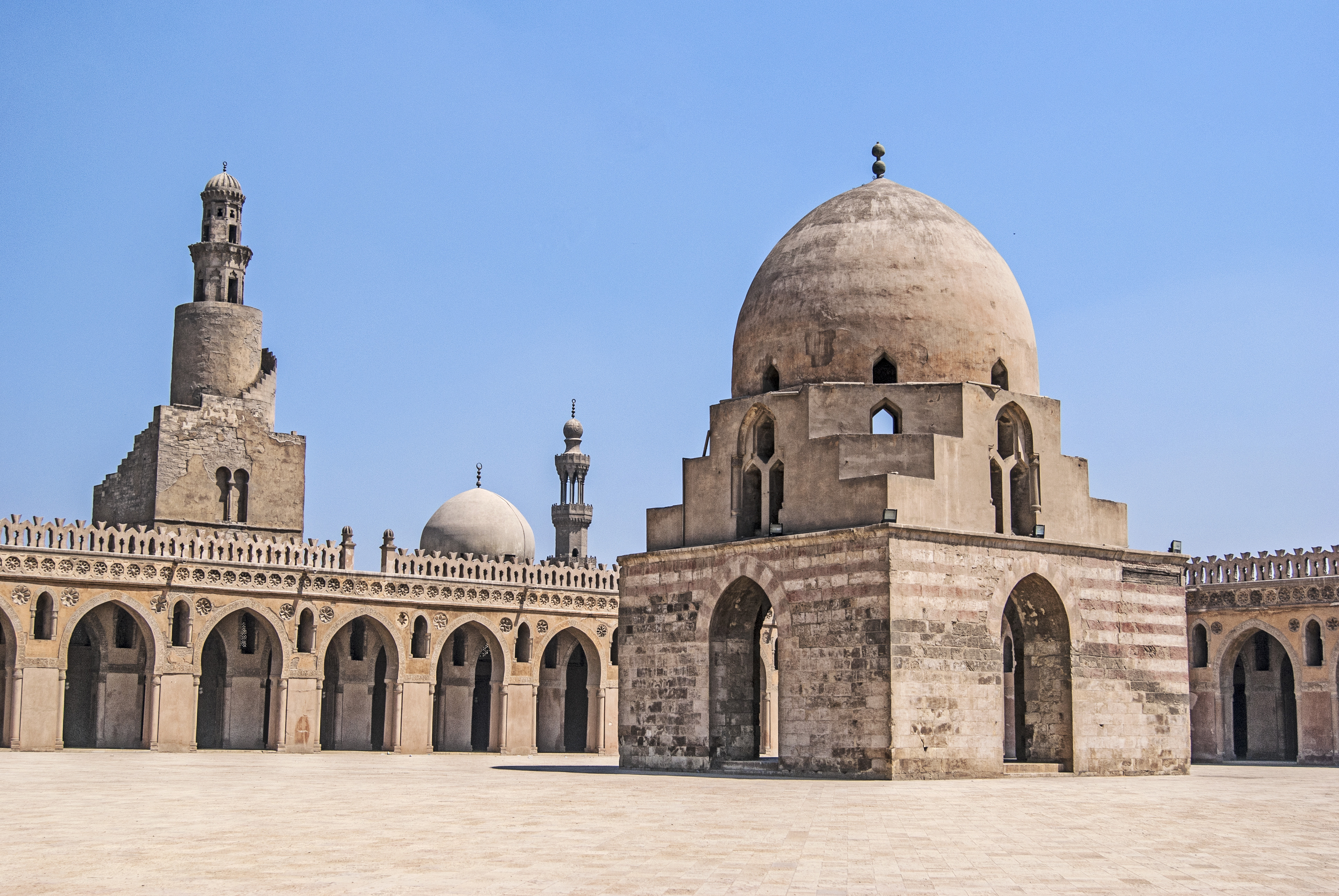
الصحن المكشوف وبه القبة
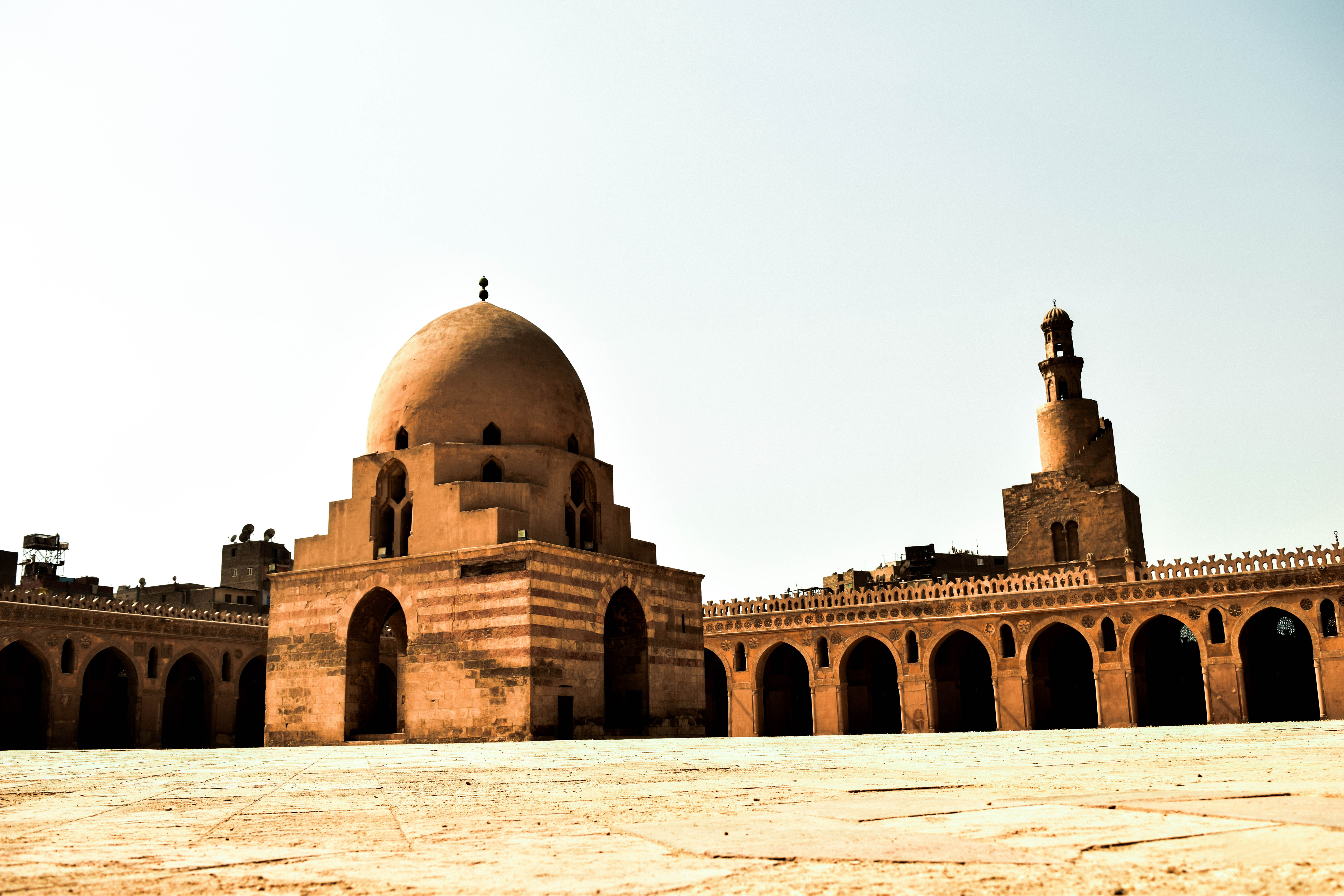
الصحن المكشوف وبه القبة
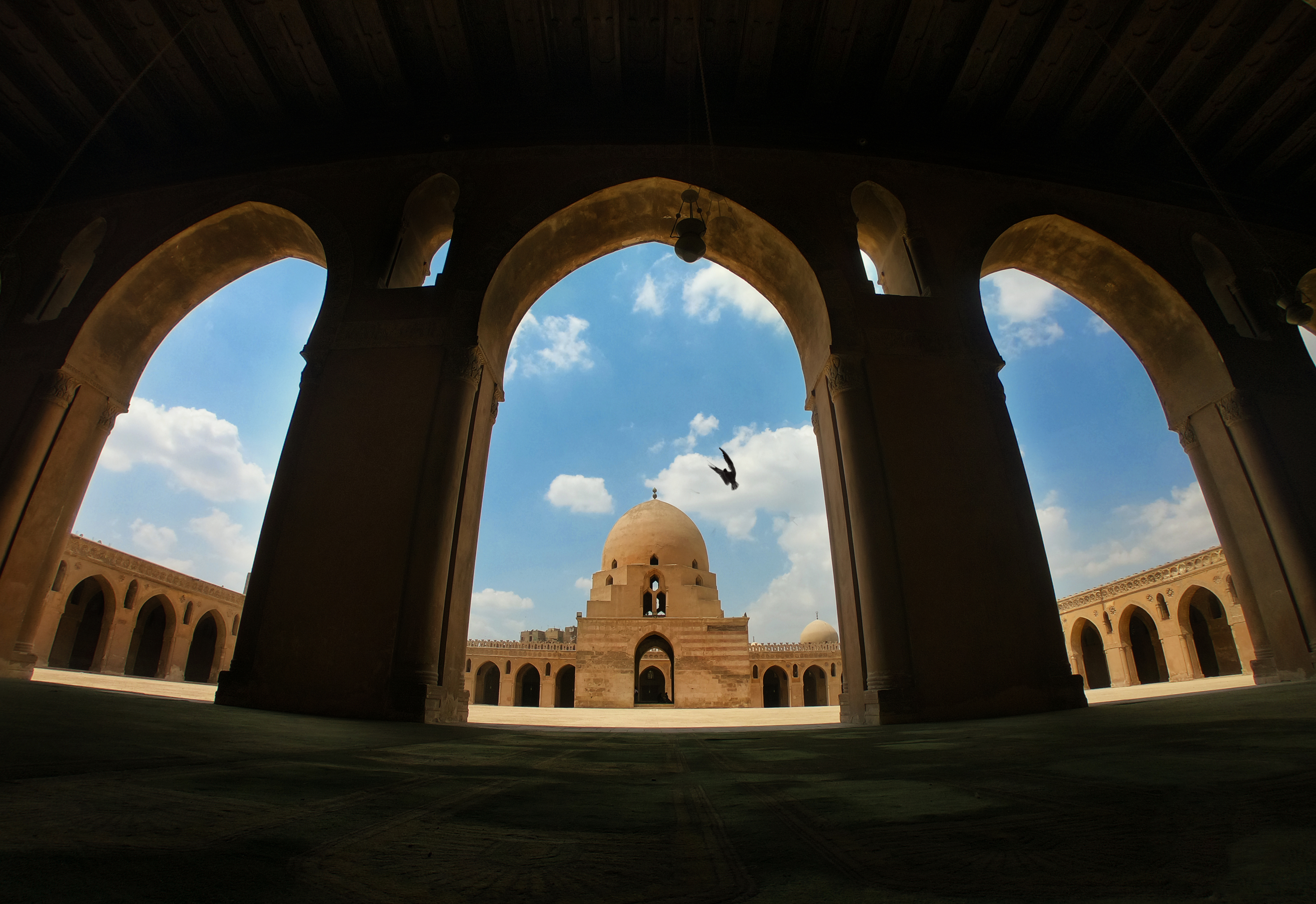
الصحن المكشوف وبه القبة
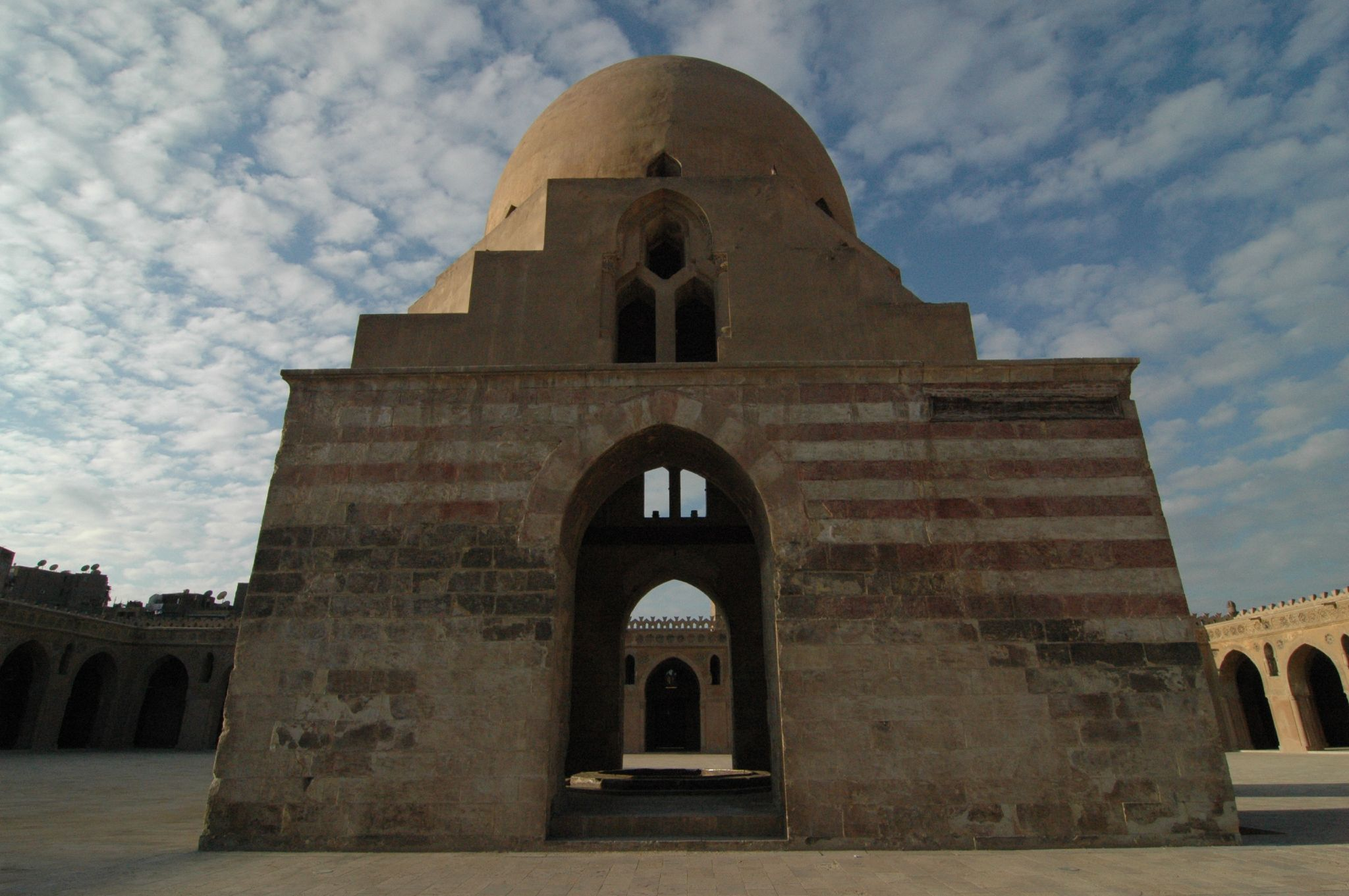
قبة الصحن
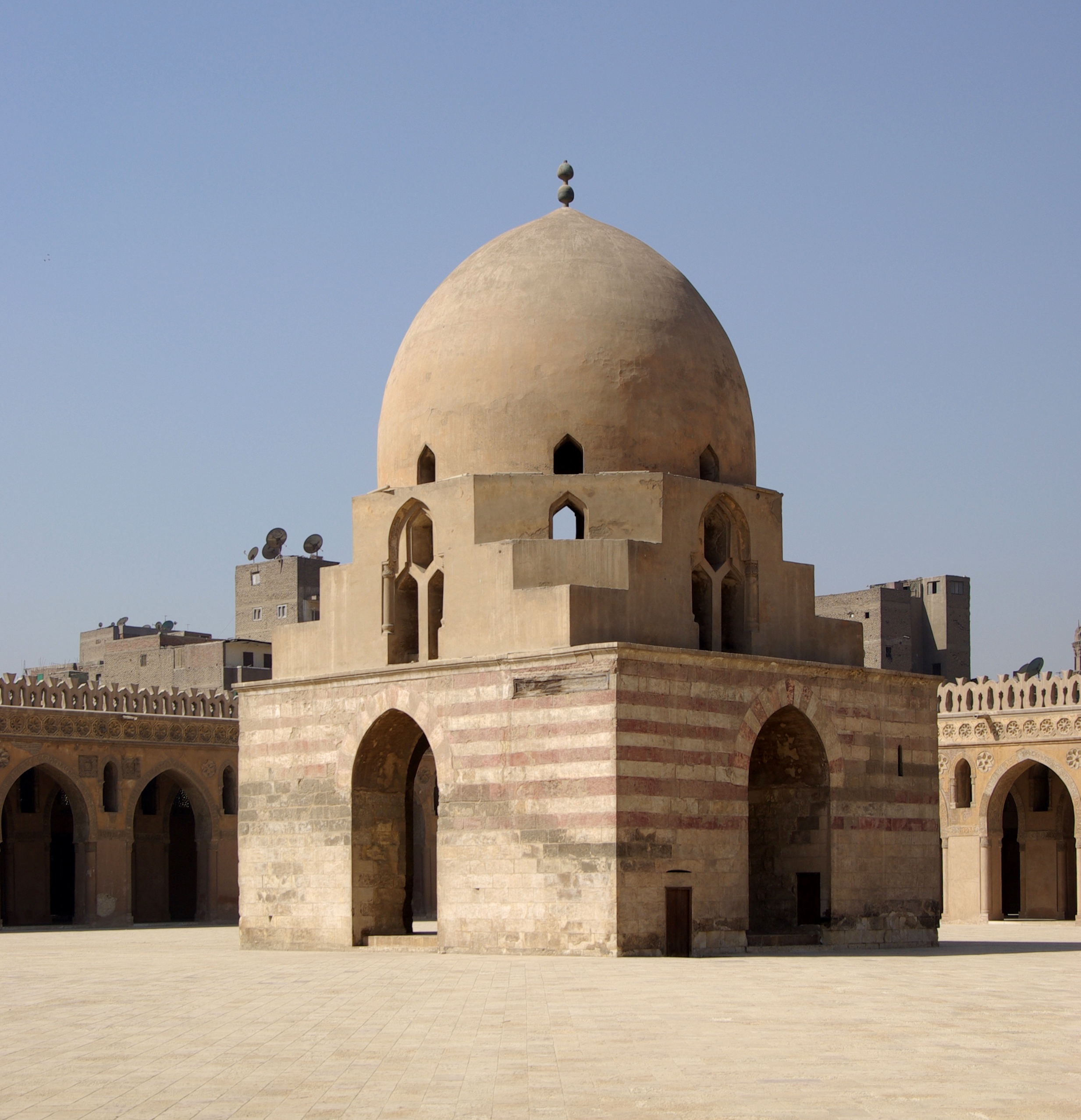
قبة الصحن
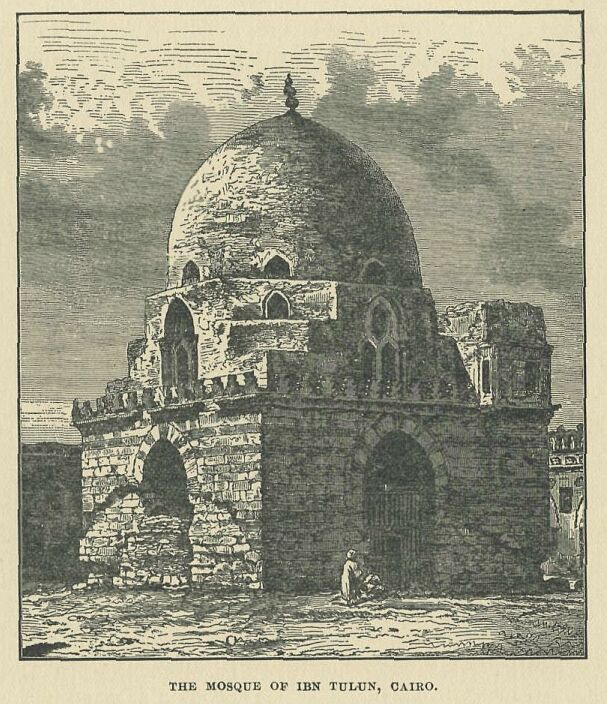
قبة الصحن قديماً
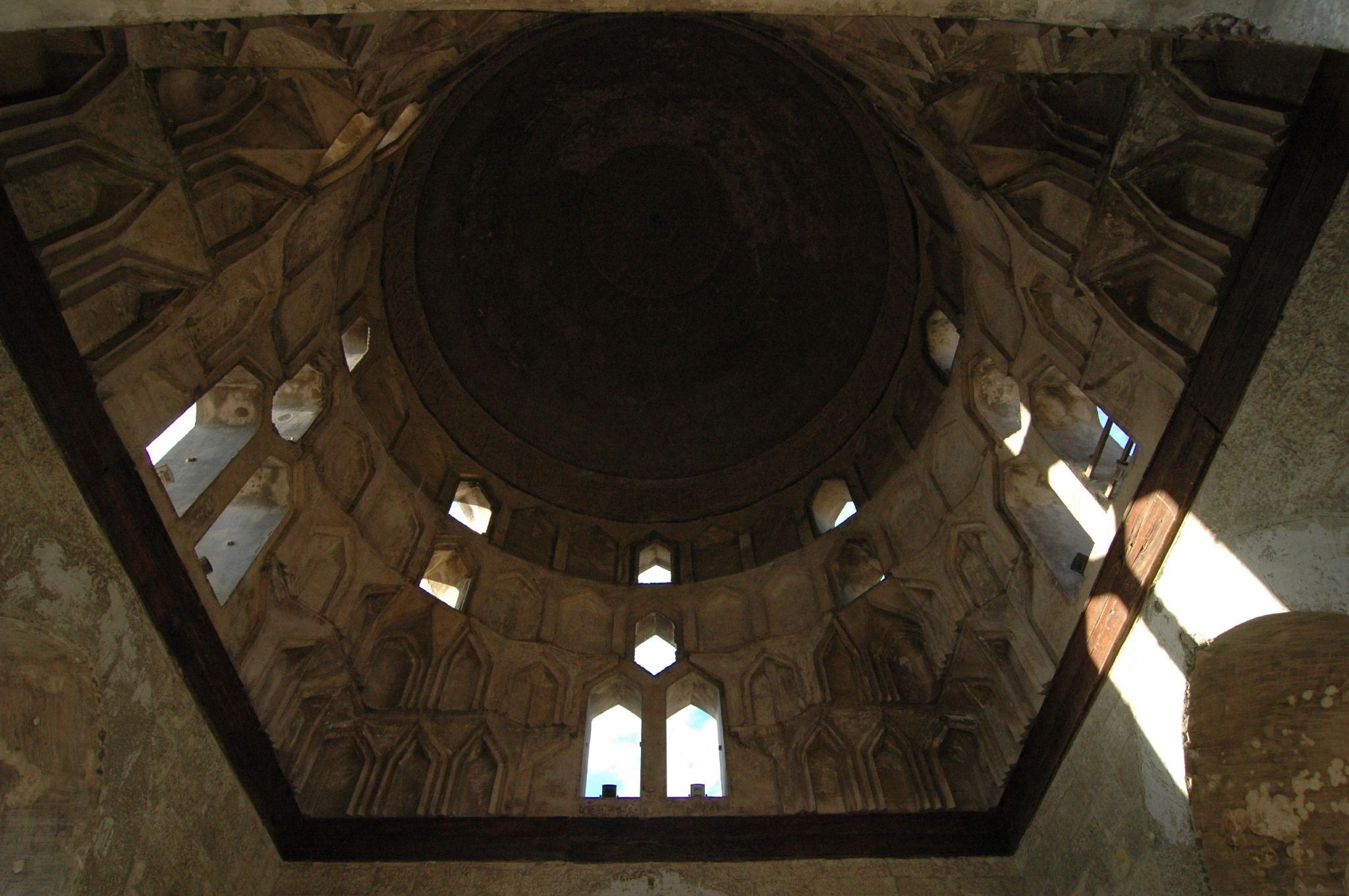
سقف قبة الصحن
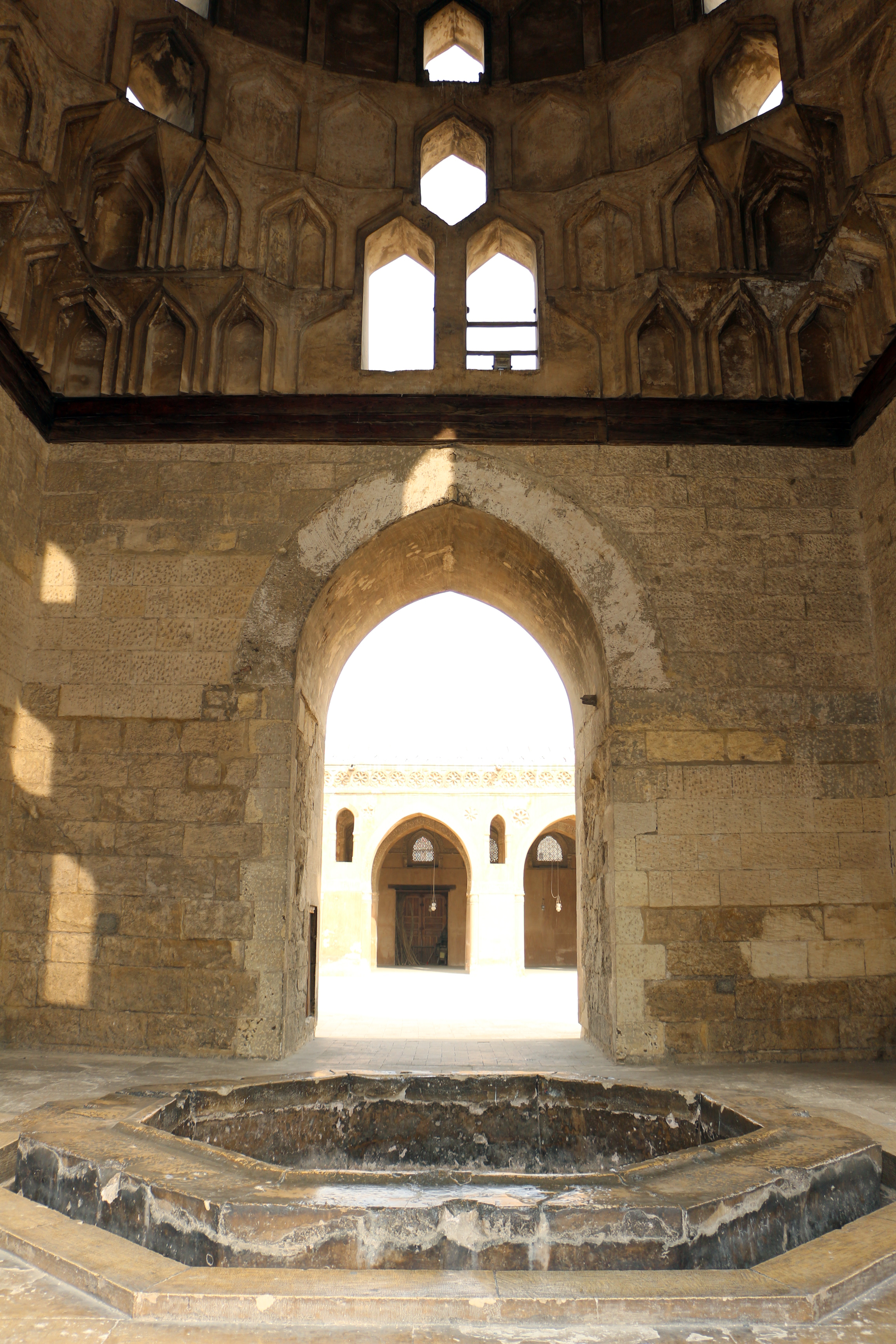
الفسقية داخل قبة الصحن
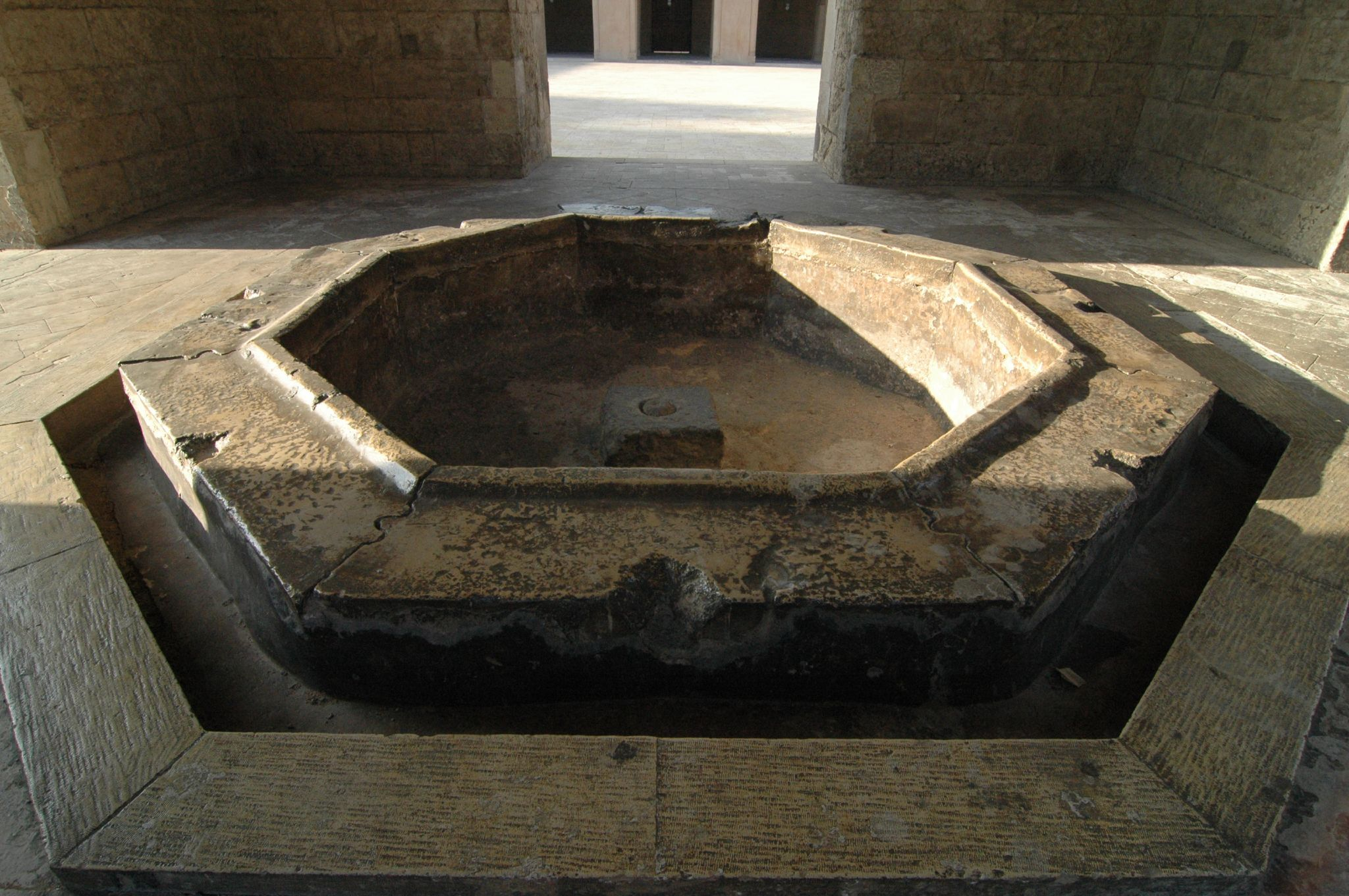
الفسقية داخل قبة الصحن
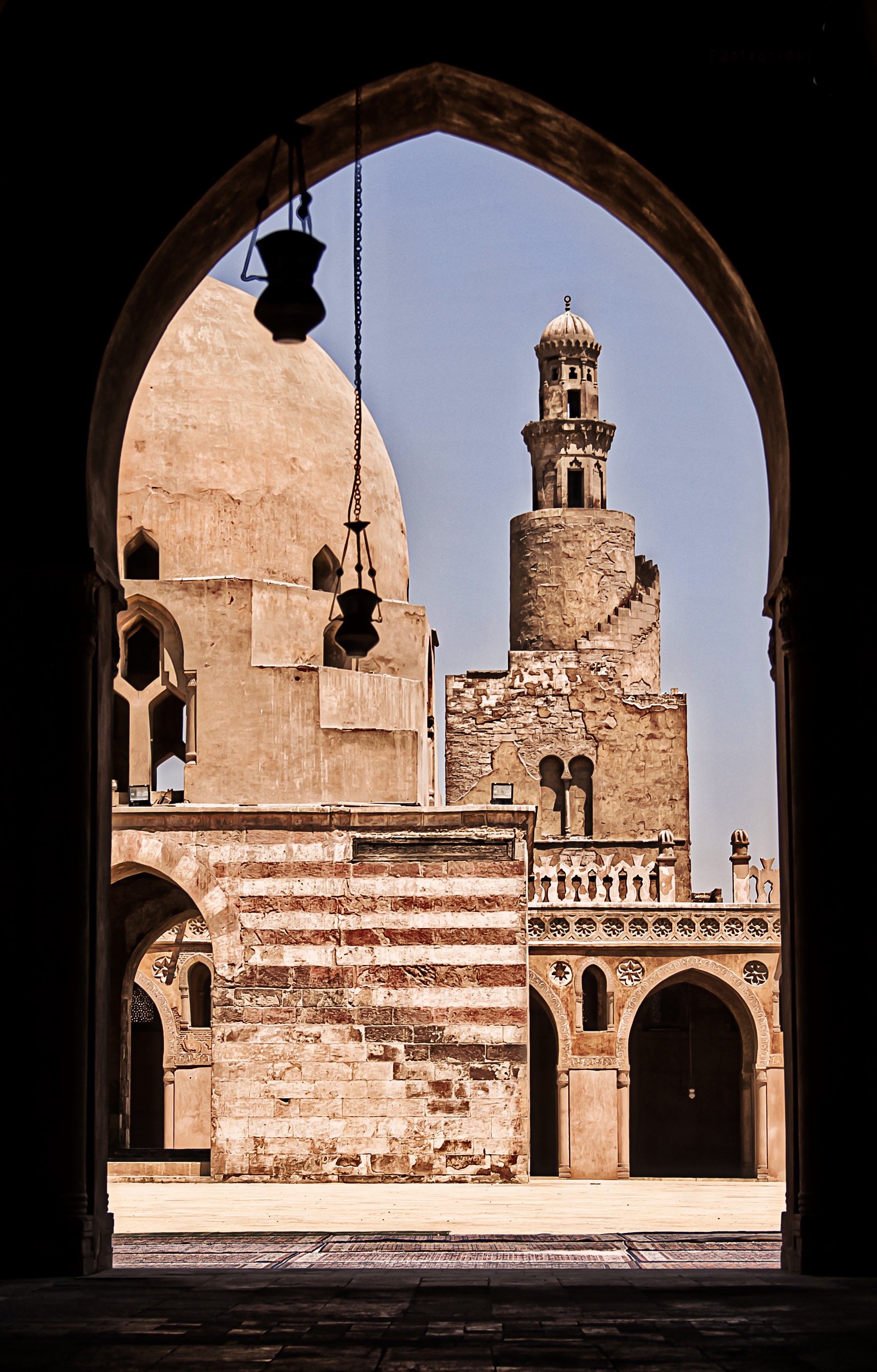
القبة والمئذنة
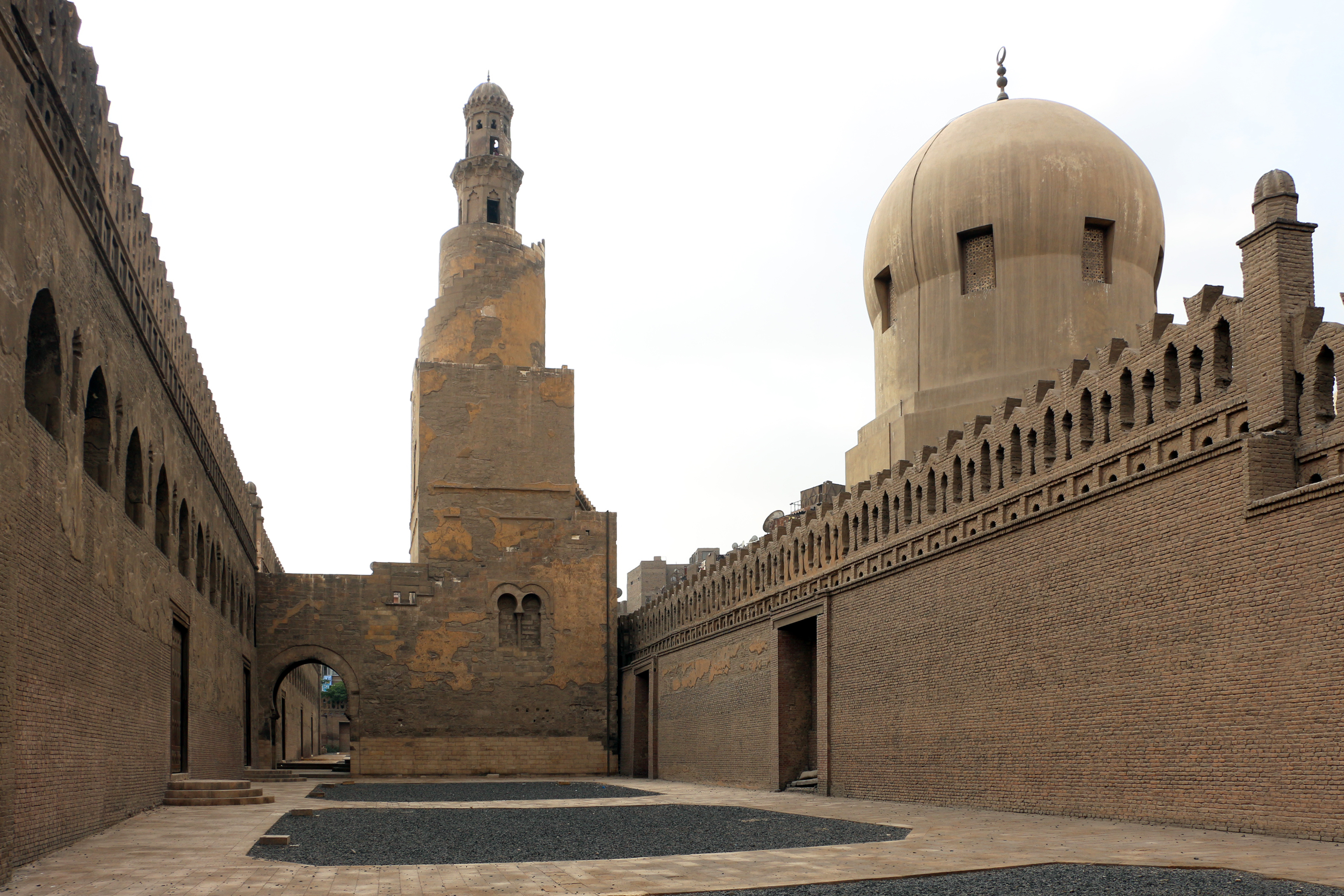
مئذنة المسجد
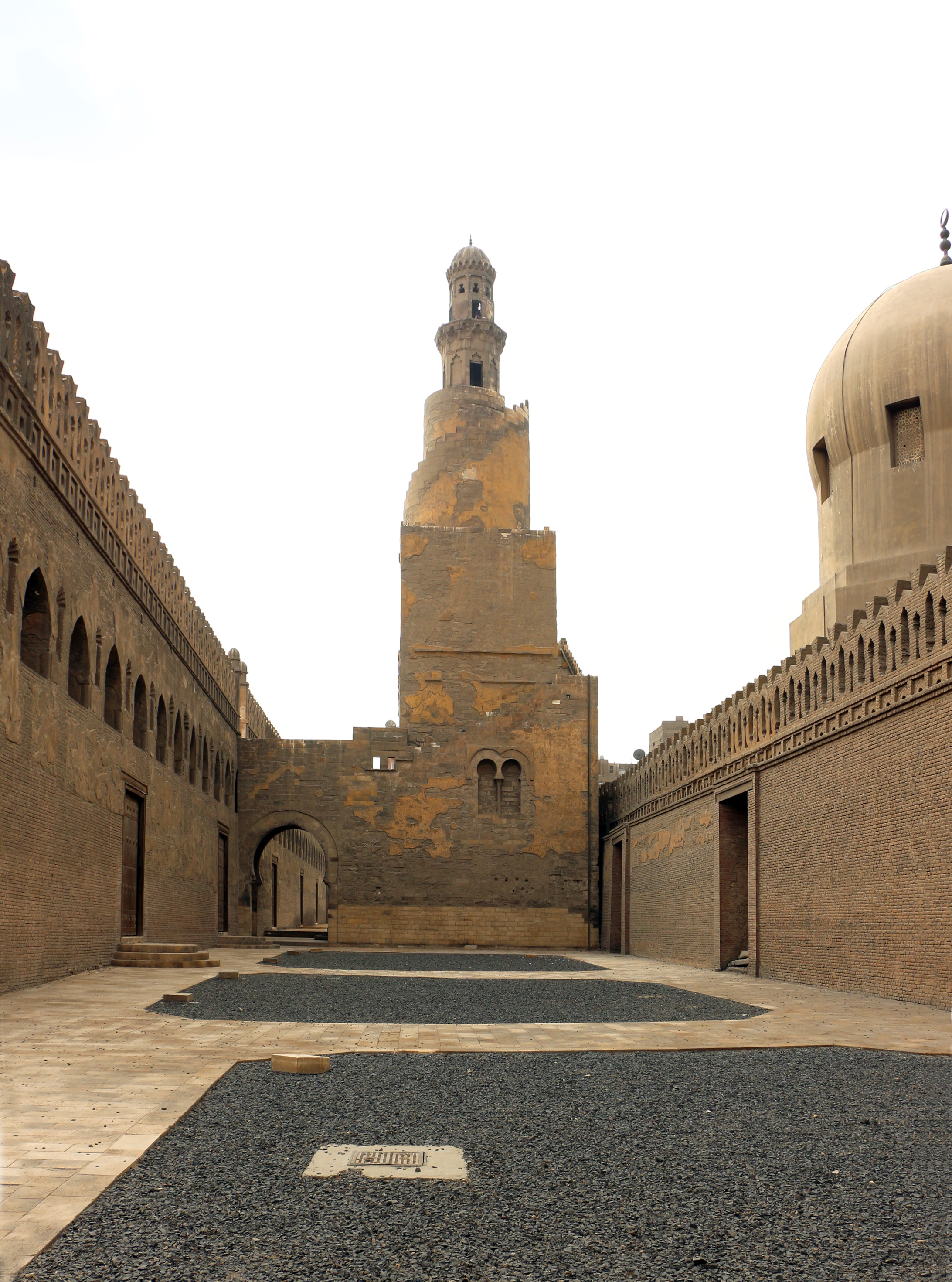
مئذنة المسجد
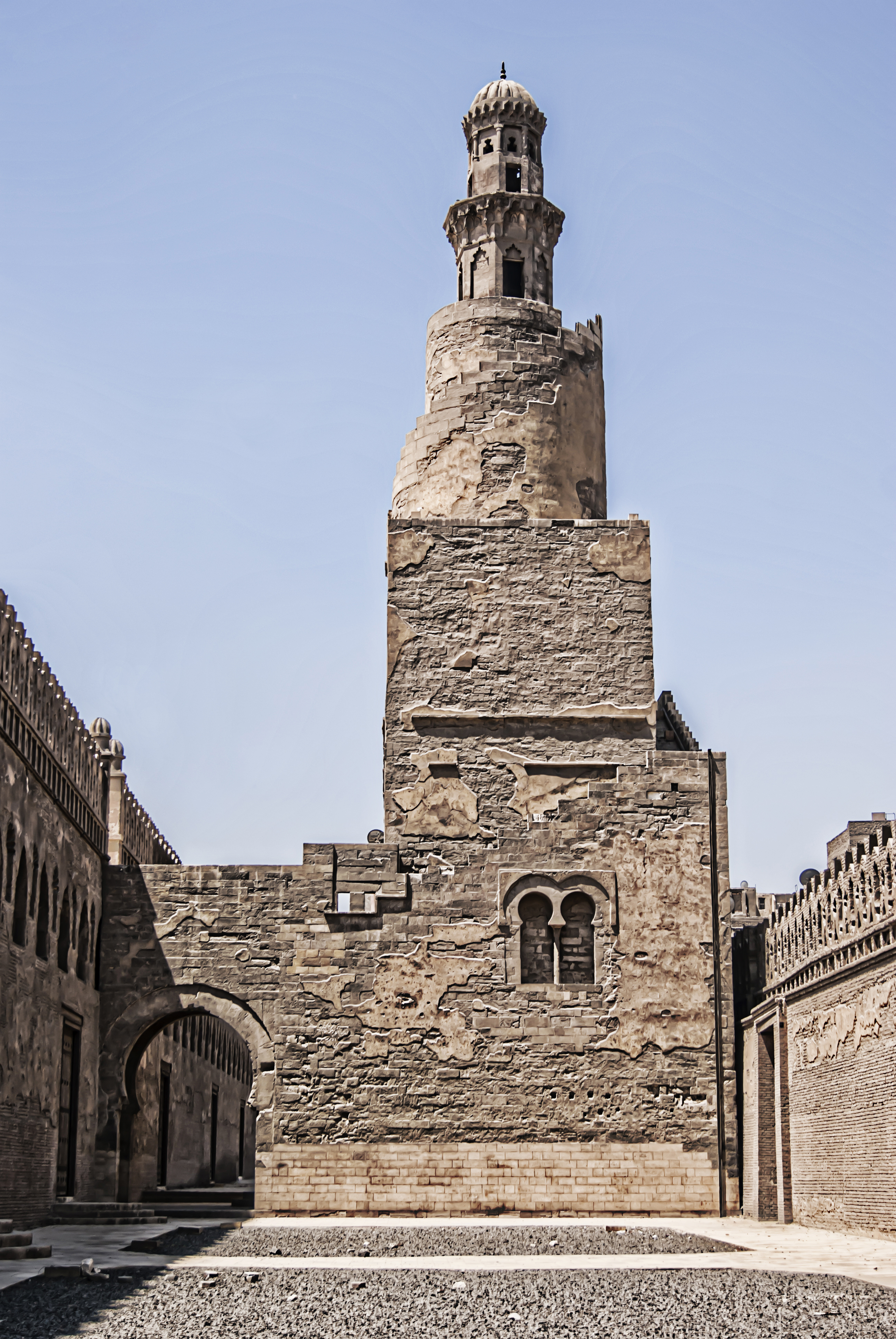
مئذنة المسجد
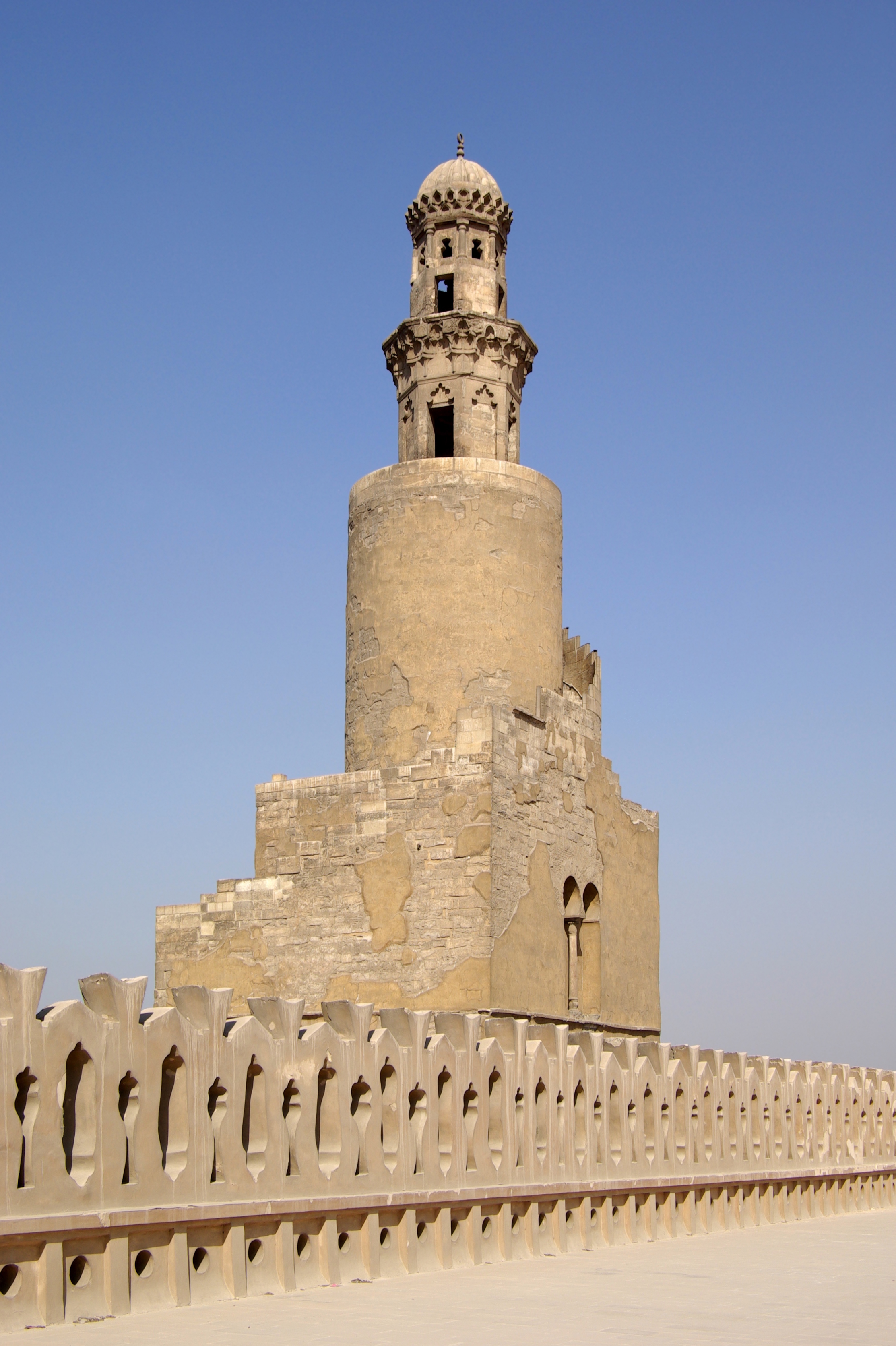
مئذنة المسجد
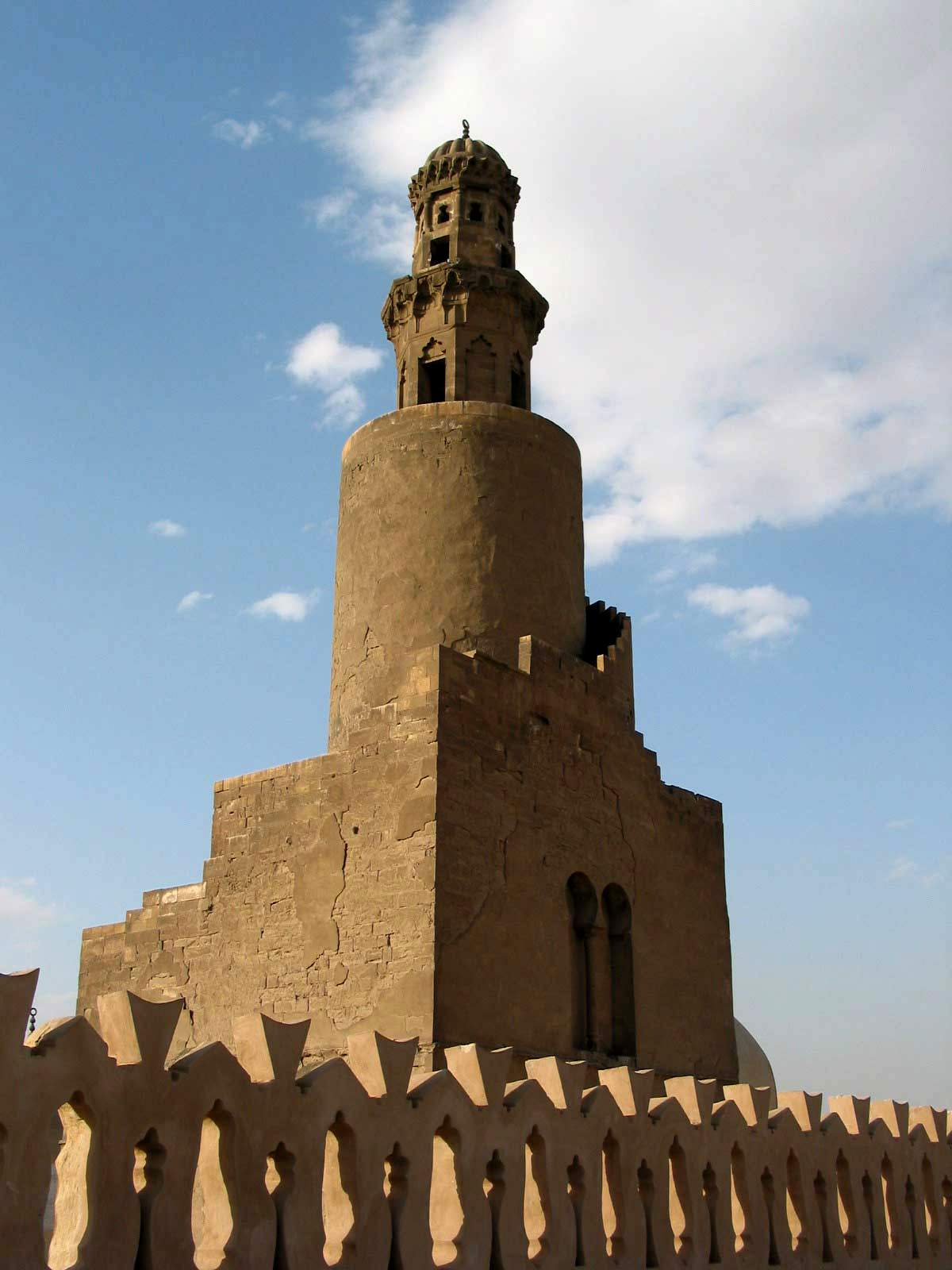
مئذنة المسجد
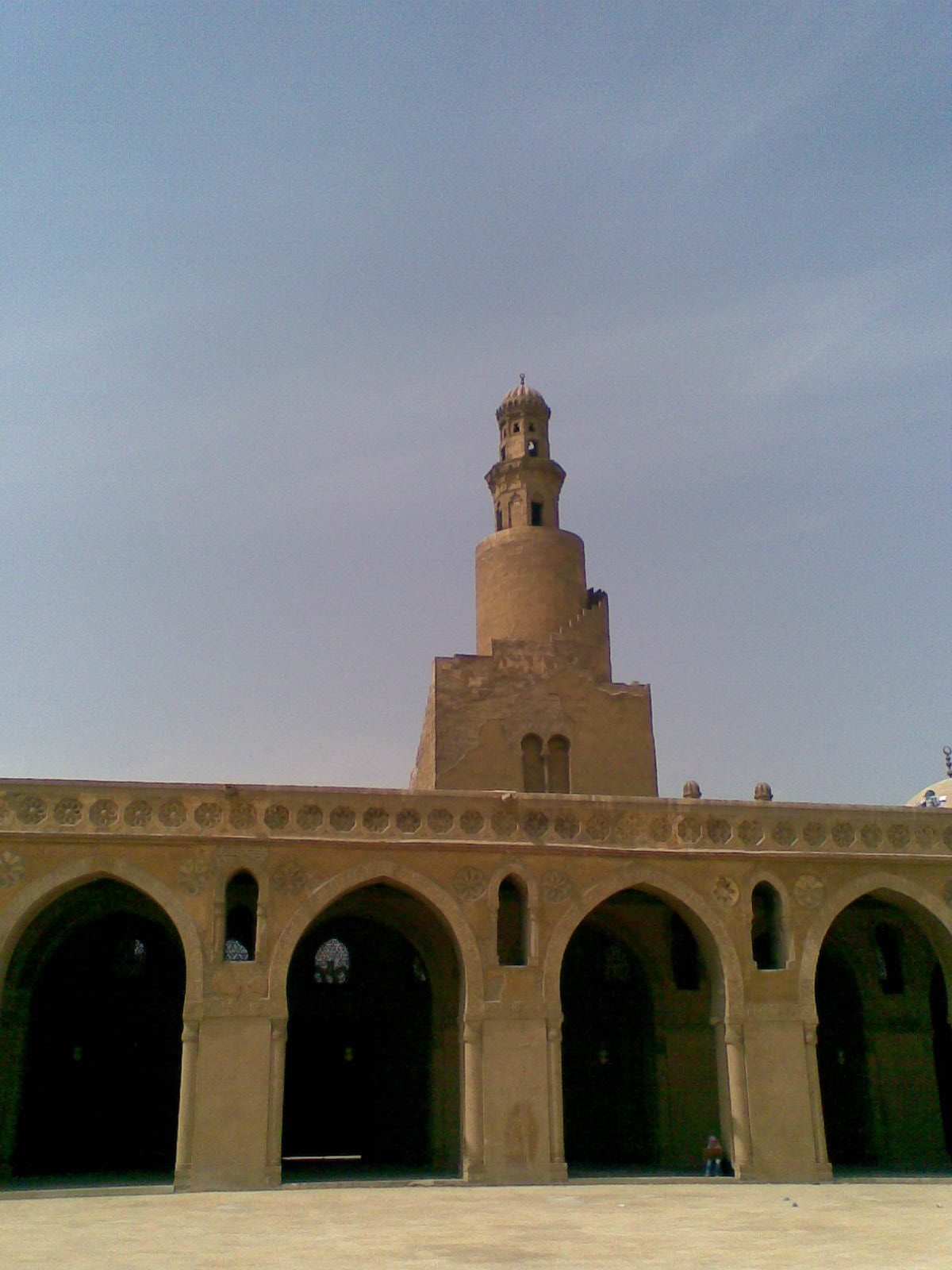
مئذنة المسجد
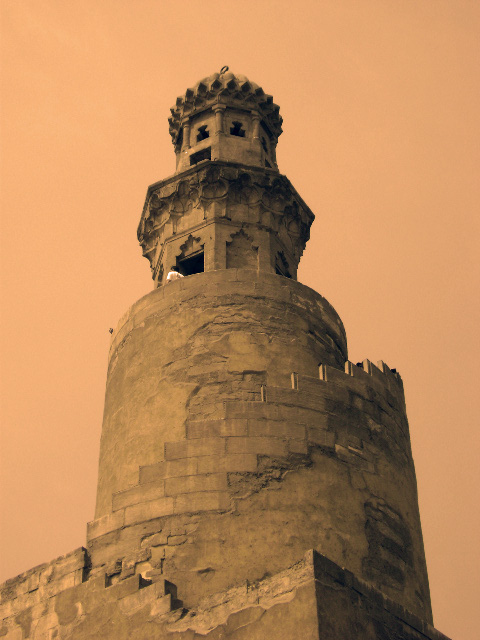
مئذنة المسجد
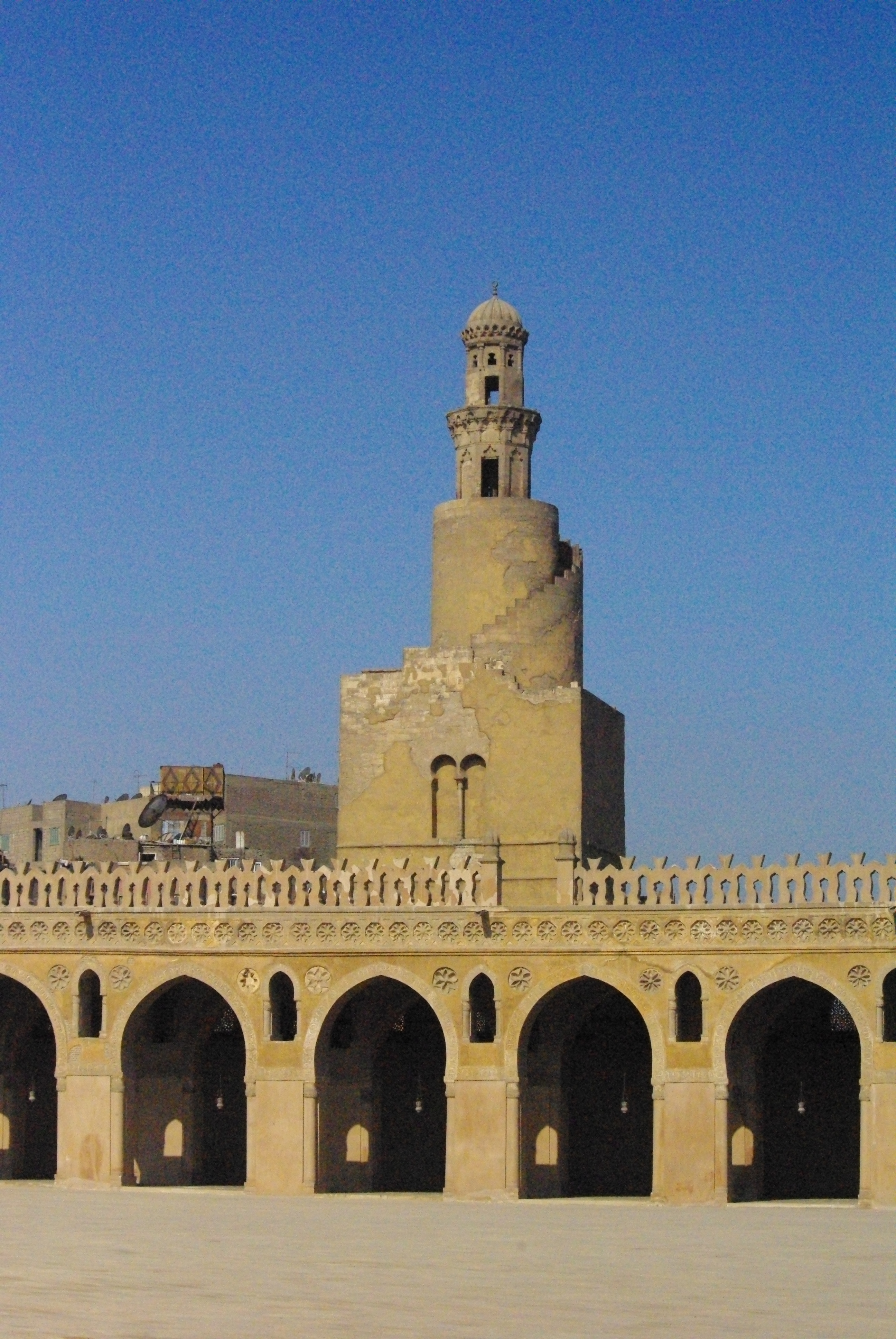
مئذنة المسجد
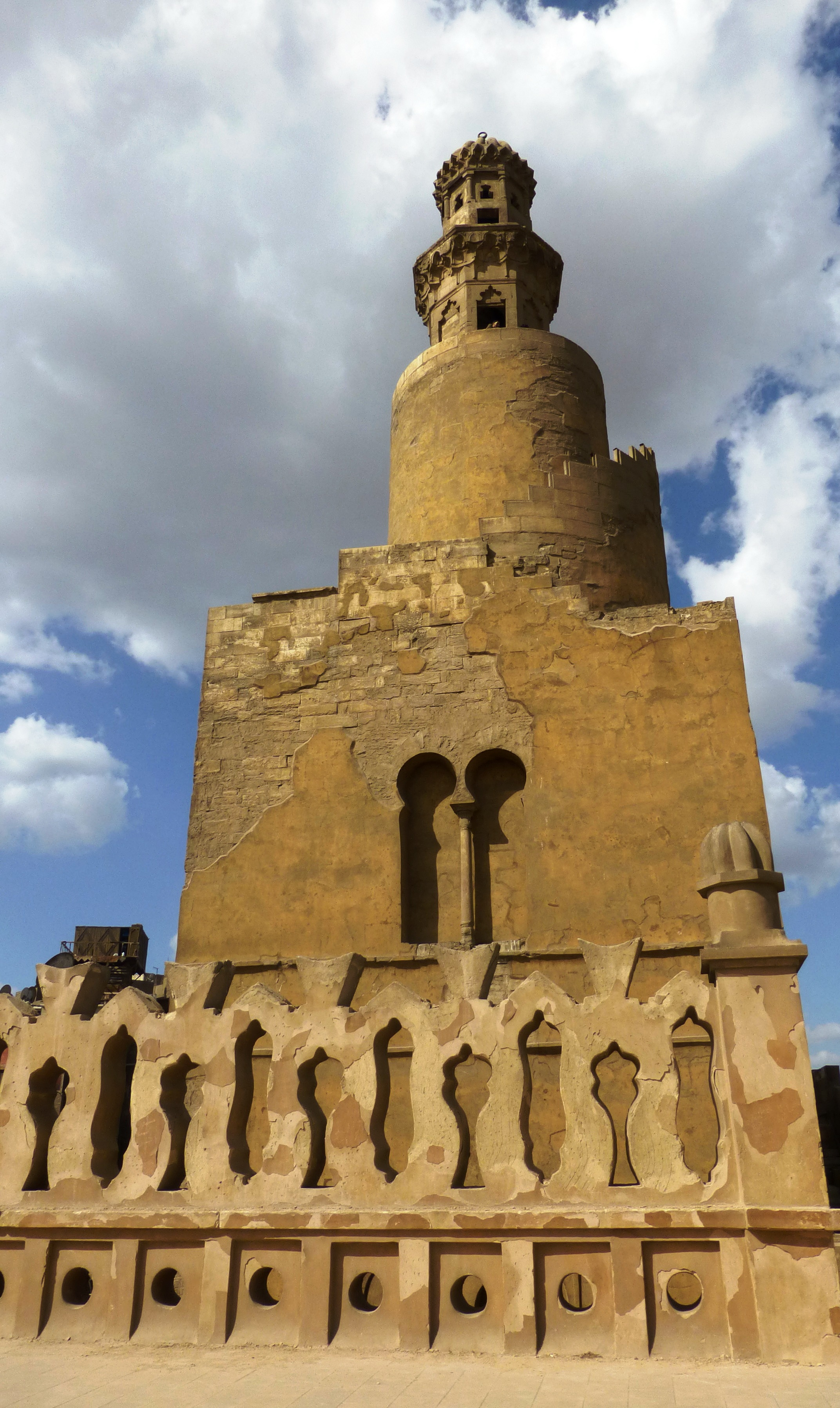
مئذنة المسجد
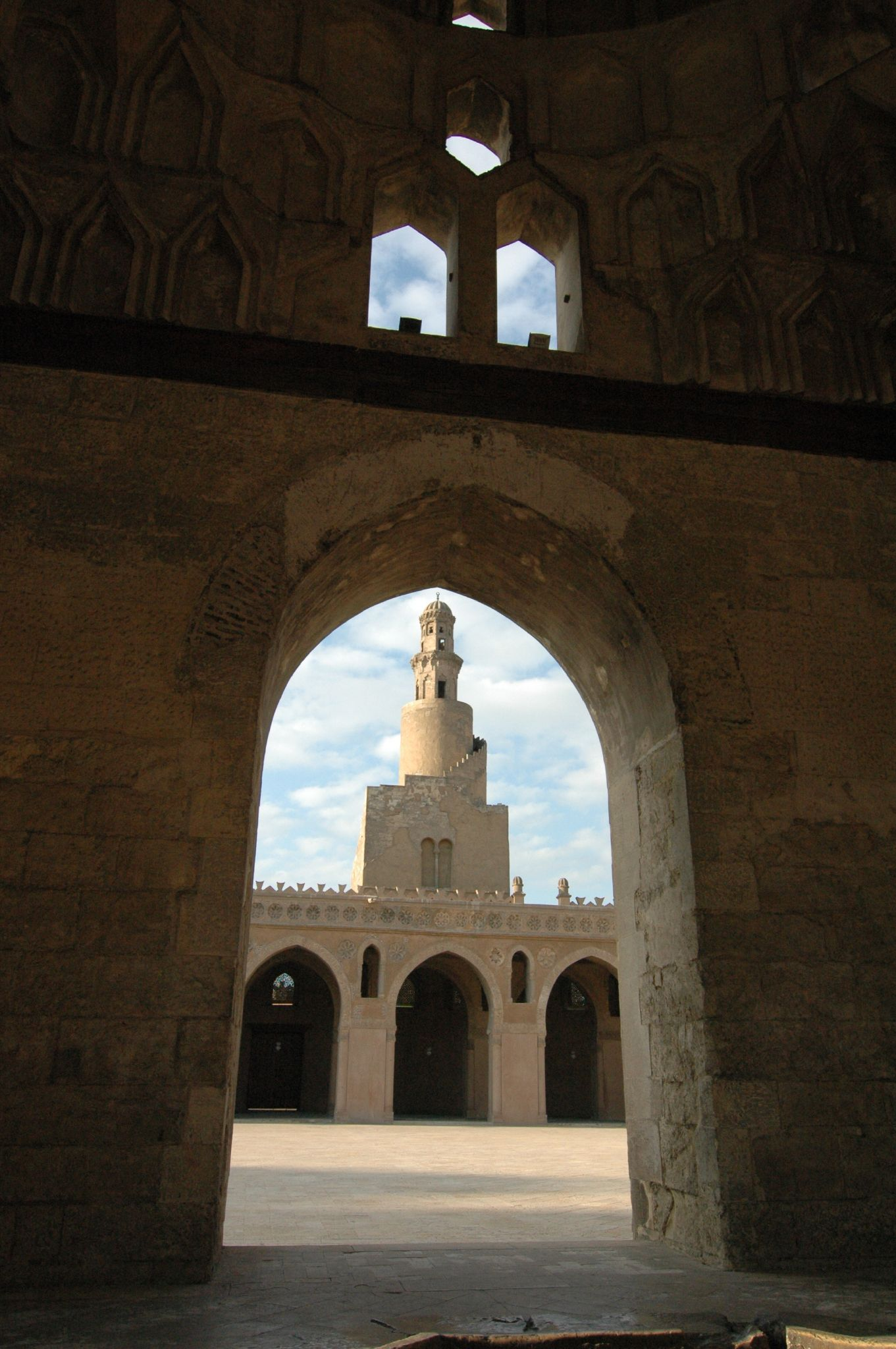
مئذنة المسجد
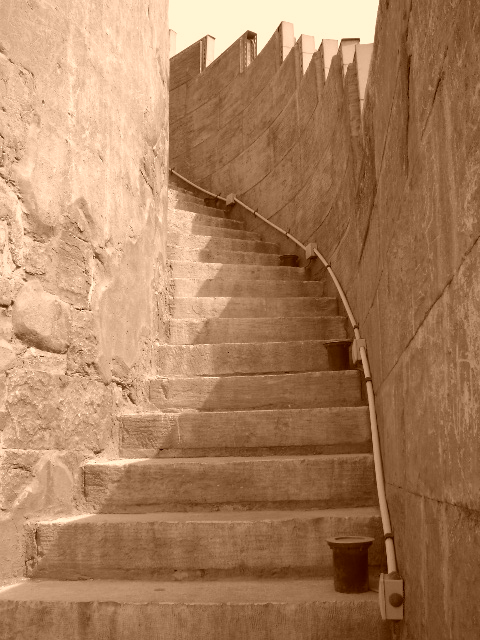
السلم الحلزوني للمئذنة
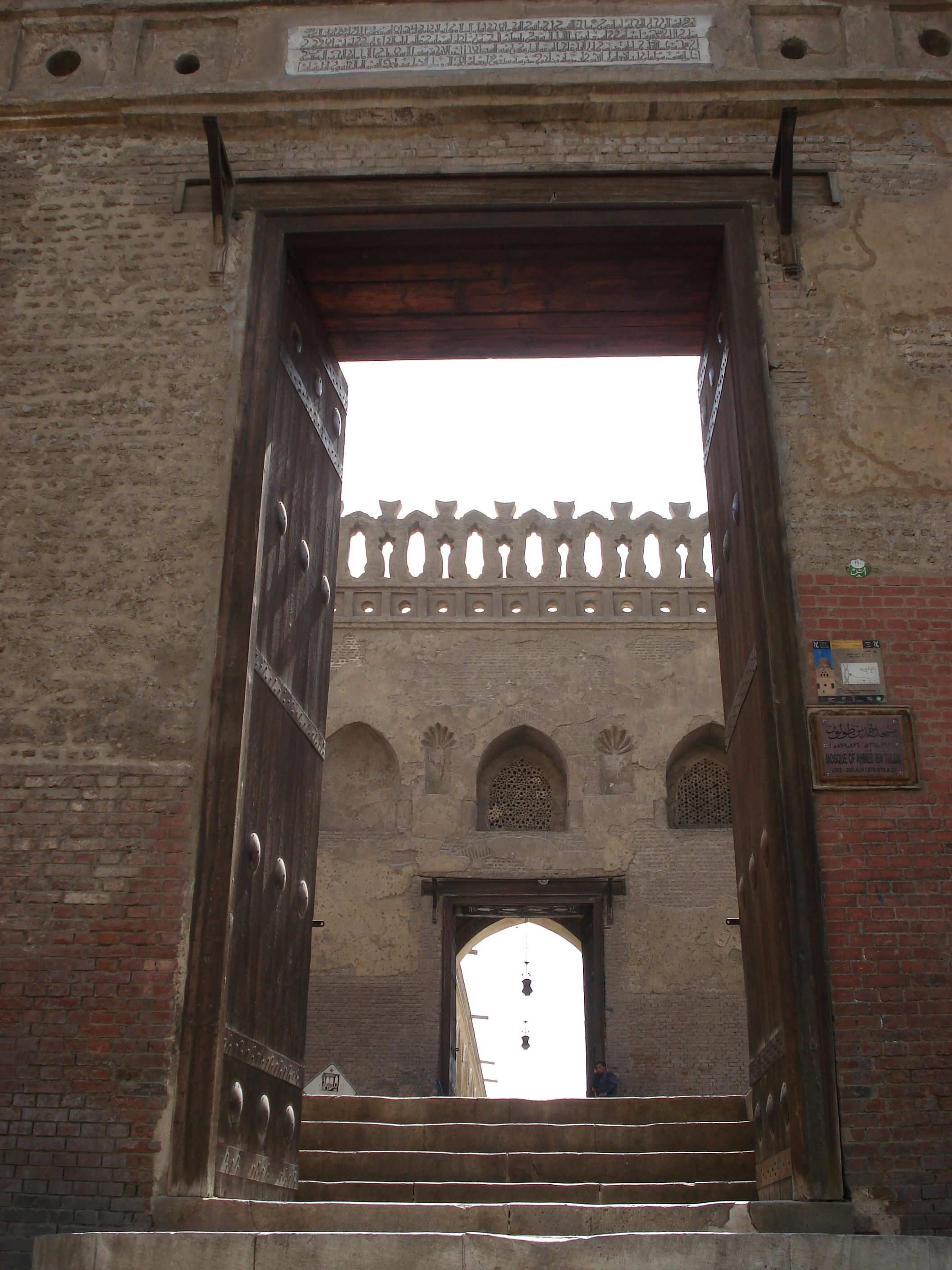
أحد أبواب المسجد وأماها باب آخر في سور الزيادة
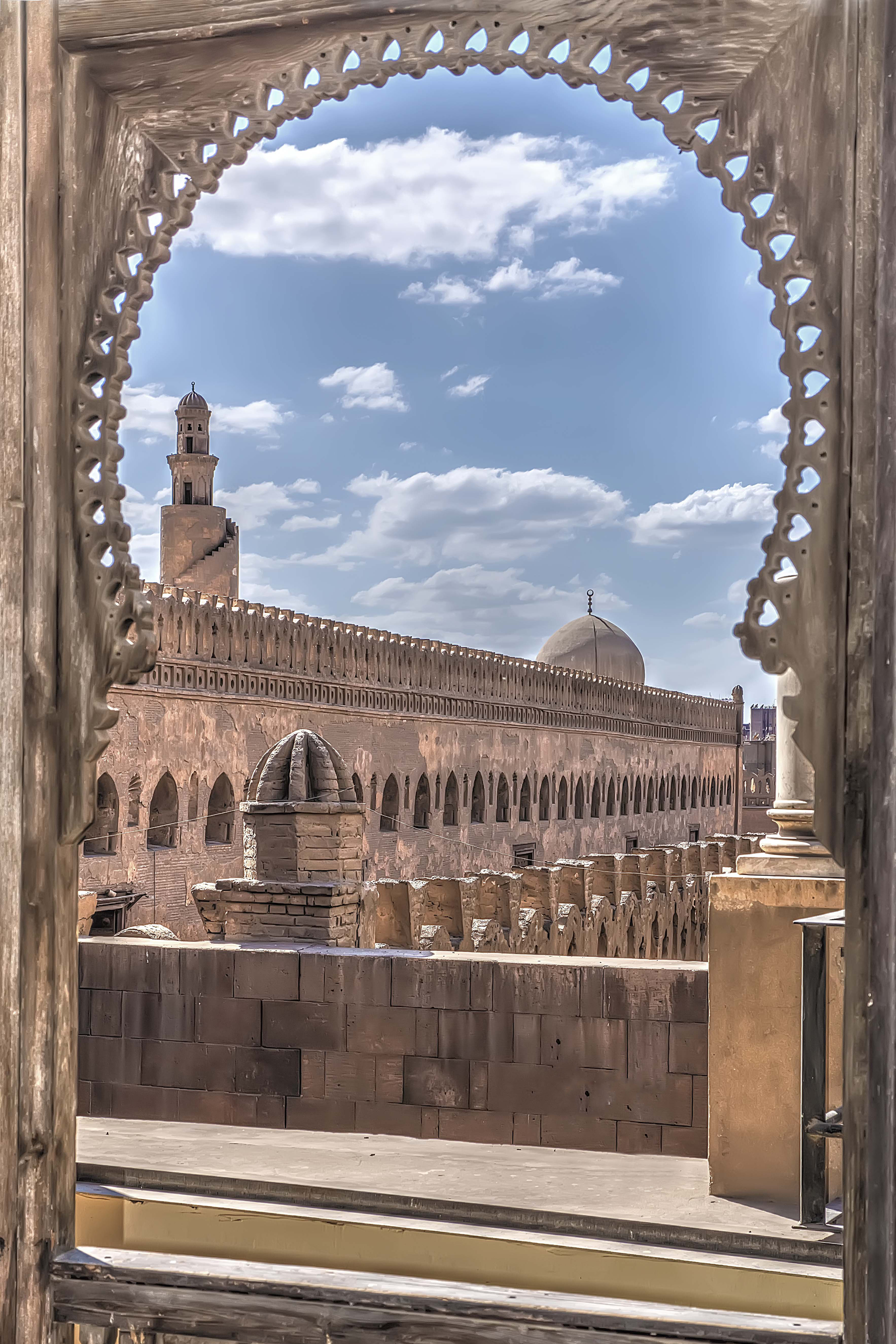
سور المسجد
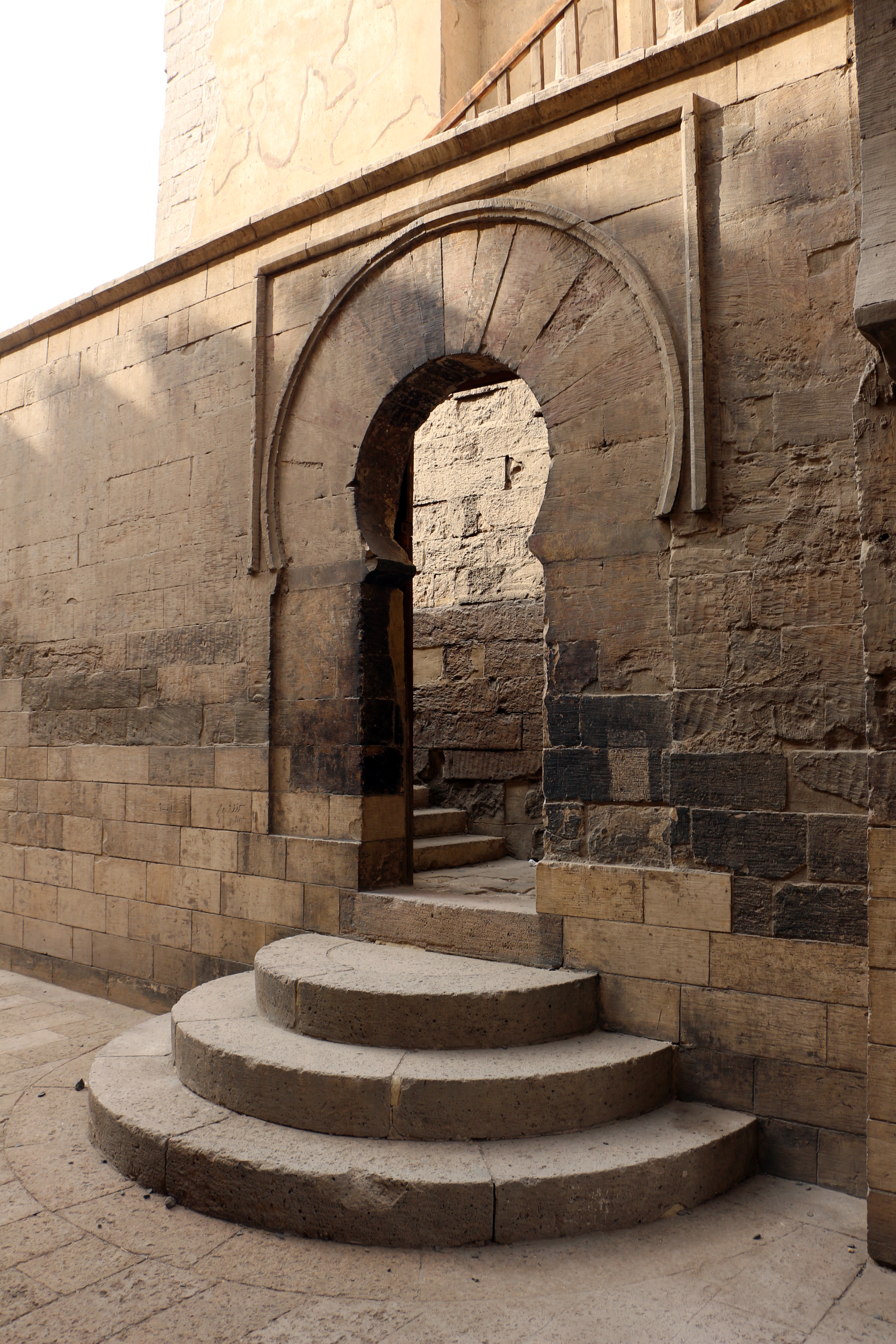
سور المسجد ومنطقة الزيادات
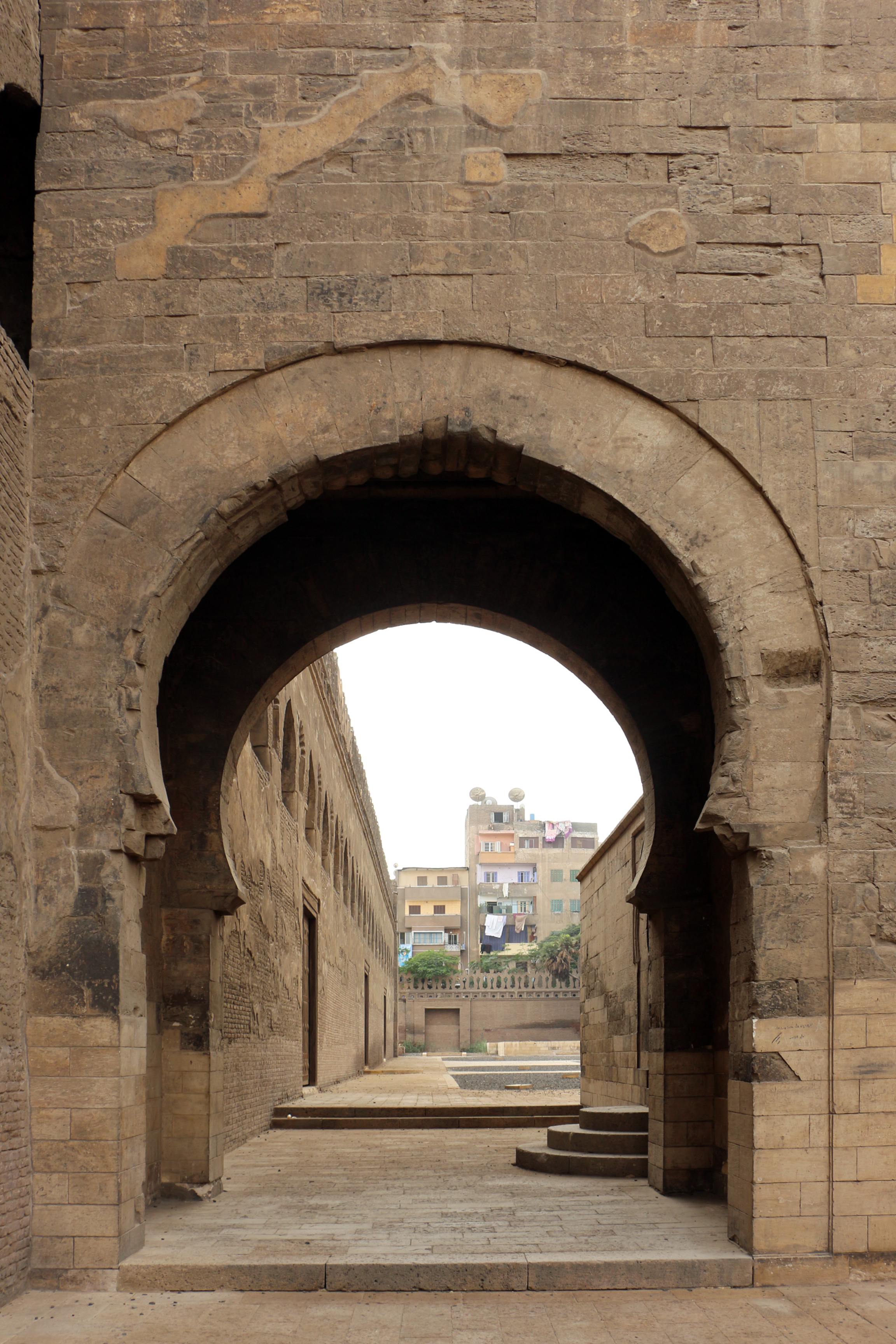
سور المسجد ومنطقة الزيادات
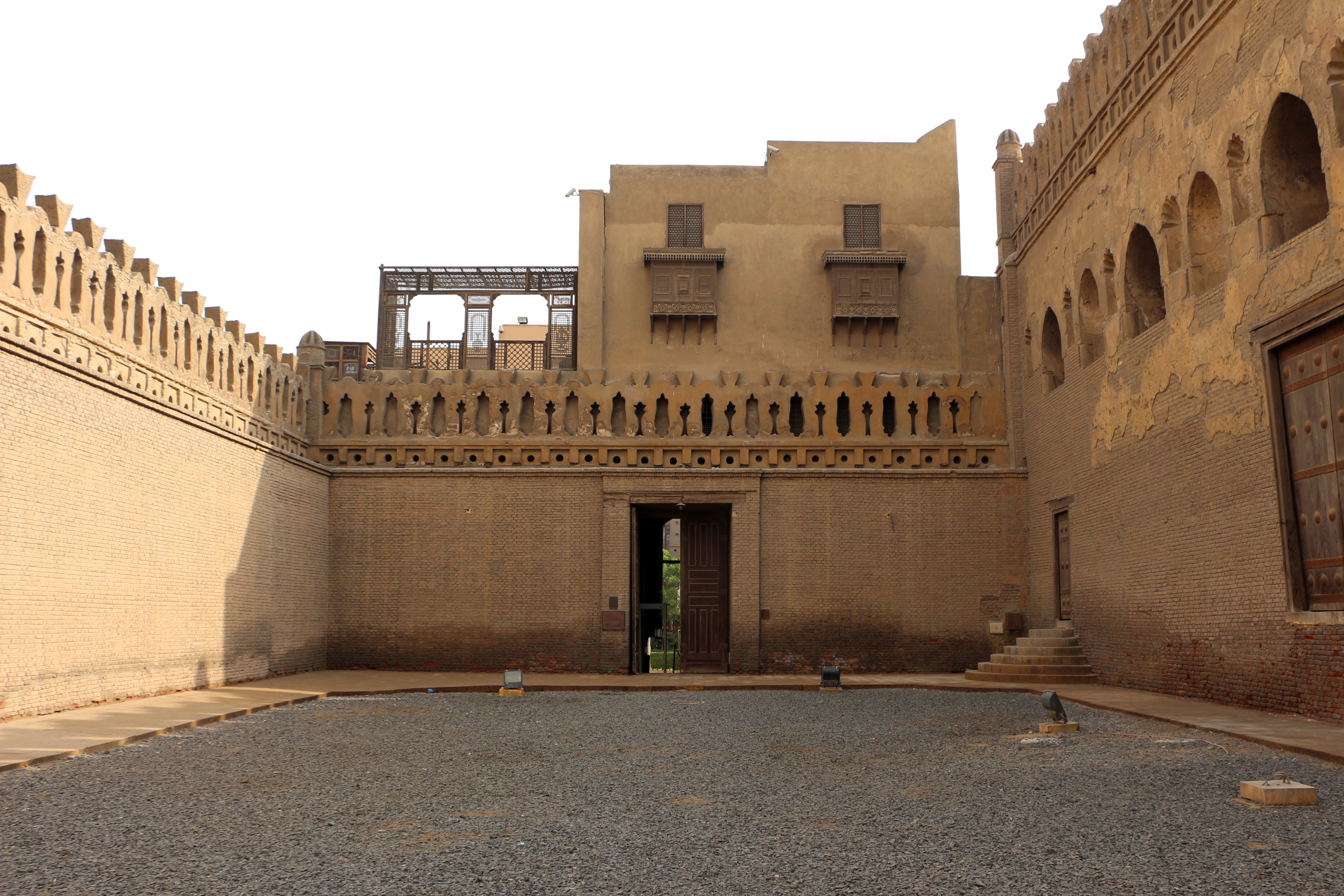
منطقة الزيادات
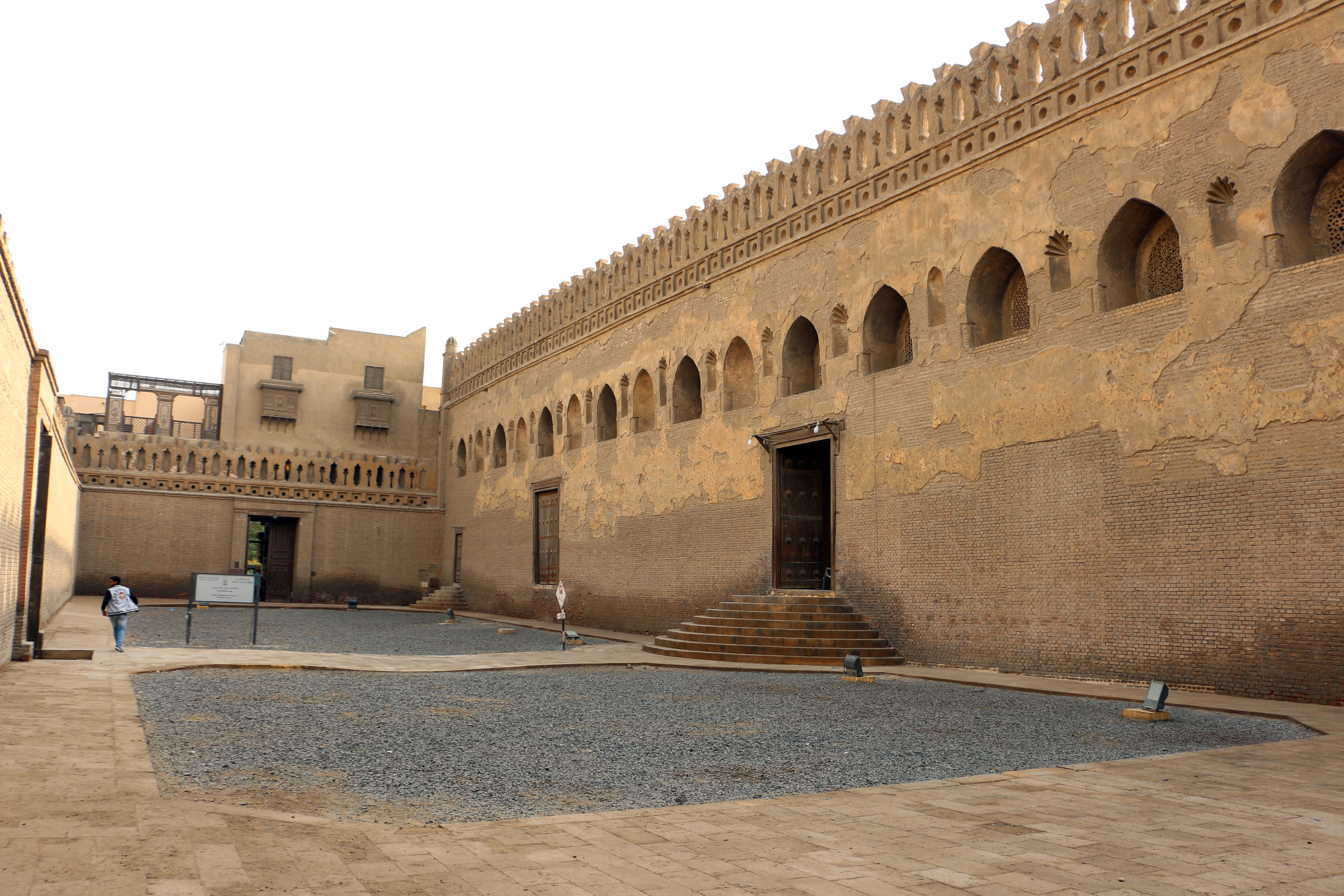
سور المسجد ومنطقة الزيادات
سور المسجد ومنطقة الزيادات
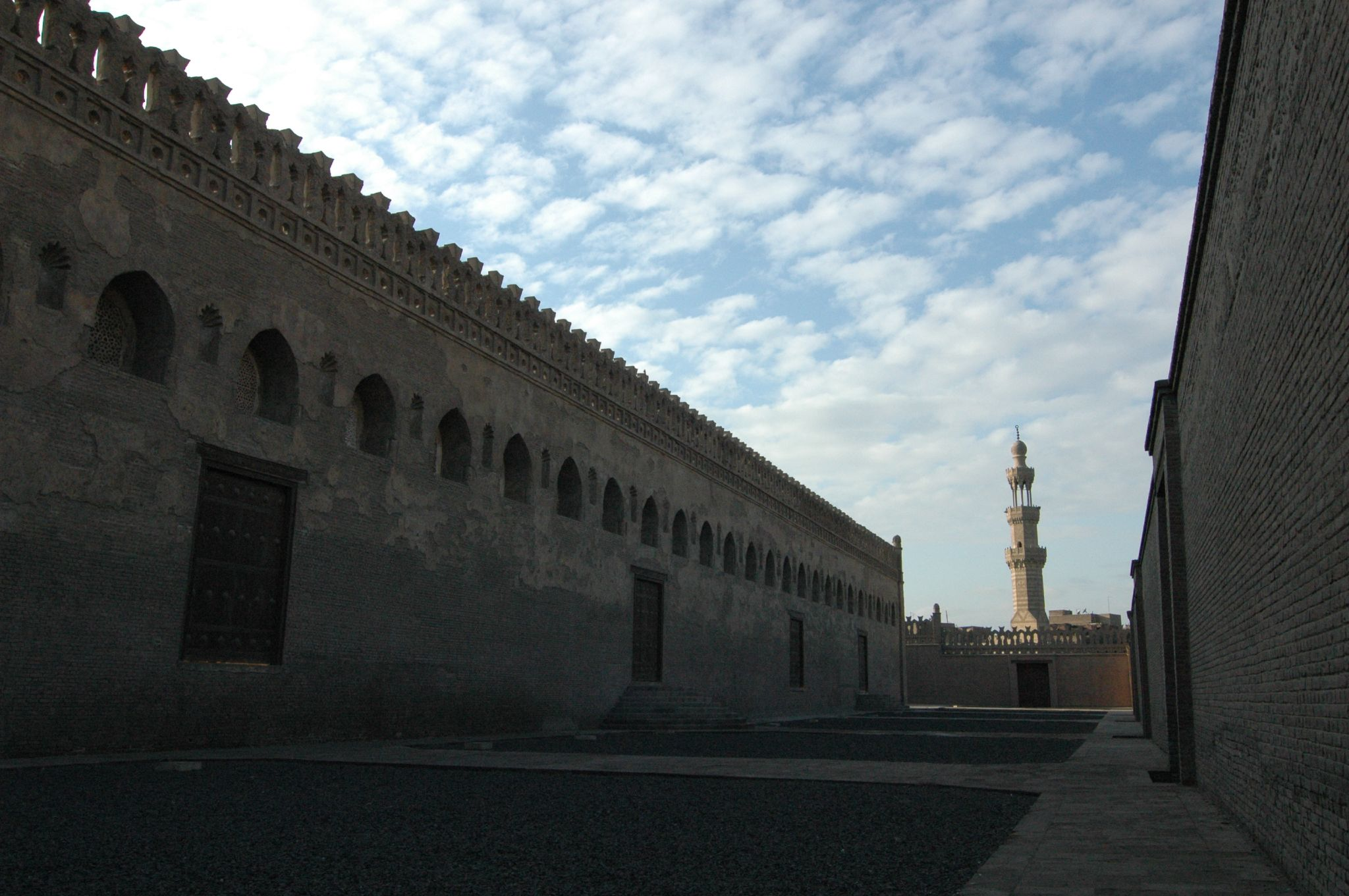
سور المسجد ومنطقة الزيادات
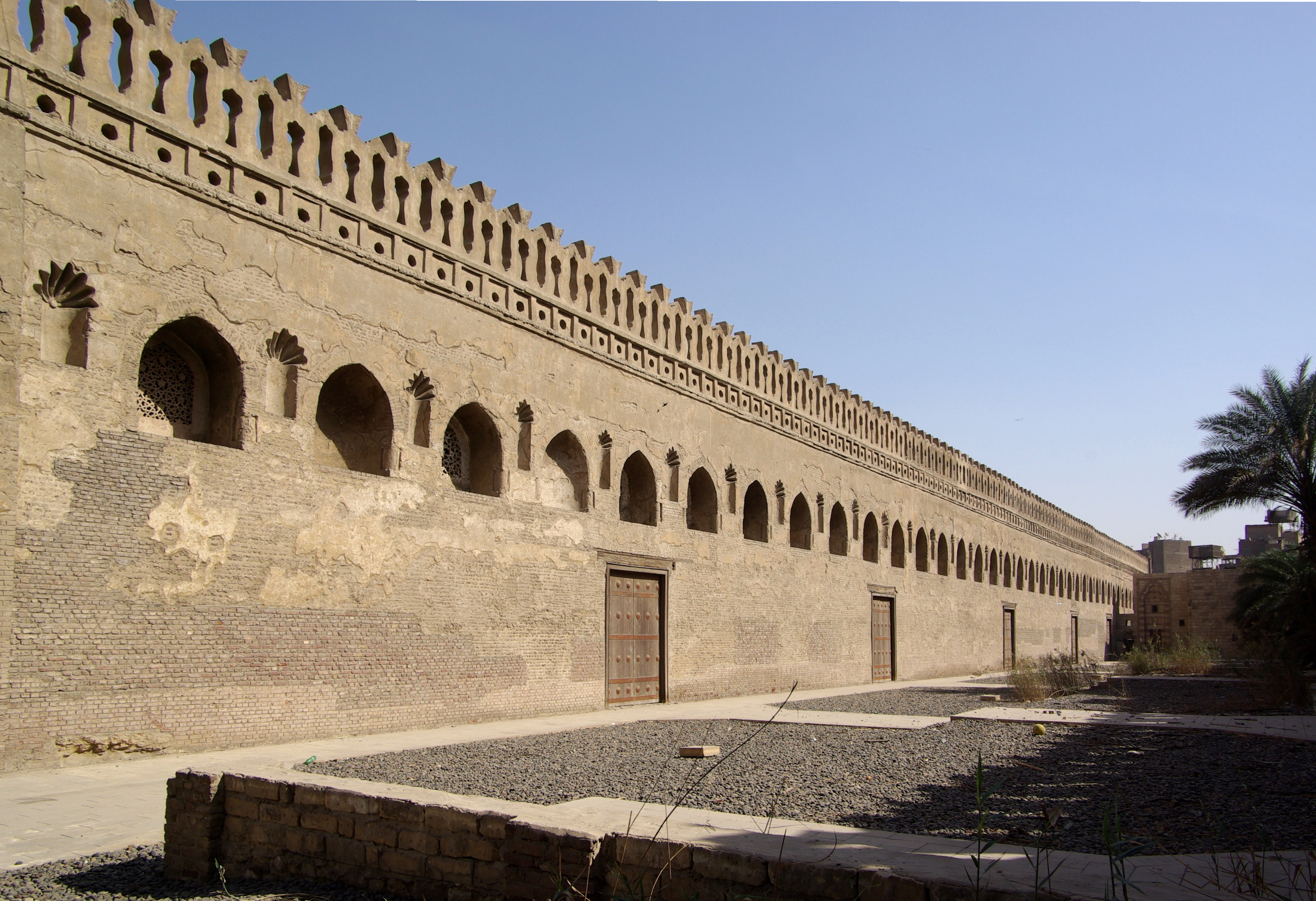
سور المسجد ومنطقة الزيادات
سور المسجد ومنطقة الزيادات
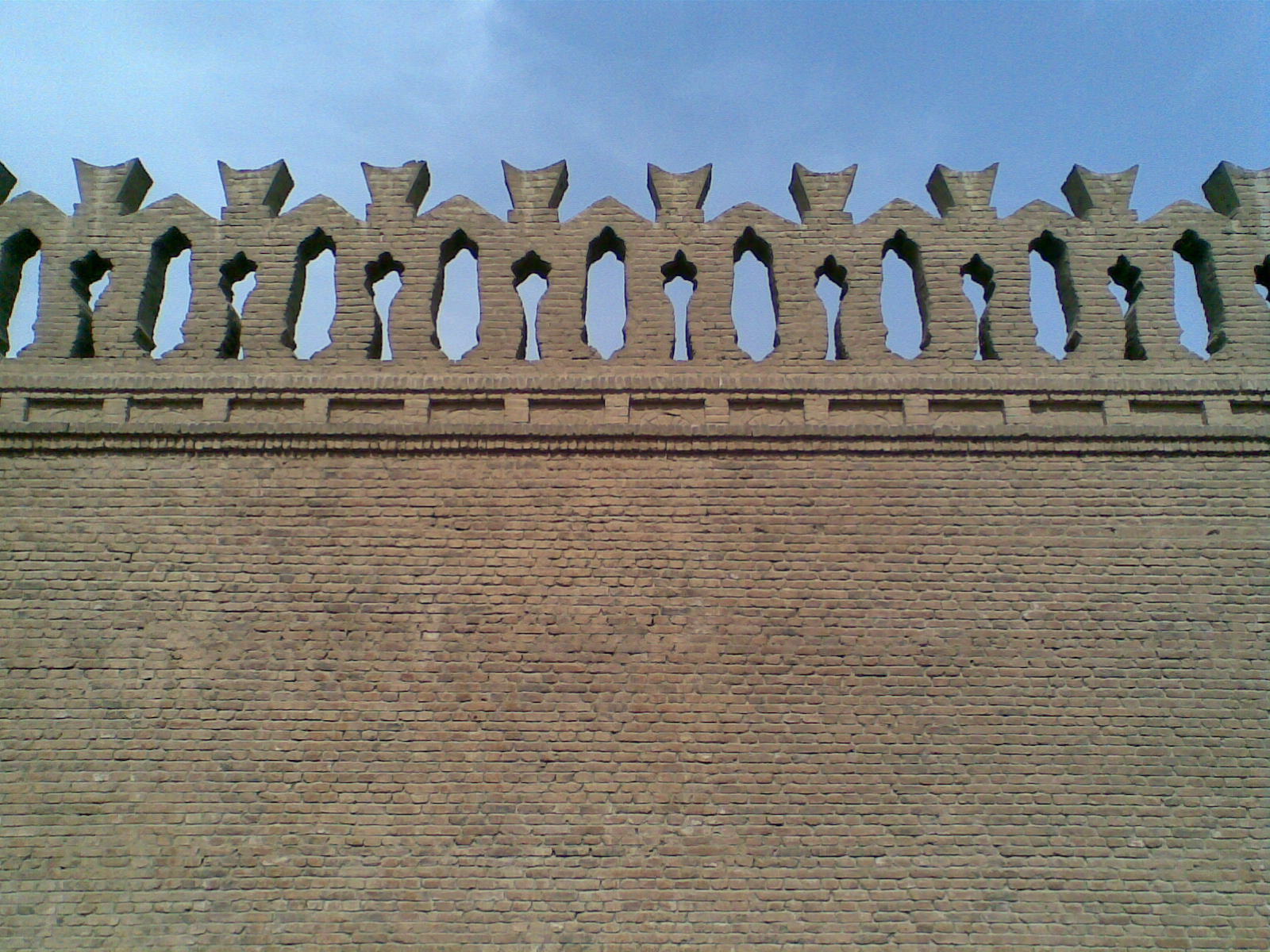
سور المسجد
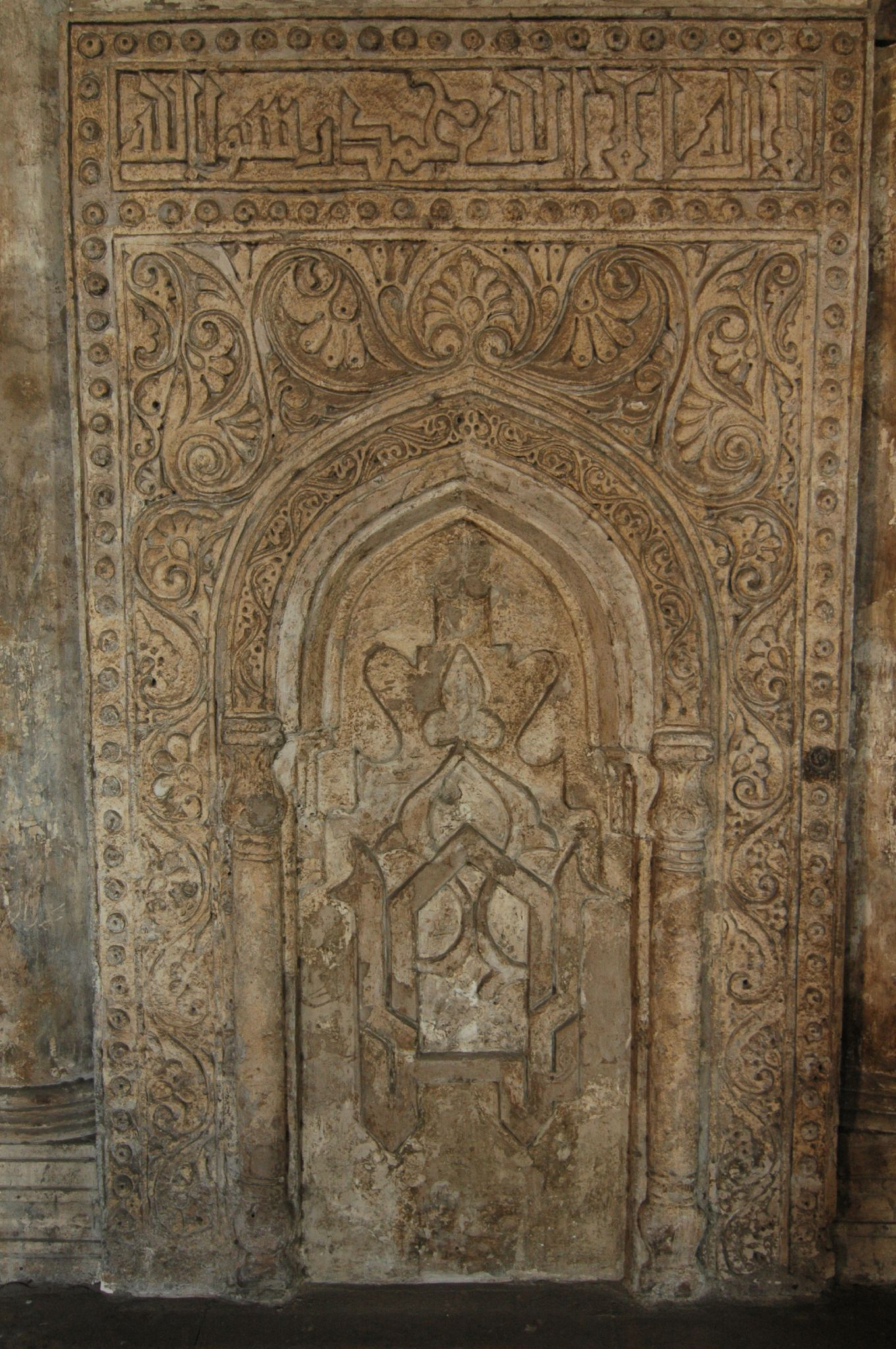
أحد المحاريب الجصية
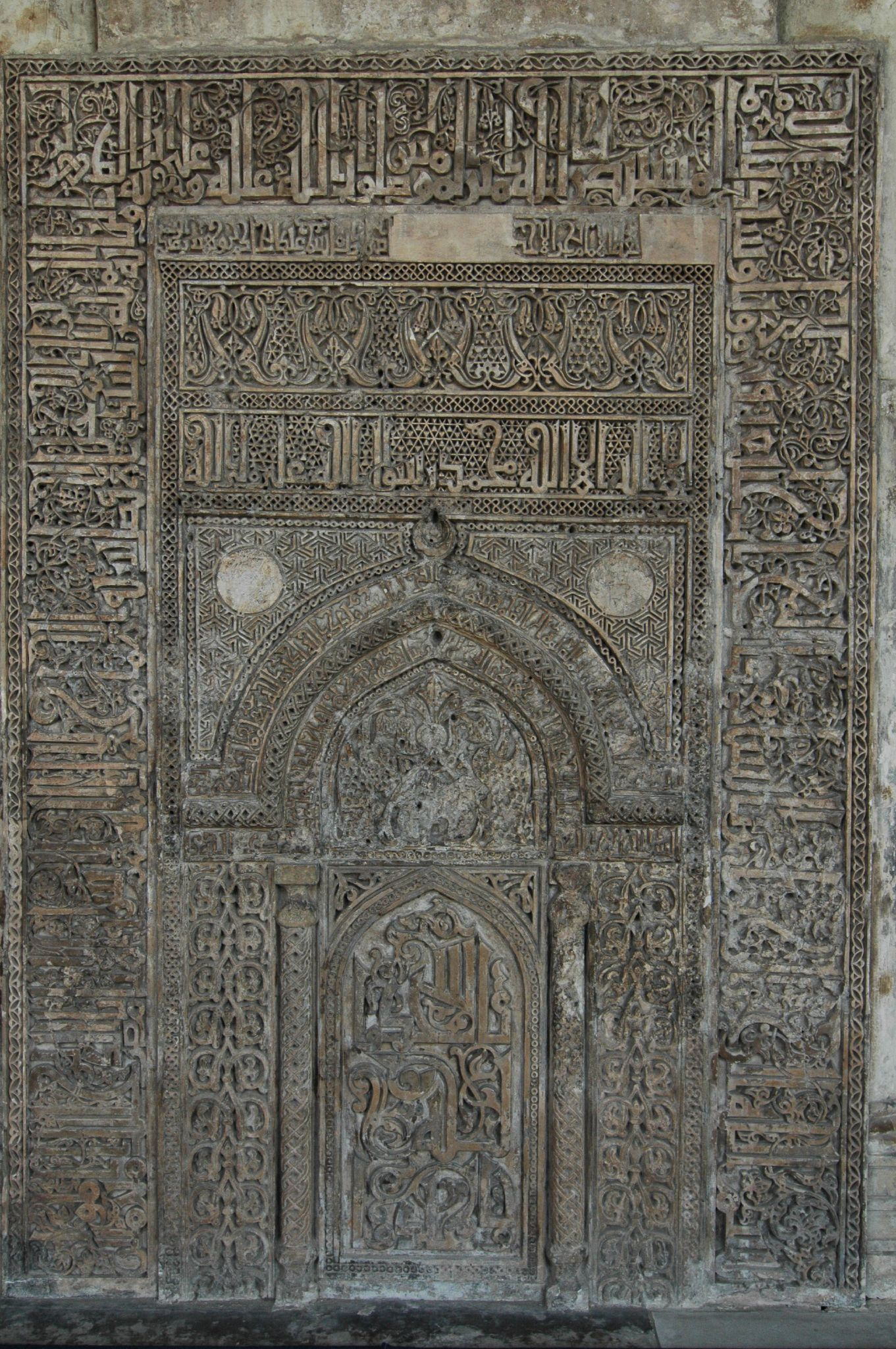
أحد المحاريب الجصية
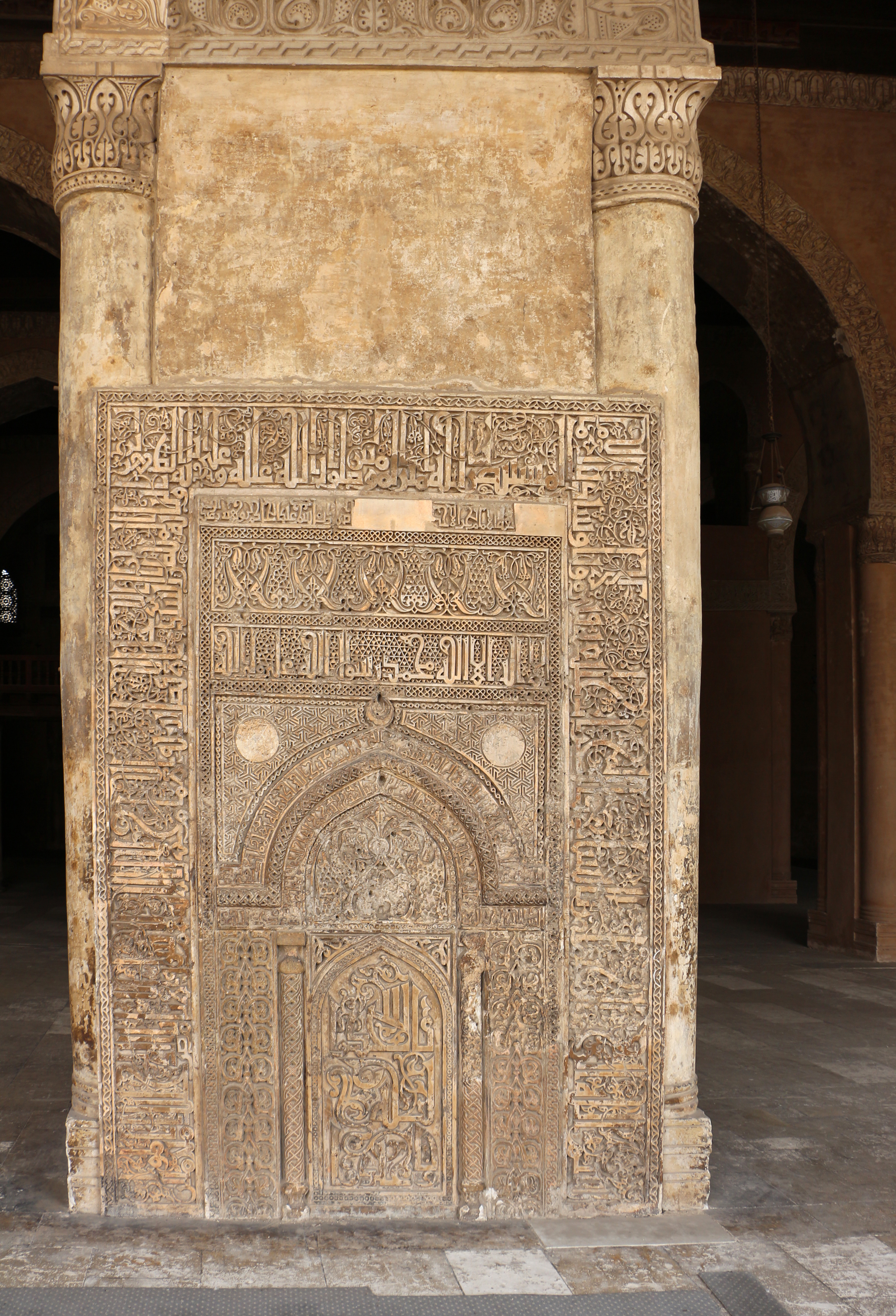
أحد المحاريب الجصية
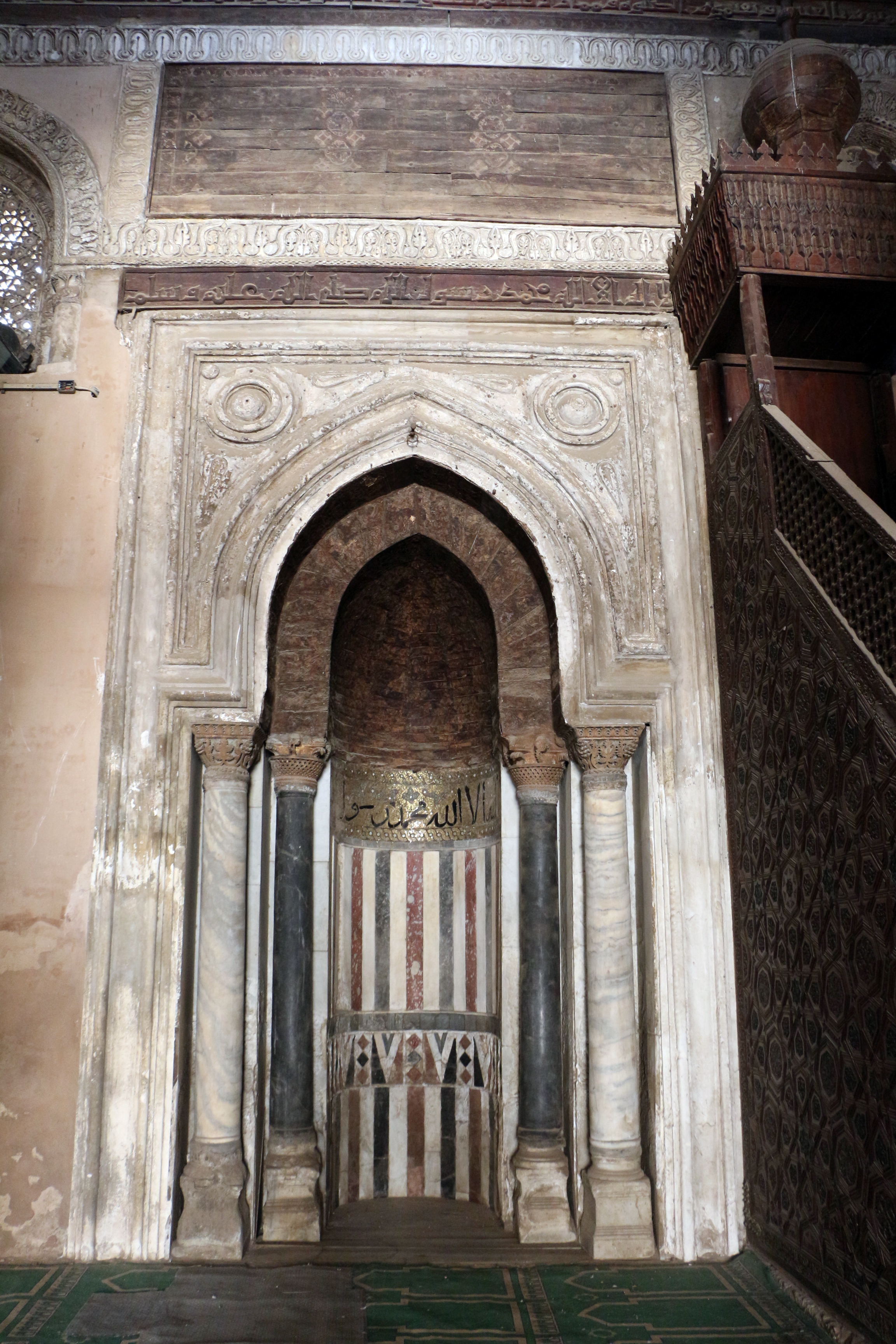
المحراب الرئيسي
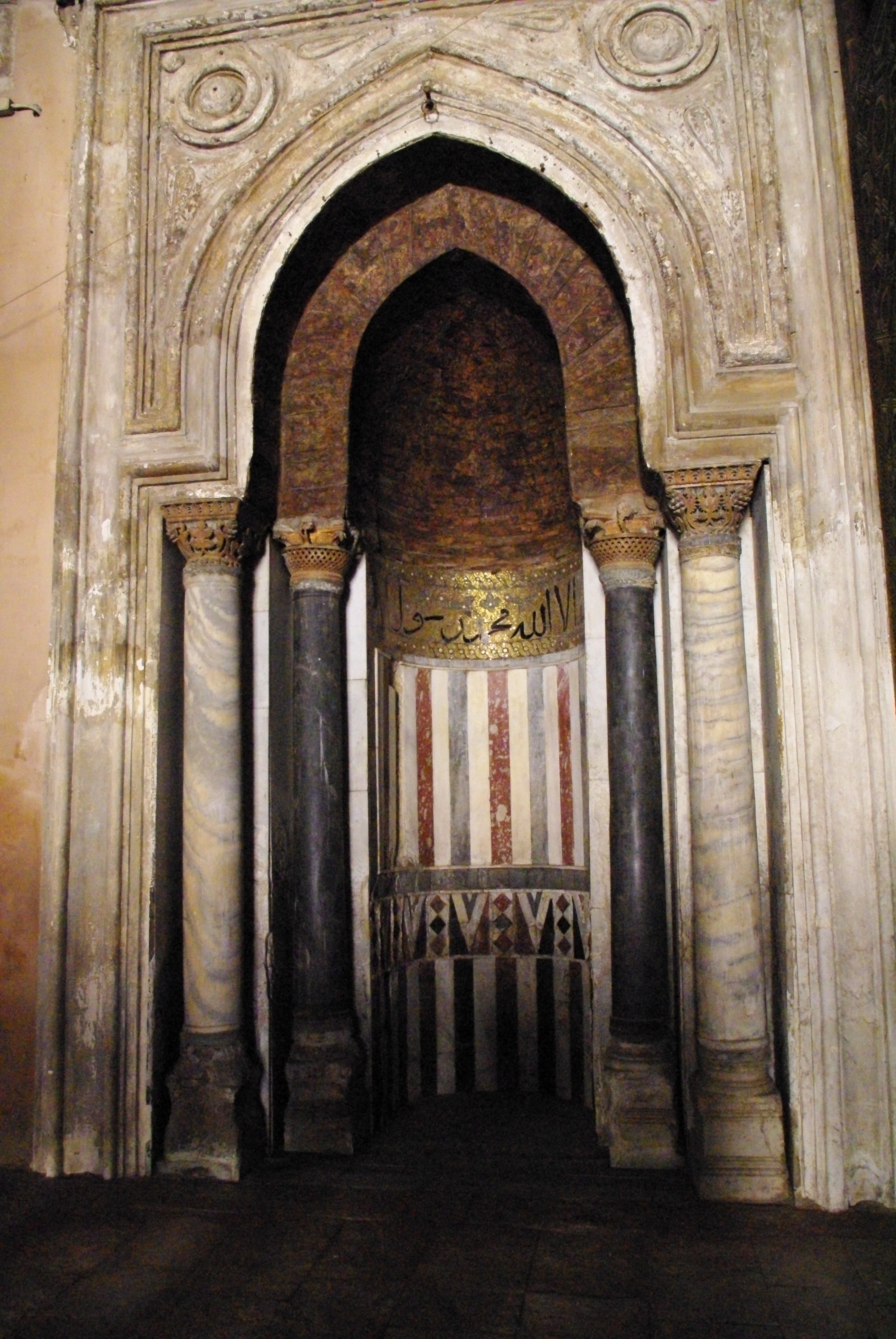
المحراب الرئيسي
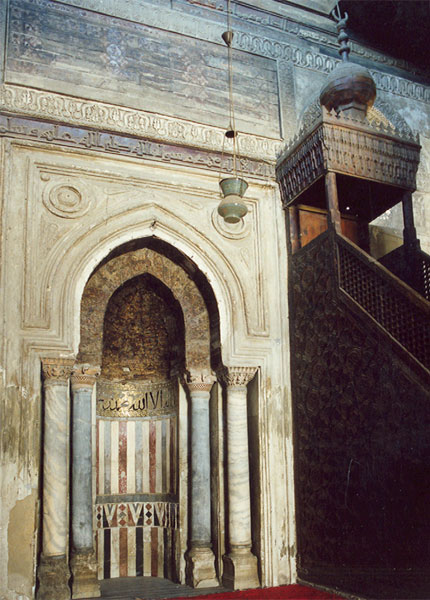
المحراب الرئيسي والمنبر الخشبي
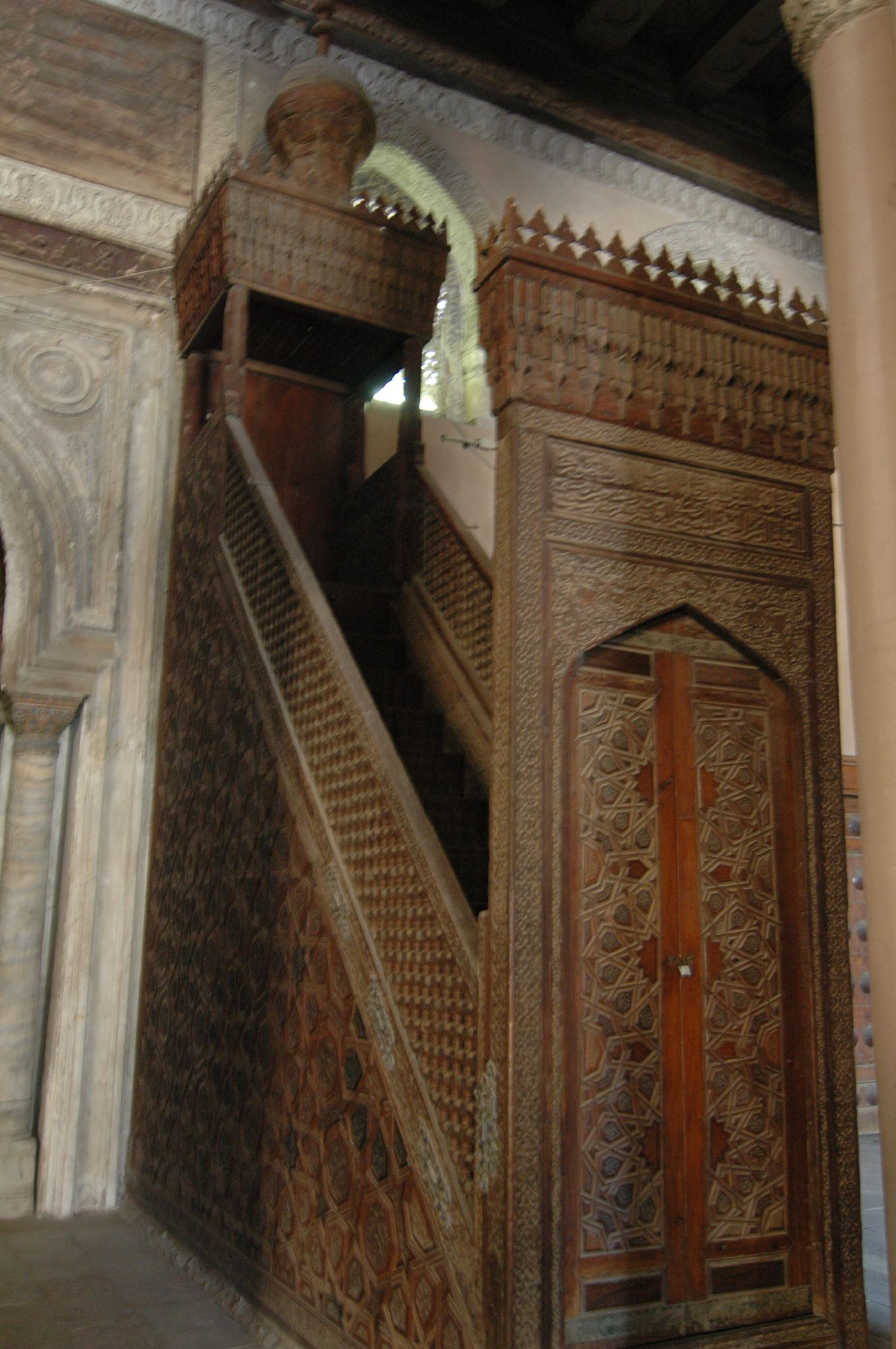
المنبر الخشبي
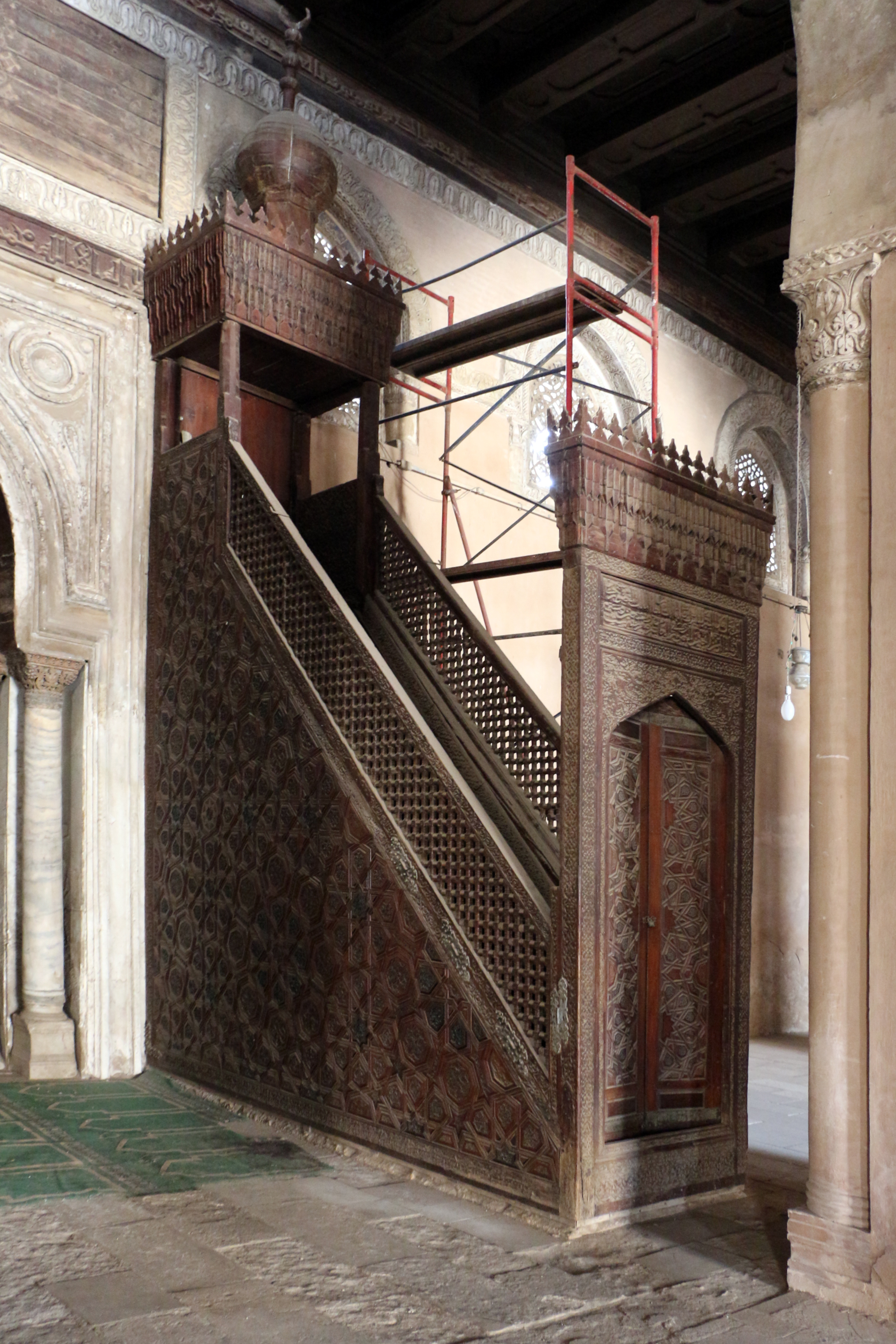
المنبر الخشبي
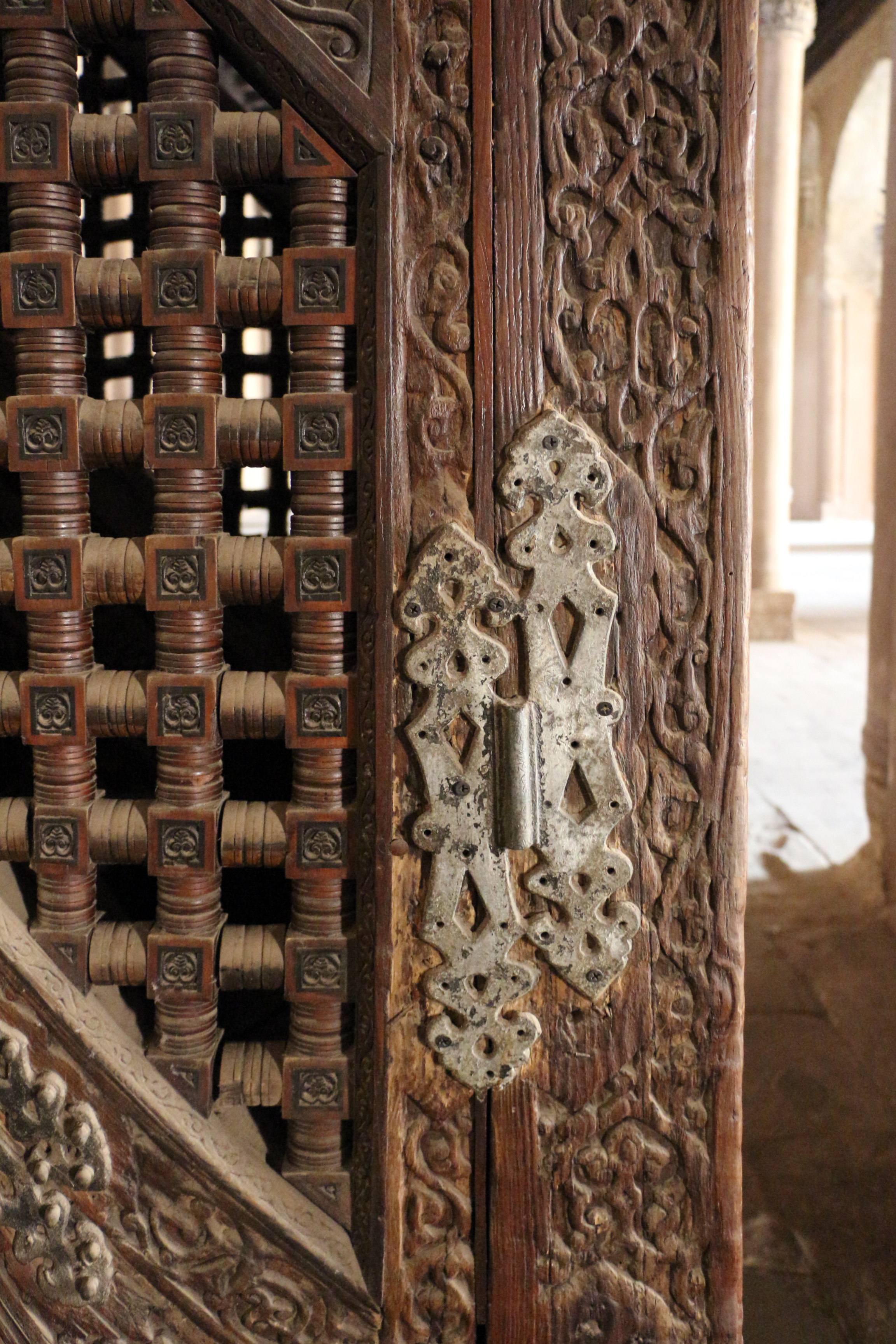
المنبر الخشبي
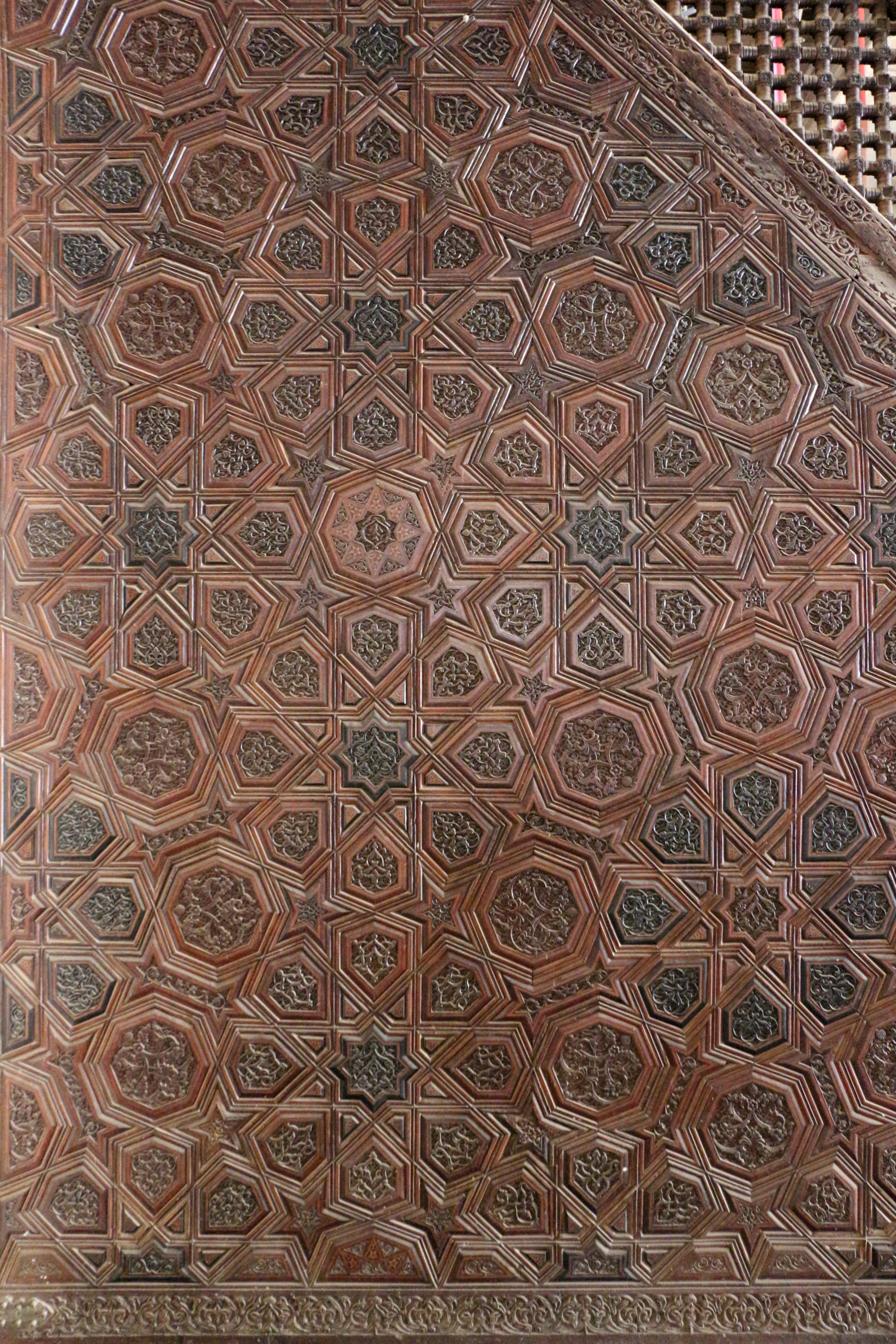
المنبر الخشبي
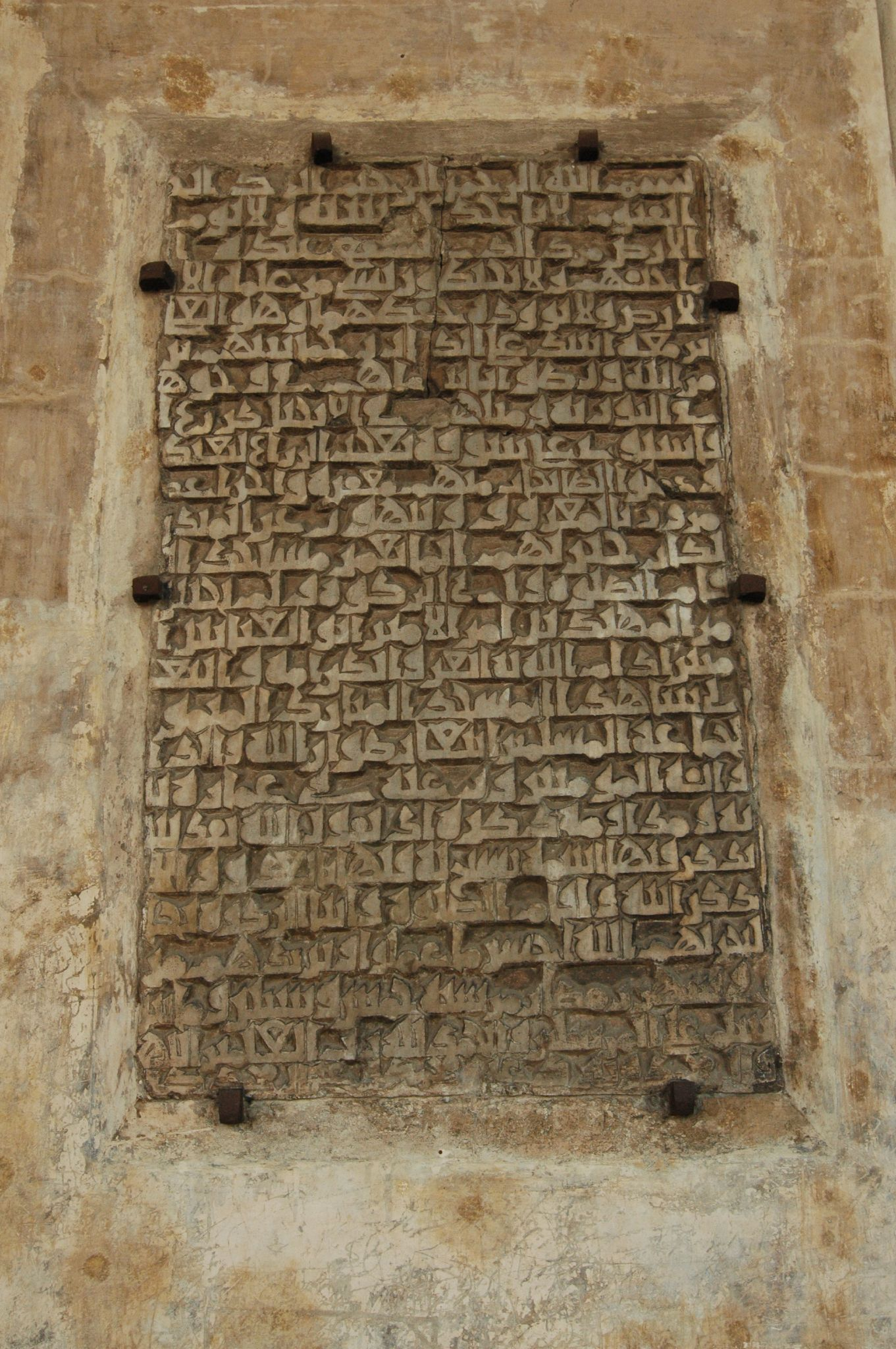
اللوحة التأسيسية للمسجد
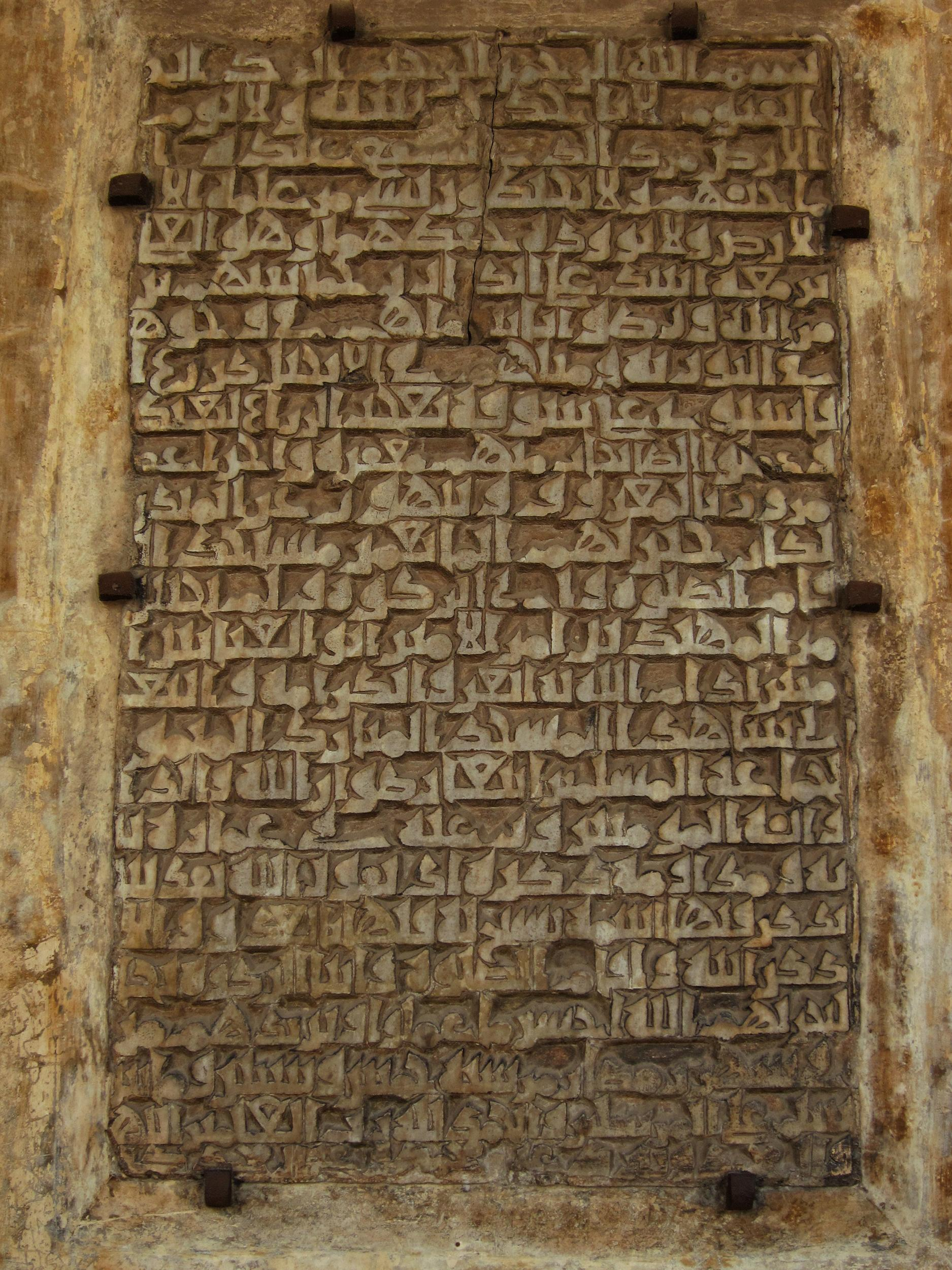
اللوحة التأسيسية للمسجد
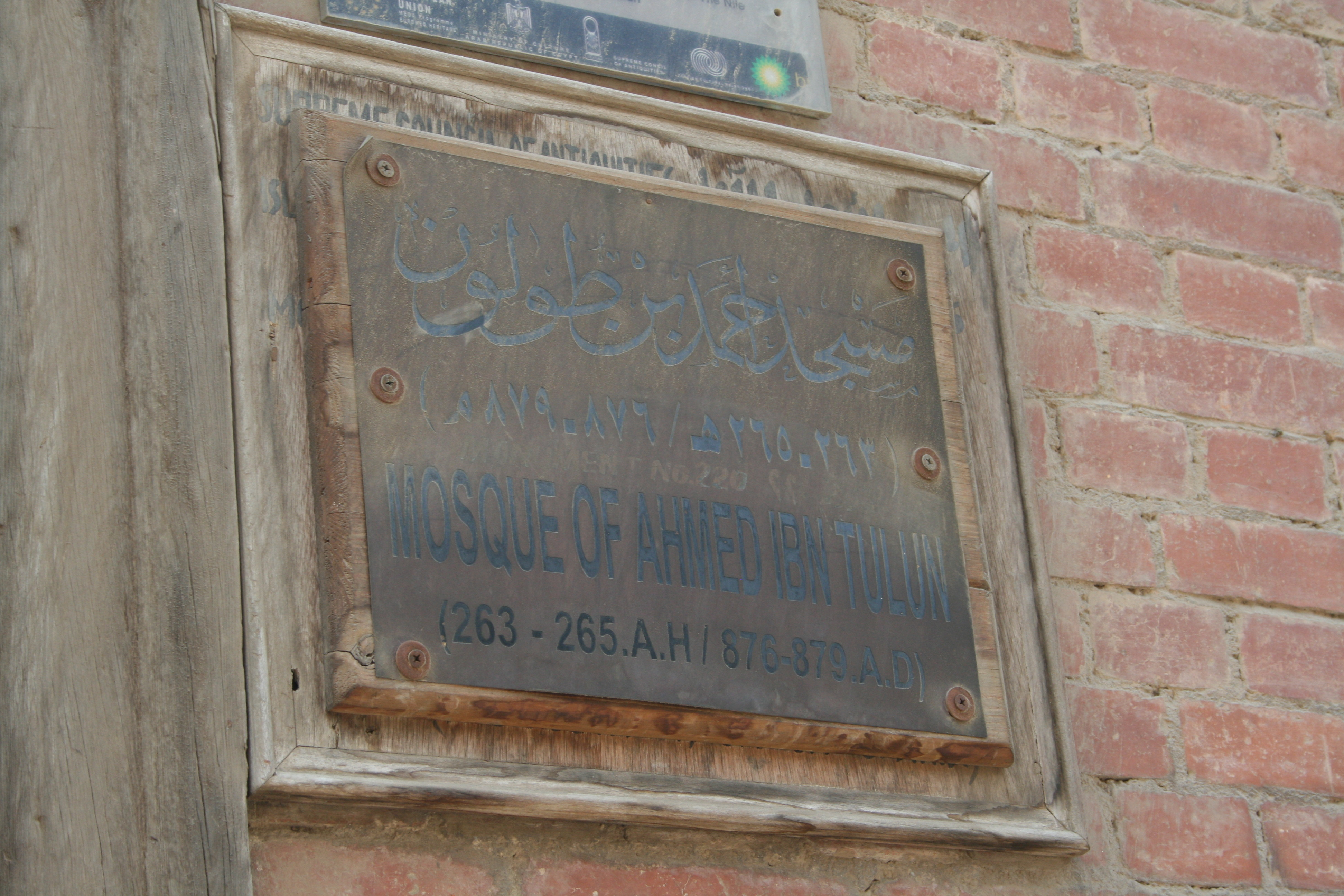
لوحة تعريفية بالمسجد
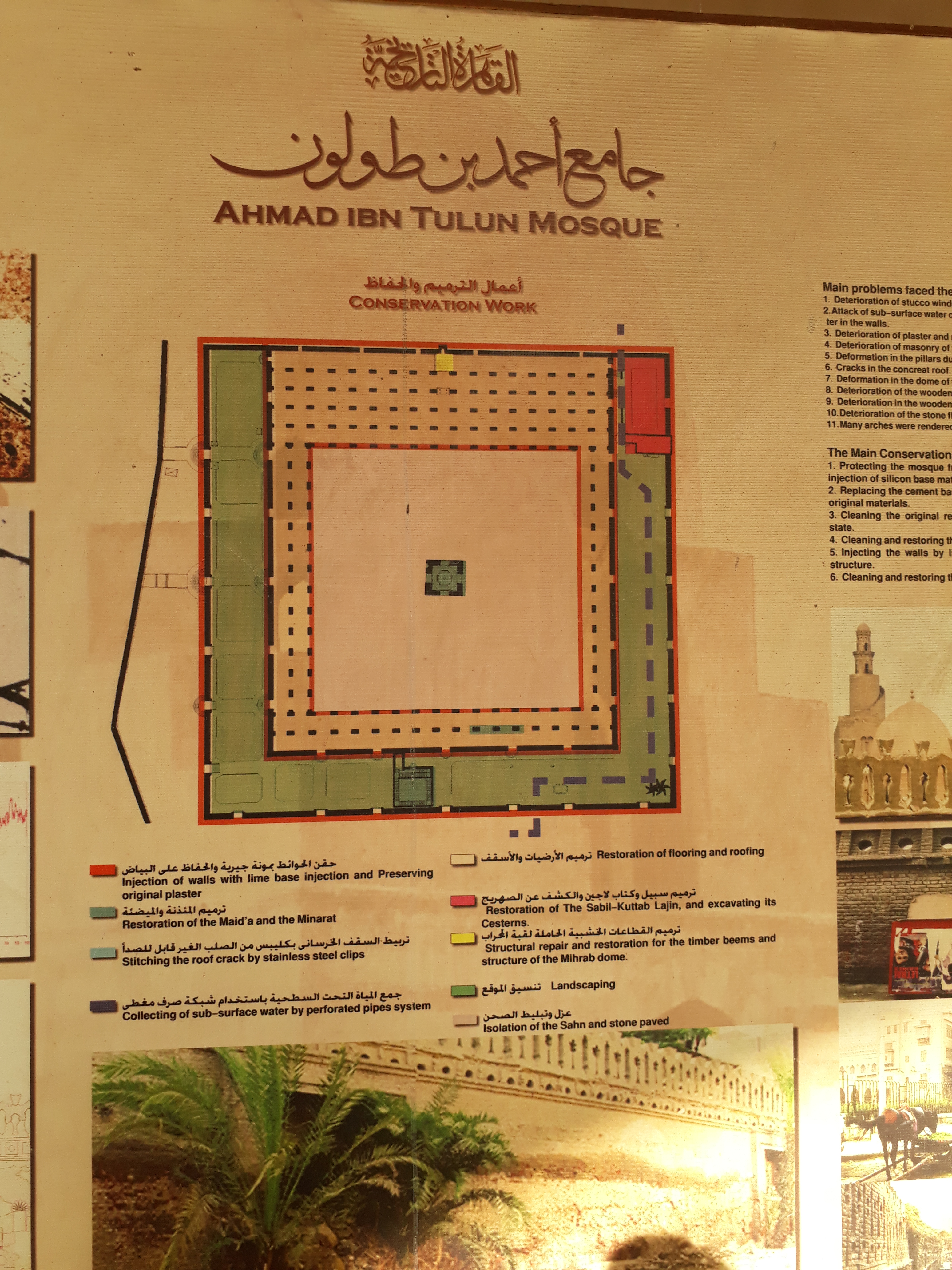
لوحة توضح أعمال الترميم بالمسجد
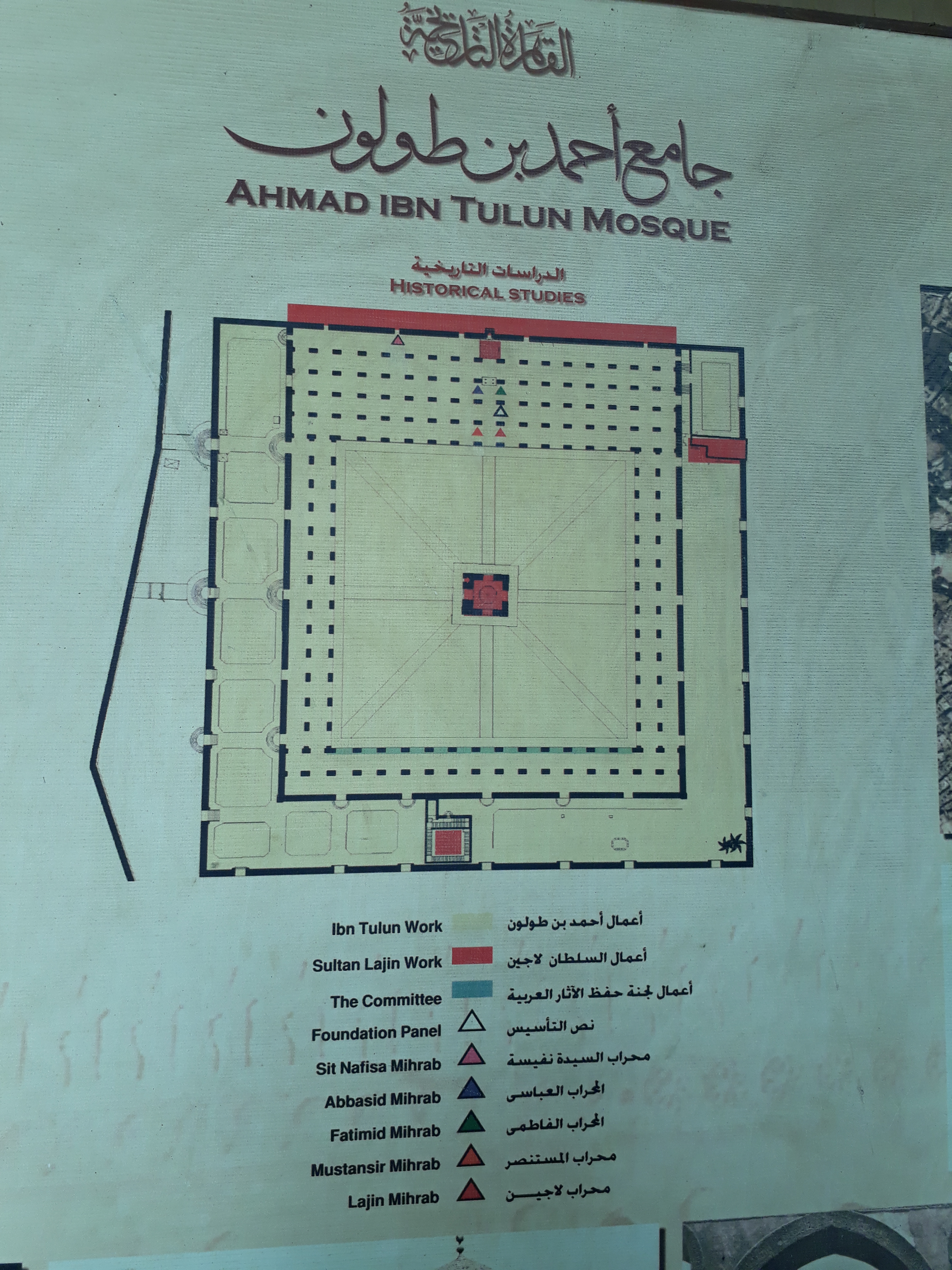
لوحة توضح أعمال الترميم بالمسجد